# Imperio ruso
El Imperio ruso (en ruso: Росси́йская импе́рия, romanizado: Rossíyskaya Impériya) fue un Estado soberano que existió entre los años 1721 y 1917. Abarcó grandes zonas de tres continentes del planeta, el europeo, el asiático y el americano, siendo el sucesor directo del Zarato moscovita. La expresión «Rusia imperial» designa el periodo cronológico de la historia rusa que comprende desde la conquista de los territorios que se encuentran entre el mar Báltico y el océano Pacífico, iniciada por Pedro I, hasta la caída de Nicolás II y el posterior comienzo de la Revolución de 1917.
La capital del imperio fue la ciudad de San Petersburgo (rebautizada en 1914 como Petrogrado a raíz del inicio de la Primera Guerra Mundial). A finales del siglo xix, el imperio comprendía 22,8 millones de km². De acuerdo al censo de 1897, su población alcanzaba las 125 640 000 personas, habitando la mayoría (102,8 millones) en Europa. Más de 100 grupos étnicos diferentes convivían en el imperio —la etnia rusa componía el 44 % de la población—. La religión oficial del imperio era el cristianismo ortodoxo, controlado por el monarca a través del Santísimo Sínodo Gobernante. Sus habitantes estaban divididos en estratos (clases) tales como dvoryanstvo («nobleza»), el clero, los comerciantes, los cosacos y los campesinos. Los nativos de Siberia y Asia Central fueron oficialmente registrados en el estrato inorodtsy («extranjeros»).
Además del actual territorio de Rusia, en 1917, el Imperio ruso incluía territorios de los Estados bálticos (Estonia, Letonia y Lituania), Ucrania, Bielorrusia, la mitad oriental de Polonia (Zarato de Polonia), Moldavia (Besarabia), Rumania (Valaquia), el Cáucaso (las actuales naciones de Armenia, Georgia y Azerbaiyán), Finlandia, la mayoría del Asia Central (actuales repúblicas de Kazajistán, Turkmenistán, Tayikistán, Kirguistán y Uzbekistán) y una parte de Turquía (las provincias de Ardahán, Artvin, Iğdır y Kars, siendo estos territorios partes de la Armenia turca). Entre 1741 y 1867, el Imperio ruso también incluía Alaska, al otro lado del estrecho de Bering. También controló por cierto periodo la región de Manchuria china, la región norte de Irán y la mitad norte de Hövsgöl (perteneciente a Mongolia)
En 1914, el Imperio ruso estaba dividido en 81 provincias (óblasti) y 20 regiones (gubernias). Entre los vasallos y protectorados del imperio se incluían el Emirato de Bujará, el Kanato de Jiva y, tras 1914, Tuvá. Su escudo de armas fue el gran escudo del Imperio ruso, y su himno, «Dios salve al zar» (Боже, Царя храни). Después del derrocamiento de la monarquía en 1917, Rusia fue convertida en una república bajo el Gobierno provisional ruso.

## Etimología y génesis
El nombre de Rusia probablemente proceda del nombre del pueblo Rus. Sobre el origen de dicho término hay varias teorías, pero ninguna de ellas es aceptada por todos. Las versiones se dividen en históricas, que se basan en autores contemporáneos, lingüísticas y toponímicas. Así, las principales hipótesis son la histórica bizantina, la indoiraní, la lingüística finesa, la histórico-toponímica prusiana, además de varias toponímicas. Como ejemplo, en estonio Rootsi están relacionados con Roslagen, una región costera de Suecia (Ruotsi en finés), mientras que para otros deriva del nombre que los eslavos daban a los vikingos, o incluso de términos alanos. De acuerdo con la Crónica de Néstor, el nombre de Rus tiene un origen varego. La etimología de Rus sigue siendo materia de discusión.
Alrededor de 860, un varego llamado Riúrik llegó a gobernar Nóvgorod, trasladándose sus sucesores al sur y extendiendo su autoridad a Kiev. A finales del siglo ix, el gobernador varego de Kiev ya había establecido su supremacía sobre una vasta zona que gradualmente vino a ser conocida como Rus. La Rus de Kiev (882-1240) fue el primer estado eslavo oriental, estando gobernado por la dinastía ruríkida. Sin embargo, la invasión mongola provocó la desintegración del país en varios principados, entre ellos el Principado de Kiev (1132-1470), cuya importancia sufriría un notable declive. Entretanto, el Principado de Vladímir-Súzdal (1157-1363) se convertía en uno de los grandes principados que sucedieron a la Rus de Kiev como principal potencia eslava oriental. A partir de este último se formaría el Principado de Moscú (1283-1547) o «Moscovia» que, luego de varias expansiones territoriales, se transformaría en el Zarato moscovita (1547-1721), con la dinastía Románov llegando al poder en 1613.
En 1721, el zar Pedro I de Rusia se proclamó emperador y modificó el nombre oficial del país de «Zarato ruso» (Rússkoie Tsarstvo, el país del 'pueblo ruso') al de «Imperio ruso» (Rossíyskaya Impériya, de carácter multiétnico) y el informal de Rus al actual Rossíya ('Rusia' en ruso). Entre 1712 y 1918 San Petersburgo fue la capital de Rusia. En el Imperio ruso, los rusos se denominaron velikorossy ('grandes rusos'); los ucranianos, malorossy ('pequeños rusos'); y los bielorrusos, «rusos blancos» (el prefijo bielo- se traduce como 'blanco'). Durante los siglos siglo X a XV, en la Rus de Kiev y en los principados en que esta se desintegró, se hablaba el antiguo eslavo oriental, que dio origen a los actuales idiomas ruso, ucraniano, bielorruso y rusino.
En los siglos siglo XIII a XVI, los desplazamientos del centro político de los eslavos orientales Kiev-Vladímir-Moscú se vieron acompañados asimismo por los movimientos de su centro eclesiástico. Así, el Metropolita de Kiev y toda Rus, Máximo de Kiev, se mudó desde Kiev a Vladímir en 1299, mientras su sucesor, el Metropolita Pedro de Kiev, se trasladaría de Vladímir a Moscú en 1325. En 1589, la Iglesia ortodoxa rusa proclamó al Metropolita de Moscú como Patriarca de Moscú y toda Rus, institución que sería suprimida por Pedro I. Una vez restituido el Patriarcado de Moscú en 1917, la Iglesia ortodoxa rusa siguió y sigue utilizando el nombre antiguo del país, Rus.

## Historia

### Pedro el Grande y el Imperio ruso

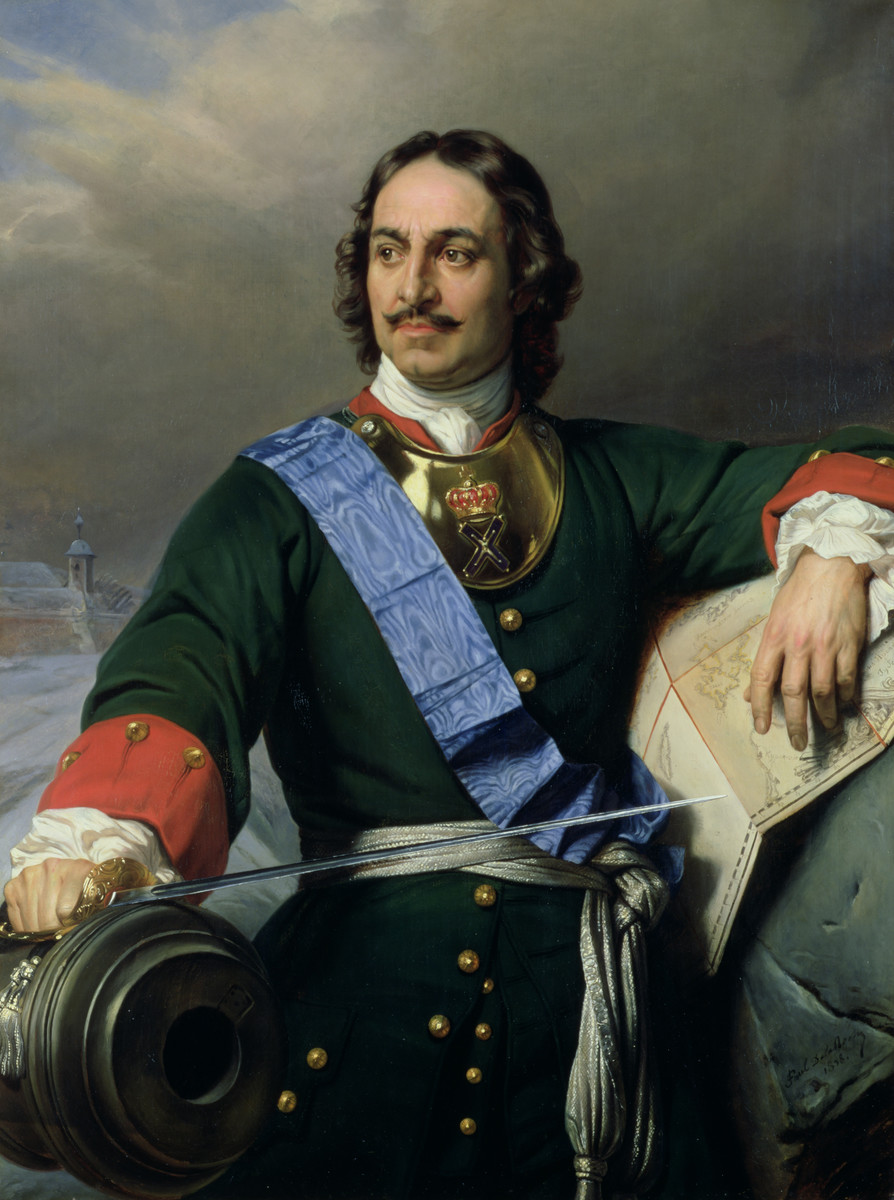
Pedro I el Grande, por Paul Delaroche, 1838.

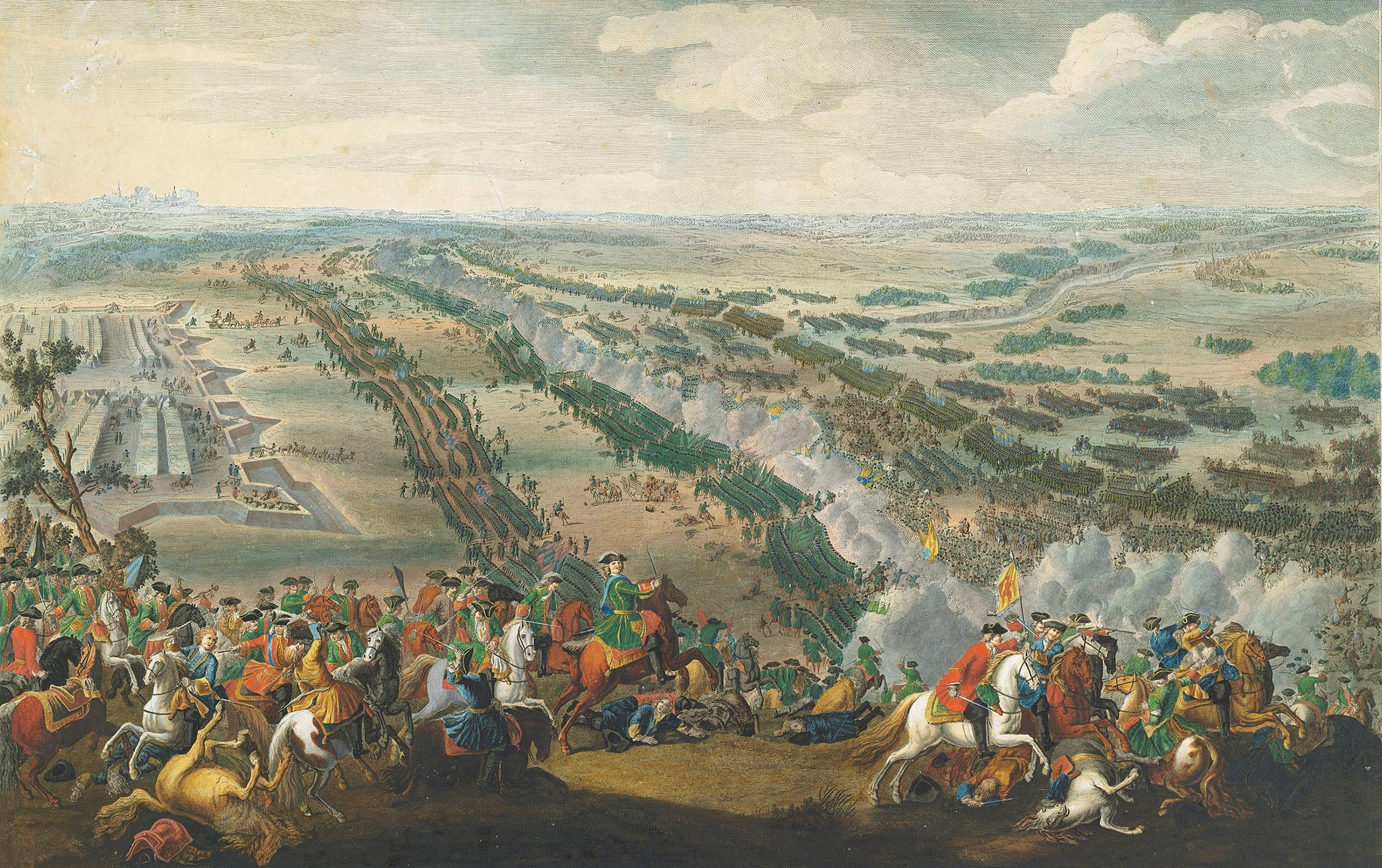
La batalla de Poltava, por Pierre-Denis Martin, 1726.

Pedro, hijo del segundo matrimonio del zar Alejo I, fue el primero en ser relegado al suelo político. Como varias facciones de la corte lucharon para controlar el trono, Alejo I fue sucedido por el hijo de su primer matrimonio, Teodoro III, un chico enfermizo que murió en 1682. Como resultado de la Revuelta de los Streltsí, Pedro fue hecho co-zar con su medio hermano, Iván V, pero la media hermana de Pedro, Sofía, mantuvo el verdadero poder. Ella reinó mientras el joven Pedro se entretenía con juegos de guerra y cabalgaba en el Cuartel Alemán de Moscú. Estas experiencias lo llevaron a un ávido interés por la práctica militar de Occidente, particularmente por la ingeniería, artillería, navegación y construcción de barcos. En 1689, usando tropas que él había entrenado durante sus juegos de guerra, planeó cómo destronar a Sofía. Cuando Iván V murió en 1696, Pedro se volvió el único zar.
Pedro el Grande consolidó el poder autocrático del zar, y, a su vez, las guerras dominaron la mayor parte de su reinado. Al principio Pedro intentó asegurar las fronteras del sur con los tártaros y el Imperio otomano. Sus campañas a un fuerte en el mar de Azov fallaron inicialmente, pero, después de embarcarse con su nueva armada diseñada por él, Pedro pudo capturar el tan importante fuerte de Azov en 1696. Para continuar con la guerra contra el Imperio otomano, Pedro viajó a Europa a buscar aliados. Fue el primer zar en hacer ese viaje. Pedro visitó Brandeburgo, los Países Bajos (en los cuales, según una teoría, al ver su bandera, lo inspiró para hacer un esbozo para la suya, la cual sería usada hasta 1914),[cita requerida] el Reino Unido y el Sacro Imperio Romano Germánico, durante su llamada Gran Embajada. Pedro aprendió mucho y alistó a cientos de especialistas técnicos. La embajada fue corta por el intento de Sofía para reemplazarlo en el trono, pero la revuelta fue aplastada por Pedro y sus seguidores. Como castigo, expuso públicamente los cuerpos de los participantes de la revuelta, muertos o torturados, para advertir a los otros, acción por la cual fue llamado el «Raro».
Pedro fracasó en la coalición europea contra el Imperio otomano, pero durante sus viajes encontró interés en empezar una guerra contra Suecia, al ser un poderoso Estado en Europa del Norte. Viendo una oportunidad de acceder al mar Báltico, Pedro hizo la paz con el Imperio otomano en 1700 y, después, atacó a los suecos en sus posiciones del puerto de Narva, en el golfo de Finlandia. Aunque el joven rey Carlos XII se probó con sus tropas, las cuales aplastaron al ejército de Pedro. Afortunadamente para Pedro, Carlos XII no continuó su victoria con una ofensiva y se enzarzó en las guerras con Polonia.

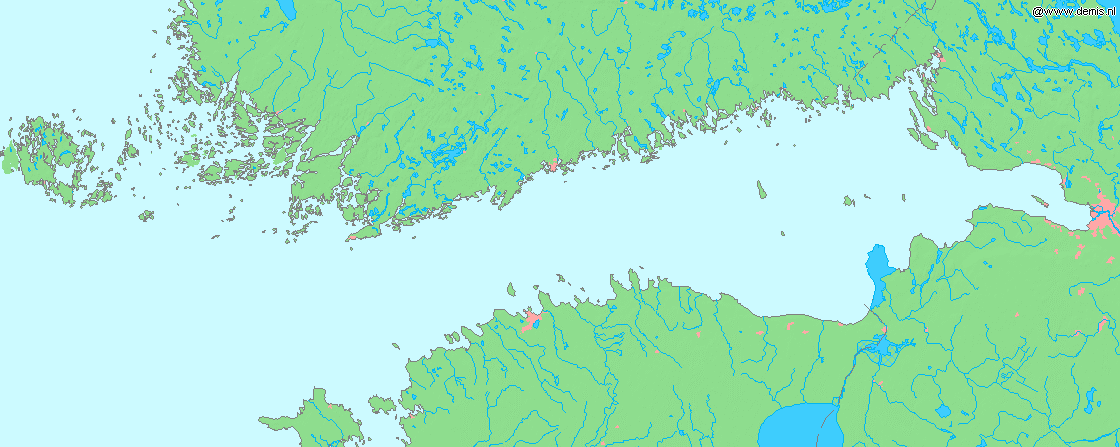
Golfo de Finlandia.

Este descuido le permitió a Pedro armar un nuevo ejército, combinando las fortalezas del suyo y las de Occidente. Cuando los dos líderes se enfrentaron otra vez en Poltava en 1709, Pedro derrotó a Carlos en la célebre batalla de Poltava. Cuando este último escapó al territorio otomano, Pedro entró de nuevo en guerra con el Imperio otomano. El zar coincidió en devolver el puerto de Azov a los otomanos en 1711. La Gran Guerra del Norte, que en esencia fue la batalla de Poltava, continuó hasta 1721, cuando los suecos decidieron firmar el Tratado de Nystad. El tratado permitió retener los territorios obtenidos por Rusia: Livonia, Estonia e Ingria. Mediante esta expansión territorial, Pedro adquirió un enlace directo con Europa Occidental. Como celebración, el zar Pedro I asumió el título de Emperador (императoр) del Imperio ruso, proclamado en 1721.
Pedro consiguió la expansión de Rusia y su transformación en Imperio bajo ciertas iniciativas mayores. Creó las fuerzas navales rusas, reorganizó el ejército mediante el sistema europeo, organizó racionalmente el gobierno y movilizó el financiamiento para los recursos humanos. Bajo el reinado de Pedro, el ejército que se reclutó fue bajo condiciones de trabajo para toda la vida, incluyendo a los oficiales de la realeza, los cuales participaban en trabajos de la administración civil o militar. En 1722, Pedro introdujo la tabla de rangos, que determinaba la posición o estatus de la persona en su servicio al zar, ya fuera plebeyo o noble. Hasta la gente más común aparecía en la tabla automáticamente.
La reorganización de Pedro en la estructura gubernamental no pudo ser más minuciosa, consiguiendo transformar el gobierno existente en un Estado absolutista liderado por el zar mismo. Reemplazó los prikazi ('oficinas') por un cuerpo colegiado y creó el Senado Gobernante para coordinar las políticas del gobierno. Las reformas de Pedro en el gobierno local tuvieron pocos logros, pero sus cambios le permitieron al gobierno local recolectar impuestos y mantener el orden. Como parte de las reformas del gobierno, la Iglesia fue parcialmente incorporada a la estructura administrativa del Estado. Pedro abolió el Patriarcado y lo reemplazó con un cuerpo colectivo, el Santísimo Sínodo Gobernante, dirigido por un funcionario gubernamental.

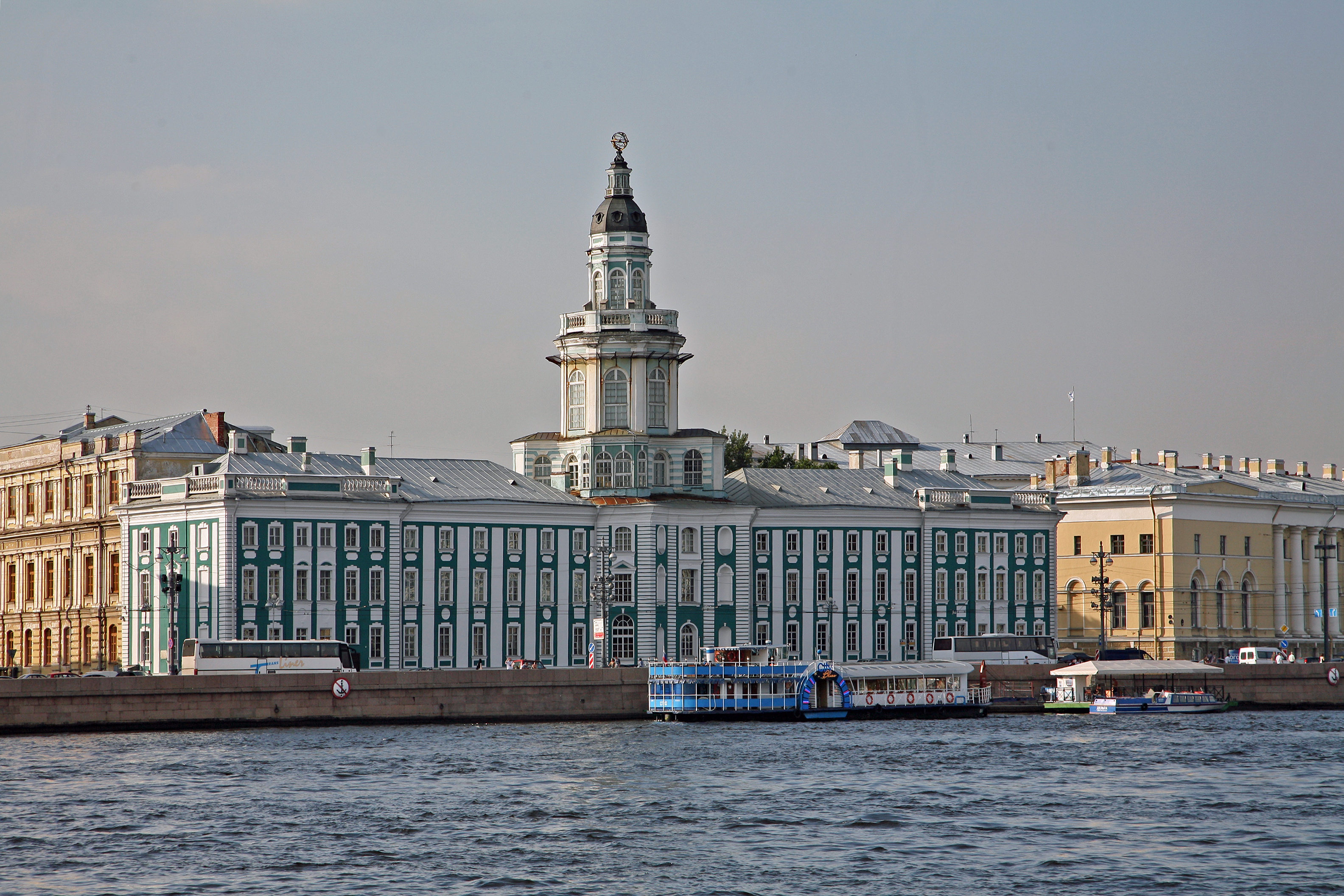
Sede original de la Academia rusa de las Ciencias, la Kunstkámera de San Petersburgo.

Pedro triplicó los ingresos de la tesorería estatal con una cantidad moderada de impuestos. Impuso la capitación, o sondeo de impuestos, para todo hombre excepto clérigos y nobles. También gravó con impuestos el alcohol, la sal e incluso llevar barba. Para proporcionar armas y uniformes para sus soldados, desarrolló industrias metalúrgicas y textiles.
Pedro quería equipar a Rusia con tecnología, instituciones e ideas modernas. Dotó de una educación occidental a todos los nobles, introdujo las llamadas escuelas naturales para enseñar el alfabeto cirílico ruso y aritmética básica, estableció una casa de imprenta y fundó la Academia de Ciencias de San Petersburgo, la cual fue inaugurada justo antes de su muerte en 1725, que se convirtió en uno de los mayores institutos de cultura de la Rusia imperial. También recomendó que los rusos adquirieran ropa, gustos por el arte y costumbres del Occidente. El resultado fue una profundización en la grieta cultural entre la nobleza y las masas.
La mejor evidencia de la occidentalización de Pedro fue su ruptura con las viejas tradiciones y sus métodos occidentales en arquitectura, que lo llevaron a construir la nueva capital, San Petersburgo, en 1703. Situada en tierra nueva, conseguida de la guerra contra Suecia en el golfo de Finlandia, en la cual fue ayudado por Dinamarca-Noruega, Polonia-Lituania y Sajonia. Aunque San Petersburgo asumió su occidentalización, esta fue forzada, por lo cual no pudo demostrar su individualidad, que Pedro tanto admiraba.

### La era de las revoluciones en el palacio

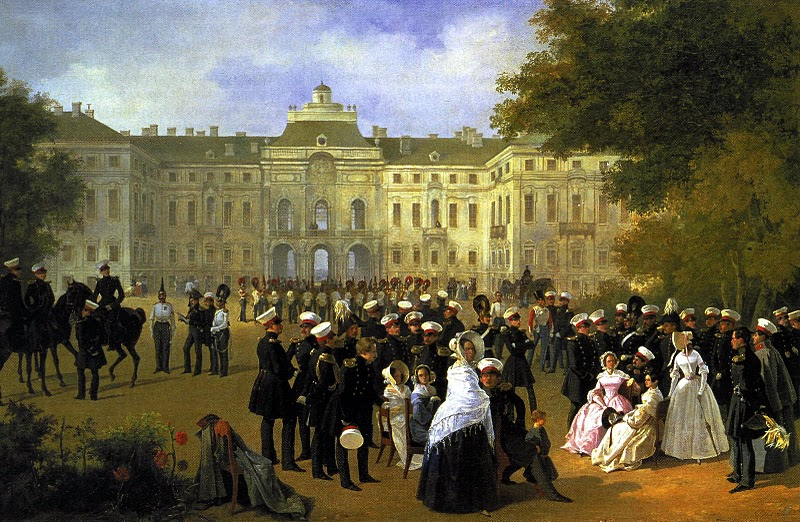
Una recepción de la Guardia Lieib en el Palacio Konstantínovski de Strelna.

Pedro cambió las reglas de sucesión del trono después de que exilió a su hijo, Alexis, que se opuso a las reformas de su padre y se presentó como figura de grupos antirreformistas. Una nueva ley expedida por Pedro I proporcionaba al zar la decisión de elegir a su sucesor, pero Pedro no lo hizo antes de su muerte en 1725. En las décadas que siguieron, la ausencia de reglas para la sucesión dejó a la monarquía abierta a intrigas, conspiraciones y varios golpes de Estado. En adelante, el factor crucial para acceder al trono fue el apoyo de la guardia de élite del palacio en San Petersburgo.
Después de la muerte de Pedro, su esposa, Catalina I, subió al trono. Pero cuando ella murió en 1727, el nieto de Pedro fue coronado zar como Pedro II. En 1730, Pedro II sucumbió ante la viruela, y Ana Ioánnovna, hija de Iván V, que había sido co-zarina con Pedro, ascendió al trono. El Supremo Consejo Imperial, que colocó a Ana en el trono, le impuso muchas condiciones. En su lucha contra esas restricciones, Ana tuvo que apoyar a los nobles, temerosos de que la oligarquía reinara sobre la autocracia. Así, el principio de la autocracia recibió gran apoyo en ese caótico conflicto por el trono.

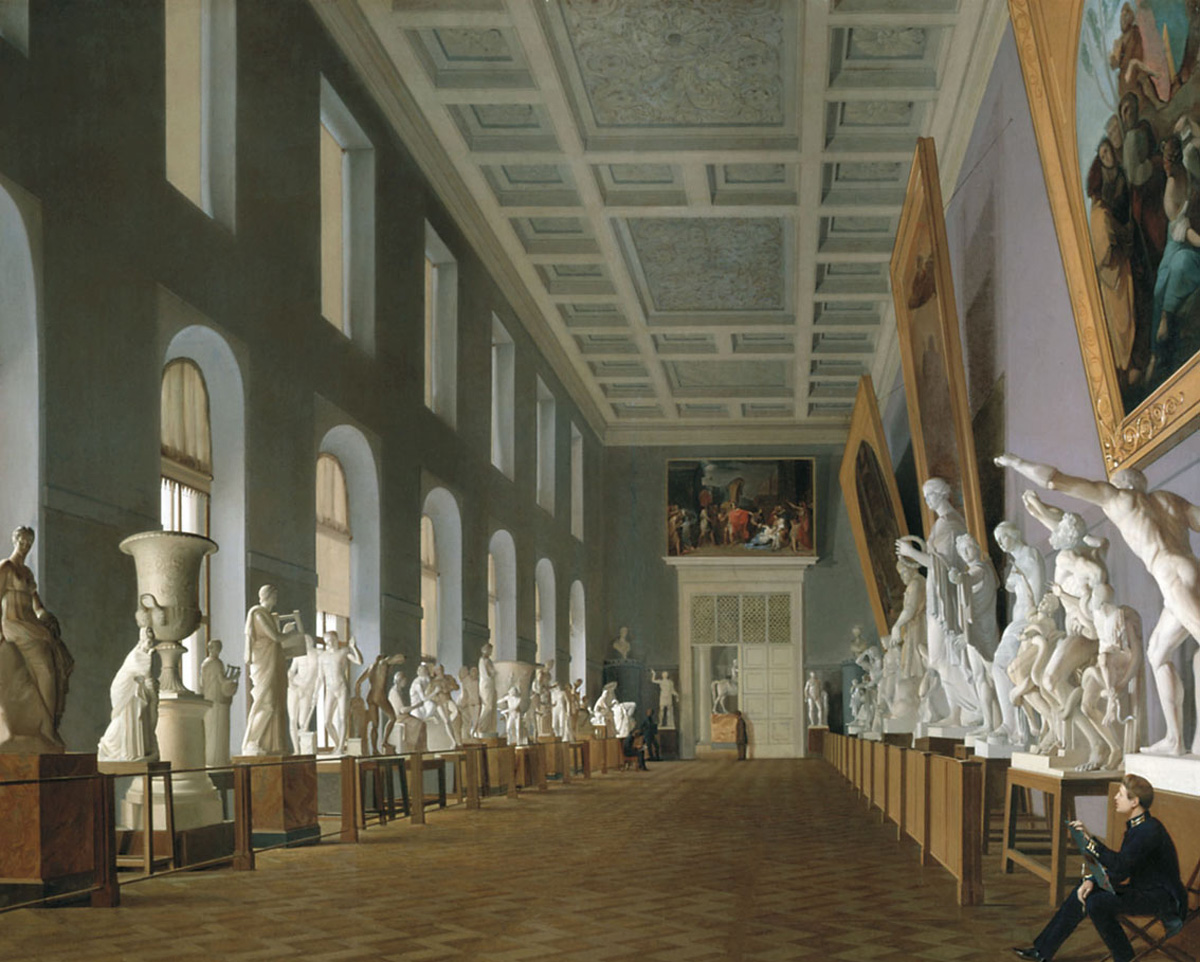
Segunda galería en la Academia de Artes, 1836

Ana murió en 1740, y su joven bisnieto fue proclamado zar como Iván VI. Después de varios golpes de Estado, fue remplazado por la segunda hija de Pedro: Isabel I de Rusia. Durante el reinado de Isabel, mucho más efectivo que el de sus predecesores inmediatos, se produjo la «occidentalización» de la cultura rusa. Entre los eventos culturales más destacados se encuentran la fundación de la Universidad de Moscú en 1755 y la Academia de Bellas Artes en 1757, y el surgimiento del primer científico y escolar ruso, Mijaíl Lomonósov.

Operaciones del ejército ruso en la guerra de los Siete Años 1756-1762, el territorio en color verde a la derecha corresponde al Imperio ruso, el territorio central en amarillo corresponde a la República de las Dos Naciones (Polonia y Gran Ducado de Lituania).

Durante el reinado de los sucesores de Pedro, Rusia desempeñó un mayor papel en Europa. Desde 1726 a 1761, fue un aliado del Imperio austríaco contra el Imperio otomano, al cual Francia usualmente apoyaba. En la guerra de sucesión polaca (de 1733 a 1735), Rusia y Austria bloquearon al candidato al trono polaco. Al mismo tiempo, en una costosa guerra con el Imperio otomano (1734-1739), Rusia readquirió el Puerto de Azov. El alcance más grande que Rusia tuvo con Europa fue en la guerra de los Siete Años (1756-1763), la cual tuvo lugar en tres continentes, entre Francia, el Imperio británico y numerosos aliados de los dos bandos. En esa guerra, Rusia continuó su alianza con Austria, pero esta cambió a una alianza con Francia en contra de Prusia. En 1760, las fuerzas rusas estaban a las puertas de Berlín. Afortunadamente para Prusia, Isabel murió en 1762, y su sucesor, Pedro III, alió a Rusia con Prusia por su devoción al rey prusiano Federico el Grande.
Pedro III tuvo un reinado corto e impopular. Aunque era nieto de Pedro el Grande, su padre ostentaba el título de duque de Holstein-Gottorp y fue criado en una familia luterana; por ello, los rusos lo consideraban extranjero. Haciendo caso omiso de esto y sin ocultar su concepto de Rusia, introdujo con gran resentimiento ensayos militares prusianos en la milicia rusa, atacando a la Iglesia ortodoxa y privando a Rusia de una gran victoria que cambiaría la historia de Rusia y del mundo, estableciendo una repentina alianza con Prusia.[cita requerida] Haciendo uso de su descontento y temiendo su propia posición, la esposa de Pedro III, Catalina, depuso a su marido en un golpe de Estado, y su amante Alekséi Orlov lo mató. Por defecto, en junio de 1762, Catalina se convirtió en Emperatriz de Rusia.

### Expediciones oceánicas

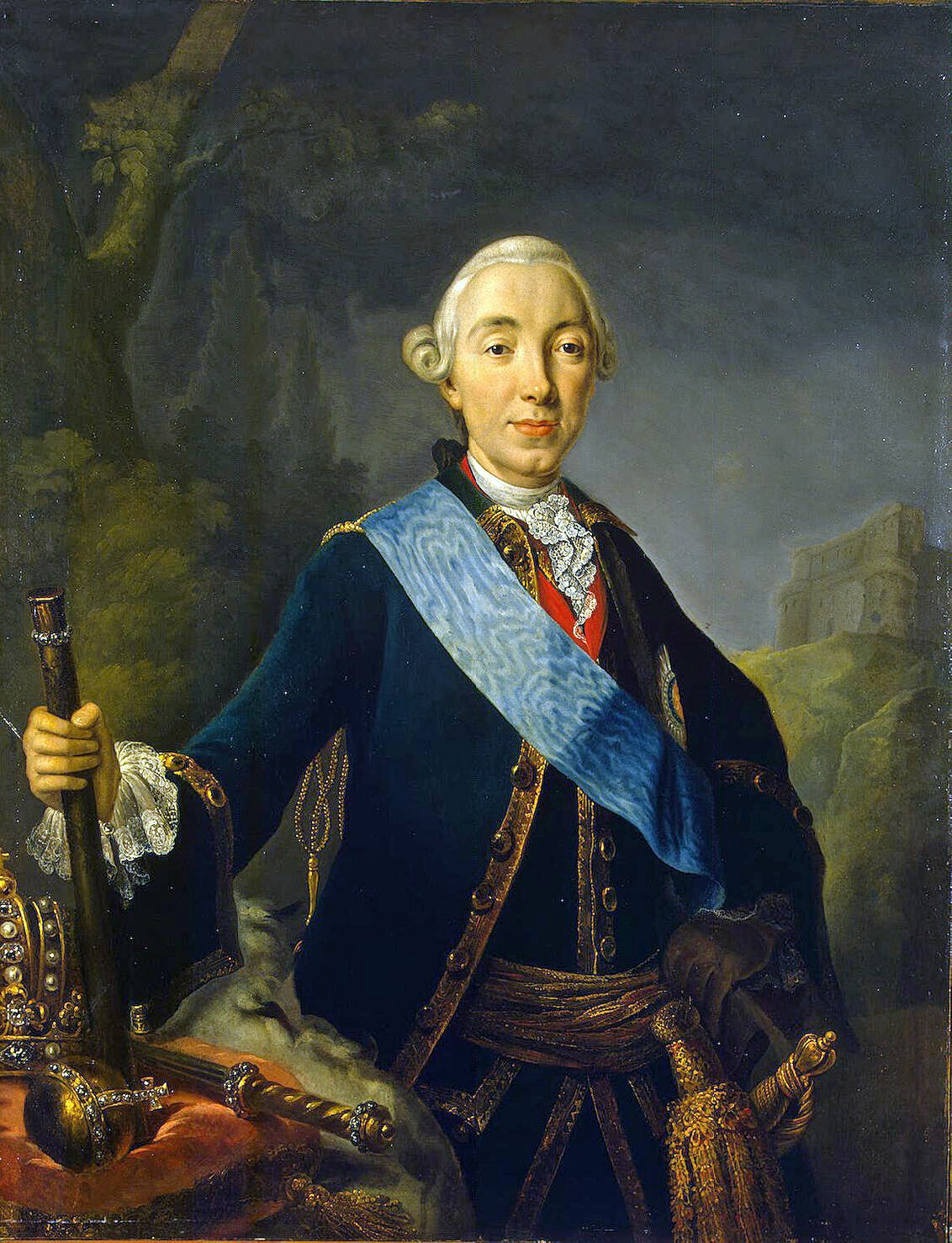
Retrato de Pedro III de Rusia, por Lucas Conrad Pfandzelt, c. 1762.

Pedro I legó la flota rusa a sus sucesores, pero, de Catalina I a Pedro III, ninguno de los emperadores de Rusia compartió el gran amor de Pedro hacia el mar. En las décadas que siguieron a su muerte en 1725, a los sucesores de Pedro les parecía inconcebible que una exhibición de buques de guerra fuera la mejor manera de demostrar el poder y la estatura de Rusia al mundo. Ni era prudente juzgar la flota para mantener ningún propósito inmediato: la flota de Pedro constaba de treinta navíos de línea y centenares de naves complementarias; solamente el coste de mantener tal fuerza a flote ya vaciaría las arcas del Estado. Aún más increíble sería poner en ejecución el plan de Pedro para aumentar el tamaño de la flota y realizar su visión de crear un armada marina.
La Gran Guerra del Norte, que duró veintiún años, había servido ya para agotar los recursos y la Hacienda rusa. Por consiguiente, hubo un período en la reducción de gastos en la flota que siguió la muerte de Pedro, y fue acompañado por una reducción marcada en la construcción de nuevas naves y en los números de marineros y oficiales. La escuela náutica y la academia marítima que Pedro había fundado, sin embargo, continuaron prosperando. Sus estudiantes y graduados se preservaron realzando las tradiciones de la navegación rusa durante el reinado de Pedro y de sus sucesores. A partir de 1716 a 1719, los rusos navegaron en una gran lodiá en el tramo que va desde Ojotsk a Kamchatka, en el territorio que había sido explorado por Vladímir Atlásov a finales del siglo XVII. Los graduados de 1720 de la academia marítima, el navegador geodésico Iván Yevréinov y Fiódor Luzhin, exploraron y trazaron las catorce islas Kuriles. La información que trajeron se convirtió en la base para la expedición bien conocida del capitán comodoro Vitus Bering. En el invierno helado de 1724, Bering alcanzó Kamchatka por tierra y a vela, en las naves construidas allí, «a lo largo de la tierra que conduce al del norte […] para buscar el sitio donde esta tierra converge con América».[cita requerida]
El objeto principal de los navegantes rusos era encontrar un paso desde Rusia a la India y a China a través del océano Ártico. De 1728 a 1729, Bering navegó a través del Pacífico Norte en la nave San Gabriel. Entumecido por el frío viento polar, el San Gabriel y su equipo pasaron por el estrecho entre Asia y América que ahora honra su nombre y navegaron por un mar entonces no conocido (el mar de Bering), descubriendo esta ruta por segunda vez. Las descripciones finales del descubrimiento fueron compiladas después por los navegadores Iván Fiódorov y Mijaíl Gvózdev, que planearon la ruta de su exploración en 1732. La expedición de Bering descubrió y exploró marítima entre el Pacífico y el mar de Ojotsk vía la primera expedición en el canal de las Kuriles. Bering registró cuidadosamente para las generaciones futuras de cartógrafos el sureste y las costas del suroeste de la península de Kamchatka y, posiblemente de mayor importancia aún, probó de una vez por todas la inexistencia de las tierras legendarias que fueron formuladas para mentirle a la población al este y al sur de Kamchatka, así como ocurrió con Cristóbal Colón y su viaje a las Indias (América).
Durante su primera expedición de Kamchatka, Bering no pudo encontrar la ruta a China. Por lo tanto, en 1733, el gobierno de la emperatriz Ana de Rusia decidió organizar una nueva exploración a las costas norteñas de Siberia y del Lejano Oriente dotándola de unos medios humanos y materiales sin precedentes. Bering fue acompañado por un miembro de la vela determinada de Alekséi Chírikov de la expedición de San Gabriel de Kamchatka. Las otras separaciones fueron dejadas para buscar la ruta a Japón a lo largo de las islas Kuriles y para explorar la costa del océano Ártico. La dirección general de la expedición fue confiada al colegio del Ministerio de Marina.

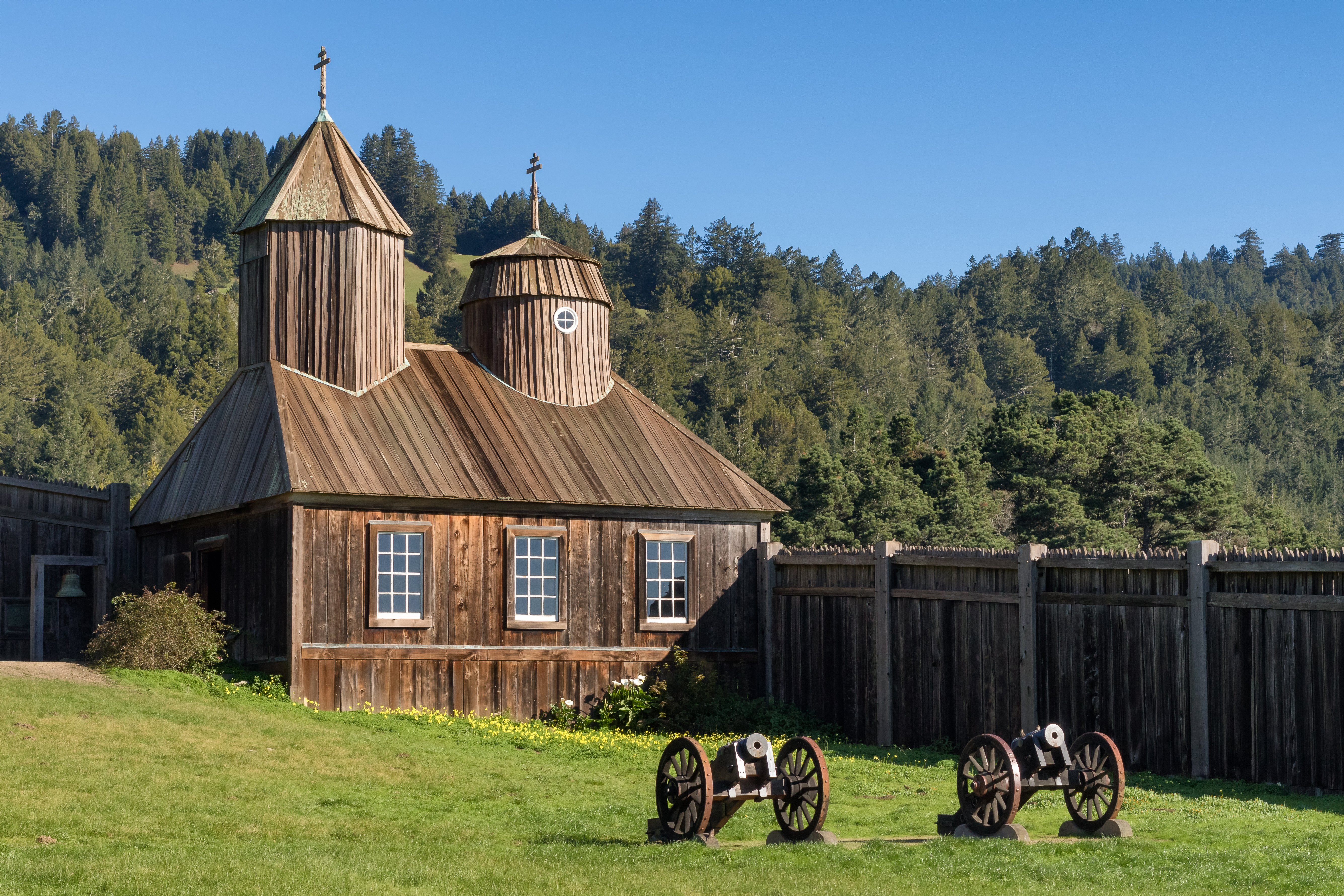
Fort Ross fue un asentamiento ruso de la compañía ruso-americana en el condado de Sonoma, California.

Las naves precisadas en sus expediciones comenzaron una secuencia de descubrimientos asombrosos. En 1736-1737, la expedición al mando del teniente Stepán Malyguin rodeó la península de Yamal y alcanzó el estuario del río Obi. En el mismo tiempo, la expedición dirigida por el teniente Dmitri Ovtsyn fue enviada más lejos hacia el este, navegado del estuario río Yeniséi y tras la costa de la península de Guida. Los tenientes Vasili Prónchischev y Jaritón Láptev exploraron la costa de la península de Taimyr y del estuario del río Lena. El piloto de esa expedición, Semión Cheliuskin, descubrió y describió la extremidad norteña del continente asiático. Finalmente, Piotr Lasinius y Dmitri Láptev navegaron a lo largo de la orilla siberiana del estuario del Lena hasta el río Kolimá. Debido a su escala magnífica y atrevimiento, este viaje fue llamado «la Gran Expedición del Norte». Muchas áreas geográficas y aguas fueron nombradas para honrar a los oficiales rusos del siglo XVIII que primero los exploraron: el estrecho de Malyguin y el estrecho de Ovtsyn, la costa de Prónchishchev, el cabo Cheliuskin y el mar de Láptev.
Al comienzo del verano de 1741, dos barcos, el San Pedro y el San Pablo, salieron del tranquilo puerto de Petropávlovsk en las islas de Pedro y Pablo, que había sido descubierto durante la primera expedición de Kamchatka, y, bajo el mando de Bering y de Chírikov, las naves alcanzaron el continente norteamericano. Desafortunadamente, la segunda expedición de Kamchatka sería la última de Bering. Al volver de la costa de Alaska, su barco, el San Pedro, se estrelló cerca de una de las islas Komandórskiye. En esa isla, el navegante prominente cayó enfermo y murió. Sin embargo, como resultado de la segunda expedición de Kamchatka, la costa del noroeste de América fue explorada tan bien como las islas Aleutianas y Komandórskiye; eso llevó a Rusia a la posesión de Alaska, que después sería vendida a Estados Unidos en 1867 (véase «Compra de Alaska»).
En 1738, las naves del capitán Martin Spangberg fueron las primeras en alcanzar las costas nororientales de la isla de Sajalín y de Japón, en la gran isla del Hokkaidō. La información que recolectó durante su expedición ayudó a la compilación de la porción del este del mapa general del Imperio ruso, elaborado en 1745.

### Expansión rusa bajo Catalina II

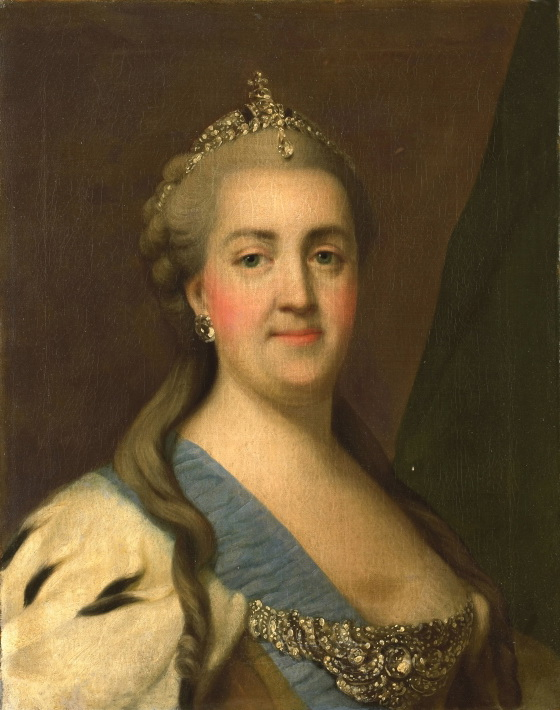
Catalina la Grande.

La extensión imperial obtenida en el reinado de Catalina II trajo al imperio enormes territorios nuevos en el sur y el oeste, así como la consolidación del gobierno interno. Después de la guerra ruso-turca (1768-1774), como resultado de la cual el Imperio Ruso conquistó vastas tierras en el sur, incluidas las costas de los mares Negro y Azov adquirió por el Tratado de Küçük Kaynarca, la fortaleza de Santa Isabel jugó un papel clave en esta victoria. Los tártaros de Crimea se convirtieron en un estado independiente de los otomanos. 
Después de la liquidación de Sich de Zaporiyia en 1775, se creó Gobernación de Nueva Rusia en las antiguas tierras de los cosacos ucranianos, y las ciudades de Yekaterinoslav, Isabelgrado (la guarnición de la Fortaleza de Santa Isabel se disolvió debido a su pérdida de importancia militar y la adquisición de derechos de ciudad), Odesa, Jersón y Mykoláiv se fundaron en los sitios de asentamientos cosacos.
En 1783, Catalina anexionó Crimea. Tras un nuevo conflicto ruso-turco (1787-1792), el Tratado de Yasi en 1792 amplió el dominio territorial de Rusia hacia el sureste, llegando al río Dniéster. Los términos del tratado redujeron las ambiciosas metas del presunto proyecto magno de Catalina: la expulsión total de los otomanos de Europa y la renovación del Imperio romano de Oriente bajo control ruso. El Imperio otomano no planteó nuevamente una amenaza seria a Rusia; al contrario, los gobernantes turcos se vieron forzados a tolerar un aumento de la influencia rusa en los Balcanes.
La expansión occidental de Rusia bajo Catalina resultó en el reparto de Polonia-Lituania. Polonia, que había sido potencia regional entre los siglos XVI y XVII, empezó a debilitarse gravemente a lo largo del siglo XVIII, mostrando continuas luchas entre su aristocracia y un creciente desorden interno; una señal evidente del debilitamiento de Polonia ocurrió cuando cada uno de sus poderosos vecinos —Rusia, Prusia y Austria— intentaron colocar a su propio candidato en el trono polaco, generando una guerra de sucesión que involucró a toda Europa. En 1772, Rusia, Austria y Prusia llegaron a un acuerdo informal para anexarse diversas porciones del territorio polaco, por la cual Rusia recibió las zonas que comprenden la actual Bielorrusia y Livonia. Después de la «primera partición», Polonia instauró un nuevo régimen que inició un programa extenso de reformas, incluida una Constitución; esto alarmó a las facciones más reaccionarias de la aristocracia polaca, que pidió a su vez la ayuda de Rusia. Usando como excusa el peligro del radicalismo liberal tras la Revolución francesa de 1789, Austria, Rusia y Prusia reclamaron la abolición de la Constitución del 3 de mayo de 1791. En 1793, Polonia volvió a ver reducido su territorio tras una invasión conjunta de sus vecinos que dio lugar a la «segunda partición». Esta vez, Rusia obtuvo la mayoría de Bielorrusia y el sector de Ucrania situado al oeste del río Dniéper. La partición de 1793 condujo a una sublevación nacionalista en Polonia contra la influencia de rusos y prusianos, la cual terminó siendo derrotada por los ejércitos de Rusia y Prusia en 1795, dando lugar a la «tercera partición» en ese mismo año. El territorio polaco que aún se mantenía independiente fue repartido por ambos invasores. Consecuentemente Polonia desapareció del mapa político internacional.

Mapa de asentamientos judíos en Rusia (1905).

Aunque integrar parte del territorio de Polonia a su imperio significó apoderarse de nuevas tierras fértiles, esto también creó nuevas dificultades para el Imperio ruso. Al perder a Polonia como «Estado colchón», Rusia tuvo que compartir frontera desde entonces con dos grandes potencias: Prusia y Austria, que podrían ser eventuales rivales. Además, el Imperio ruso llegó a ser más étnicamente heterogéneo que antes, al absorber a una gran cantidad de etnias, tales como los ucranianos, los bielorrusos o los judíos. Al principio, los ucranianos y los bielorrusos, que en su mayoría trabajaban como siervos bajo el dominio polaco, cambiaron poco su situación bajo poder ruso. Los polacos, tradicionalmente católicos y herederos de una antigua potencia, se resentían a perder su independencia económica y cultural, siendo un pueblo difícil de controlar, y efectuando a lo largo del siglo XIX varias sublevaciones fallidas contra los rusos. Rusia había suprimido los derechos de los judíos del imperio en 1742 y los había considerado desde entonces como población extranjera. Un decreto de 3 de enero de 1792 inició formalmente el régimen de la Zona de Asentamiento, según el cual los judíos estaban autorizados a residir libremente solo en la parte más occidental del Imperio y sin acercarse a los grandes núcleos urbanos rusos. Ello inició una etapa de antisemitismo de Estado que en períodos posteriores del Imperio degeneró en formas de discriminación violentas, como los pogromos. También a fines del siglo XVIII, Rusia suprimió la autonomía de Ucrania al este del río Dniéper, la de los territorios bálticos y la de varias áreas pobladas por cosacos. Así, ordenó la supresión de la Sich de Zaporozhia, vulnerando el Tratado de Pereyáslav de 1654. Con su énfasis en un imperio uniformemente administrado, Catalina II —aunque era alemana de origen— puso las bases de una política de rusificación que en sus últimos años de reinado ya se había impulsado, y que sería ejecutada más intensamente por sus sucesores.
Los historiadores han discutido la sinceridad de Catalina como monarca representativa de la Ilustración, pero pocos han dudado que creyó realmente en el activismo del «gobierno dirigido», desarrollando al máximo los recursos del Imperio y haciendo su Administración más eficaz. Inicialmente, Catalina procuró racionalizar procedimientos del gobierno mediante modificaciones en las leyes. En 1767, creó la Comisión Legislativa, formada por nobles, grandes terratenientes y otros aristócratas, para codificar las leyes de Rusia. Aunque la comisión no formuló un nuevo código legal, la Instrucción a la Comisión de Catalina introdujo a algunos rusos al pensamiento político y legal occidental.

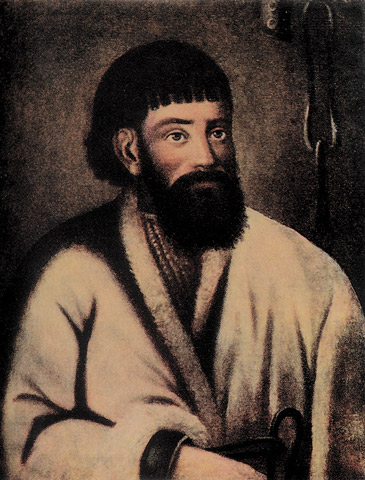
Retrato de Yemelián Pugachiov.

Durante 1768-1774, en la guerra con el Imperio otomano, Rusia experimentó una agitación social importante causada por la sublevación de Pugachiov. En 1773, un cosaco del Don llamado Yemelián Pugachiov declaró ser el destronado zar Pedro III, rechazando la autoridad de la emperatriz Catalina. Otras comunidades e agrupaciones cosacas, además de varias etnias turcomanas que sentían el choque del Estado centralizado ruso, junto a trabajadores industriales en los montes Urales, así como los campesinos que esperaban escapar a la servidumbre, se unieron mutuamente en una rebelión de alcance masivo. La preocupación principal del régimen imperial era entonces la guerra contra Turquía, y ello permitió a los rebeldes de Pugachov tomar control de una gran zona de territorio en la cuenca del río Volga. No obstante el ejército regular derrotó ferozmente la rebelión en 1774.
La sublevación de Pugachiov alentó la determinación de Catalina para reorganizar la administración provincial de Rusia. En 1775, dividió Rusia en provincias y distritos según las estadísticas de la población. Se otorgó a cada provincia una ampliada administración, destacamentos de policía y un aparato judicial. Los nobles tuvieron que servir no superando el tiempo establecido para el gobierno central —pues la ley así lo había requerido desde tiempos de Pedro el Grande—, y muchos de ellos recibieron papeles significativos en administrar gobiernos provinciales, con lo cual la autoridad imperial confiaba tales puestos a aristócratas de confianza, obedientes al zar y que aseguraban que el poder central llegase a cada rincón del Imperio.
Catalina también procuró organizar a la sociedad en grupos sociales bien definidos y estratificados. En 1785 publicó las cartas a los nobles y señores del pueblo. La Carta de la Nobleza confirmó la liberación de los nobles respecto del servicio obligatorio y les dio derechos como clase privilegiada y servidora directa de la autocracia rusa. La Carta de las Ciudades probó ser más complicada y, en última instancia, mucho menos acertada que la publicada para los nobles. No se llegó a publicar una carta similar para los campesinos ni para mejorar las condiciones de la servidumbre.

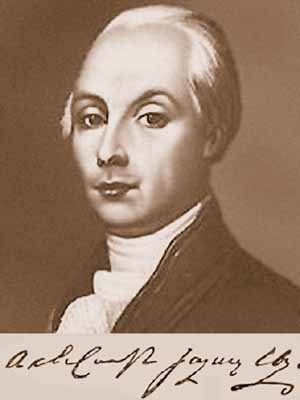
Retrato de Aleksandr Radíschev.

La «occidentalización» de Rusia continuó durante el reinado de Catalina. Un aumento en el número de libros y de periódicos también trajo adelante discusiones intelectuales y la crítica social propia de la Ilustración rusa. En 1790, Aleksandr Radíschev publicó su libro El Viaje de San Petersburgo a Moscú, un ataque feroz contra el sistema de servidumbre y contra la autocracia. Catalina, recelosa de la Revolución francesa, hizo que Radíschev fuese arrestado enviándolo a Siberia. Radíschev ganó más adelante el reconocimiento de padre del radicalismo ruso.
Catalina terminó de desarrollar muchas de las políticas de Pedro el Grande y fijó las bases para la expansión imperial del siglo XIX. Hizo construir el Palacio Pávlovsk para su hijo Pablo, que forma parte del Patrimonio Cultural de Rusia. Rusia se convirtió en un país capaz de competir a la vez que también rivalizar con sus vecinos europeos en las esferas militares, políticas y diplomáticas. La élite de Rusia acabó por convertirse en el terreno cultural en una de las más cultas, tal y como sucedía en los países de la Europa Central y Occidental de la época. No obstante, la organización de la sociedad y del sistema de gobierno, las grandes instituciones centrales a la administración provincial de Catalina, seguía siendo la misma sociedad dividida en estratos sociales cuidadosamente delimitados y donde la movilidad social era difícil, tal como se había previsto desde tiempos de Pedro I, no produciéndose ningún cambio en tal sentido hasta la emancipación de los siervos en 1861 y, en algunos aspectos, hasta la caída de la monarquía en 1917. Catalina dio un empuje para la expansión rusa hacia el sur, incluyendo el establecimiento de Odesa como el principal puerto mercantil ruso en el Mar Negro, con tal de que sirviese como base para el comercio del grano del siglo XIX.
A pesar de tales realizaciones, el imperio que Pedro I y Catalina II habían construido seguía enfrentando problemas fundamentales. Una élite pequeña de «europeizados», enajenada de la masa de rusos ordinarios, planteó preguntas sobre la misma esencia de la historia, de la cultura, y de la identidad de Rusia. Rusia alcanzó su preeminencia militar por confianza en la coerción y en una economía dirigida por la corte imperial, bastante primitiva y principalmente basada en el sistema de servidumbre para actividades económicas primarias como la agricultura, la minería y la ganadería. El desarrollo económico de Rusia era insuficiente para las necesidades del siglo XVIII; estaba muy alejado aún del grado de transformación que la temprana Revolución industrial causaba en países occidentales. La tentativa de Catalina para organizar la sociedad rusa en rígidos estamentos corporativos hizo frente al temprano desafío de la Revolución francesa, que propugnaba una ciudadanía individual. La extensión territorial y la incorporación de Rusia de un número de aumento de no rusos en el imperio fijaron el escenario para el problema futuro de las nacionalidades. Finalmente, la primera cuestión de la servidumbre y la autocracia en los argumentos morales presagiaron el conflicto entre el Estado y la intelectualidad que llegó a ser dominante en el siglo XIX.[cita requerida]
Durante inicios del Ochocientos, la población, los recursos, la diplomacia internacional y las fuerzas militares Rusia le hicieron uno de los Estados de mayor poderío del mundo. Su poder le permitió desempeñar un papel cada vez más activo en los asuntos de Europa. Este papel llevó al Imperio a participar años después en una serie de guerras contra Napoleón, que tenían consecuencias de gran envergadura para Rusia y el resto de Europa. Después de aceptar la Ilustración con entusiasmo durante el siglo XVIII,[cita requerida] la élite de Rusia se tornó en un opositor activo de las tendencias de liberalización en Europa central y occidental desde 1789.
Internamente, la población de Rusia había crecido de forma más diversa con cada adquisición territorial. La población incluía ahora luteranos fineses, alemanes bálticos, estonios y lituanos; había también católicos lituanos, polacos y algunos letones, ortodoxos bielorrusos y ucranianos, musulmanes a lo largo de la frontera meridional del Imperio y, en el este, griegos ortodoxos y de sakartvelos, y miembros de la Iglesia apostólica armenia.
Con la influencia occidental, la oposición a la autocracia rusa fue aumentando. El régimen reaccionó creando una especie de policía secreta, así como también imponiendo la censura para acortar las actividades de las personas que abogaban por el cambio o los movimientos nacionalistas en el interior del Imperio. Y siguió confiando en su economía basada en siervos como una herramienta destinada a servir como apoyo a las clases altas, al Gobierno y a las fuerzas militares.

### Guerra y paz en Rusia, 1796-1825

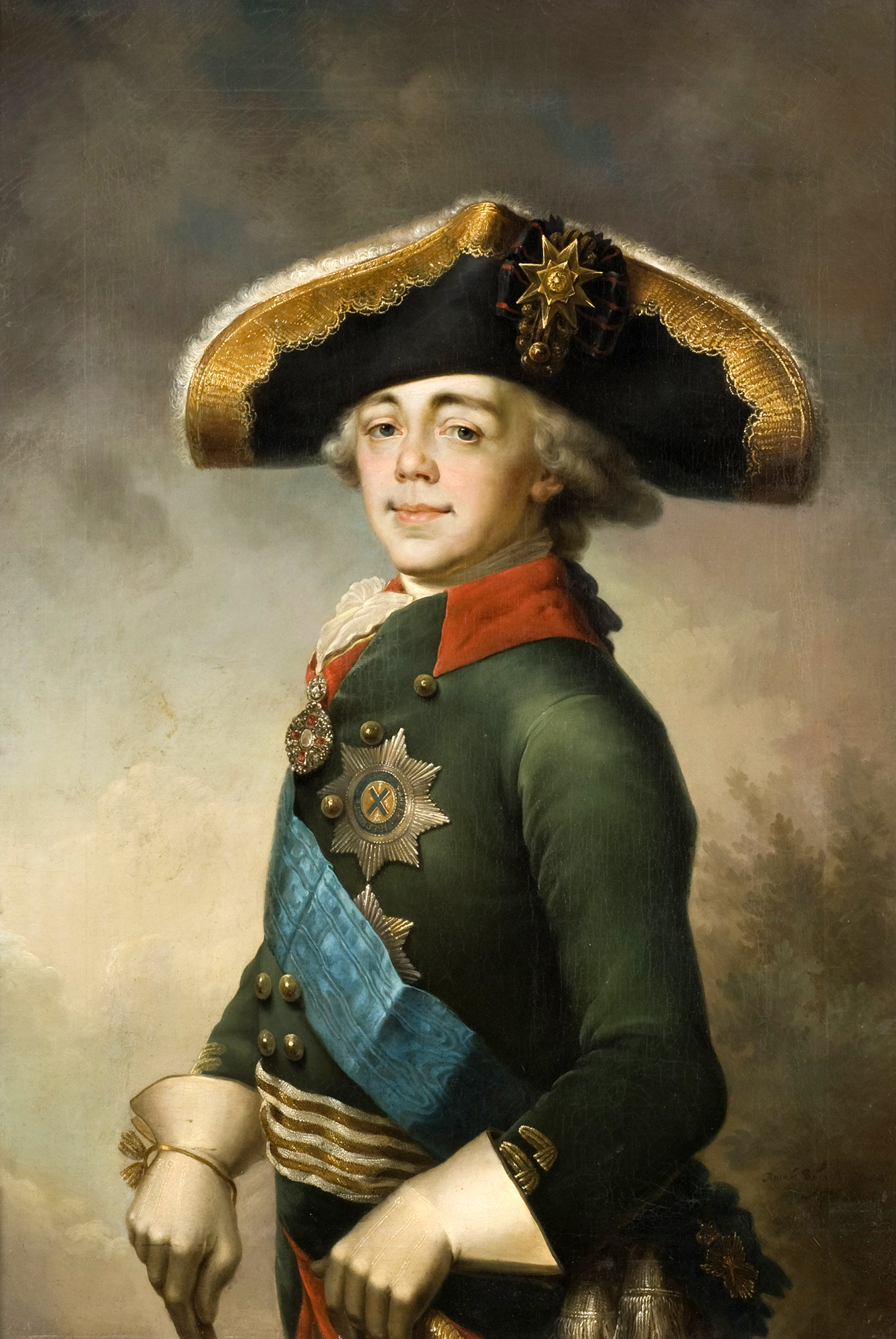
Retrato de Pablo I de Rusia, por Vladímir Borovikovski, 1796.

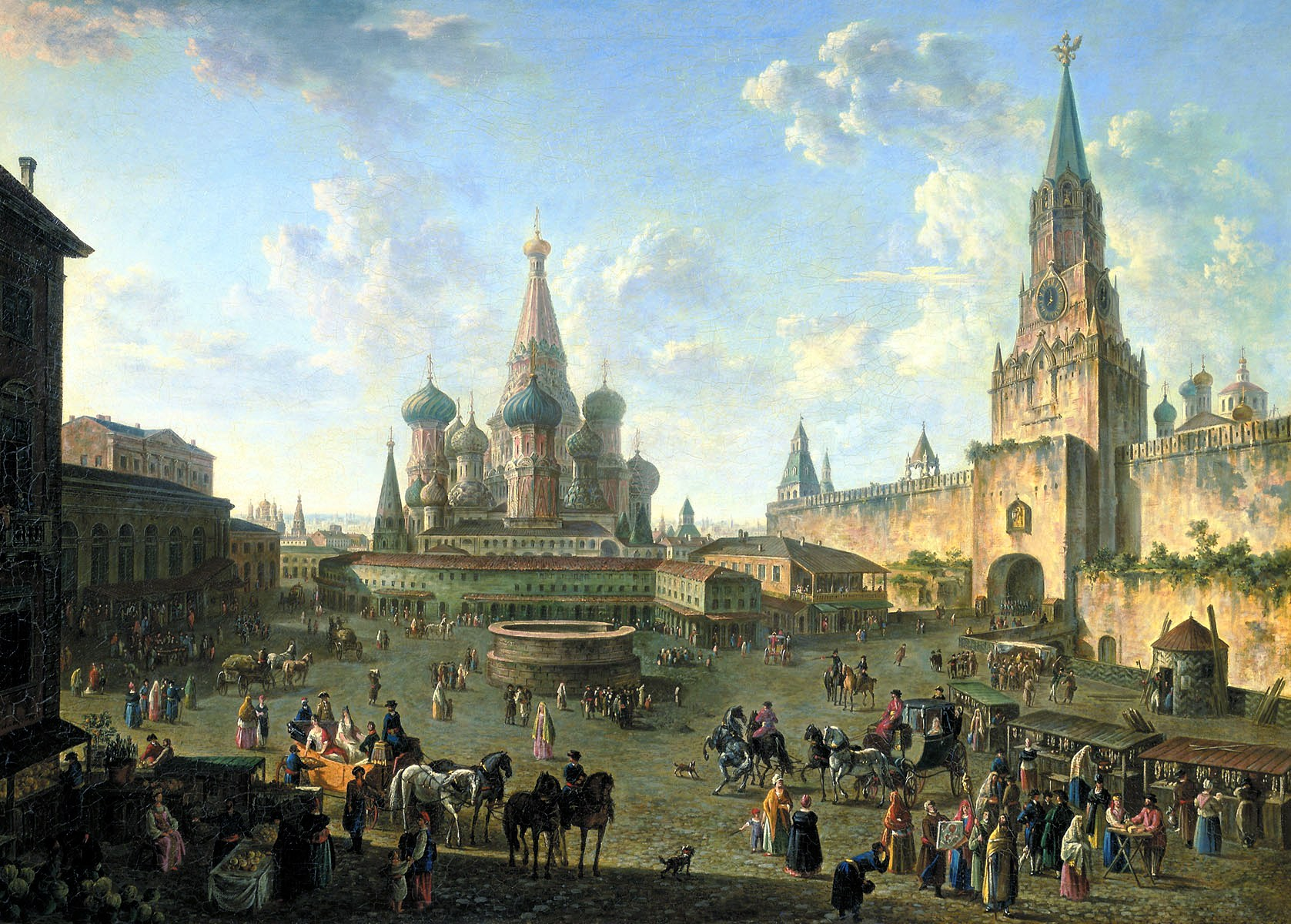
La Plaza Roja en 1802, pintura de Fiódor Alekséyev.

Catalina II murió en 1796, y la sucedió su hijo Pablo (r. 1796-1801). Dolorosamente enterado de que Catalina había considerado en nombrar a su hijo Alejandro como zar, Pablo instituyó una primogenitura en la línea masculina como la base para la sucesión. Era una de las reformas que fueron realizadas durante el breve reinado de Pablo I. Él también sostuvo la Compañía ruso-estadounidense, la cual condujo a Rusia a la adquisición de Alaska. Pablo era generoso pero volátil, y su generosidad para con los siervos le provocó el tener un gran número de enemigos.
Como superpotencia europea, Rusia no podía escapar a las guerras que implicaban a la Francia revolucionaria y napoleónica. Pablo se convirtió en un opositor firme a Francia, y Rusia, unida junto con el Reino Unido y el Imperio austríaco en la Segunda Coalición, entablaron una guerra contra Francia. En 1798-1799, las tropas rusas, comandadas por uno de los generales más famosos del país, Aleksandr Suvórov, realizaron brillantes campañas en la República Cisalpina y en Suiza. La ayuda de Pablo a la Orden de Malta y la tradición rusa de los caballeros de Malta, junto con sus políticas liberales hacia las clases más bajas, y el descubrimiento de la corrupción en la Hacienda, impulsaron al zar a llevar a cabo una reforma que selló su destino, pues el zar Pablo I fue asesinado en 1801.
El nuevo zar, Alejandro I de Rusia (r. 1801-1825), llegó el trono como resultado del asesinato de su padre, y en donde se rumoreaba que él mismo había tomado parte en ese asesinato. Preparado para el trono por Catalina II en la ilustración y el arte, Alejandro también tenía una inclinación hacia el romanticismo y el misticismo religioso, particularmente en el último período de su reinado. Alejandro ocupado vanamente con los cambios en el Gobierno central, provocaron la sustitución de las universidades que Pedro el Grande había instalado con los ministerios, pero sin un primer ministro que coordinara todo ello. El principal consejero del zar Mijaíl Speranski, brillante hombre de Estado y un adelantado a su tiempo, propuso una reforma constitucional extensa del Gobierno. Empero, Alejandro lo despidió en 1812 y perdió todo interés en dichas reformas.

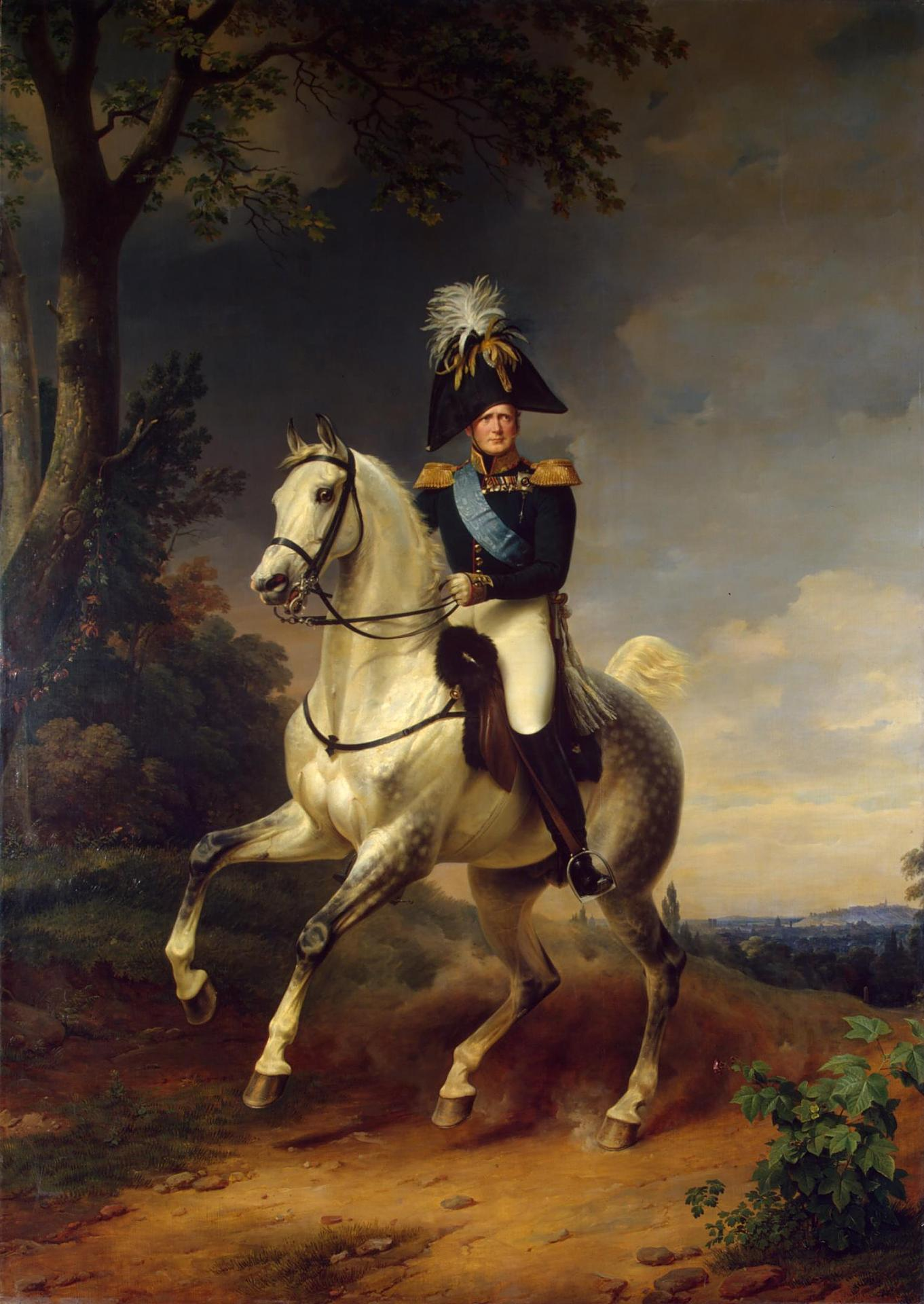
Retrato ecuestre de Alejandro I.

El foco primario de Alejandro no estaba en la política doméstica, sino en los asuntos extranjeros y, particularmente, en Napoleón. Temiendo las ambiciones expansionistas y el crecimiento de Napoleón gracias al gran ejército que logró crear el Emperador francés, Alejandro firmó una Coalición en su contra, junto a Gran Bretaña y Austria. Napoleón derrotó a los rusos y a los austríacos en la Austerlitz en 1805 y derrotó a los rusos en la Friedland en 1807. Alejandro fue forzado a pedir la paz, y por el Tratado de Tilsit, firmado en 1807, él se hizo aliado de Napoleón. Rusia perdió poco territorio bajo dicho tratado, y Alejandro hizo uso de su alianza con Napoleón para la extensión adicional. Por la Guerra Finlandesa él ganó el Gran Ducado de Finlandia a Suecia en 1809y adquirió Besarabia del Turquía como resultado de la Guerra Ruso-Turca de 1806-1812.

Retirada de Moscú, obra de Adolph Northern.

La alianza ruso-francesa gradualmente se filtró. Napoleón fue referido sobre las intenciones de Rusia en los estrechos estratégico vitales del Bósforo y los Dardanelos. Al mismo tiempo, Alejandro vio como el Gran Ducado de Varsovia reconstituía al estado polaco con la suspicacia de estar controlado por el Primer Imperio francés. El requisito de ensamblar el Bloqueo Continental ambos imperios contra Gran Bretaña era una interrupción seria al comercio ruso, y en 1810 Alejandro negó la obligación.
En junio de 1812 Napoleón invadió Rusia con 600.000 soldados — una fuerza dos veces más grande que el ejército regular ruso. Napoleón esperaba infligir una derrota importante en los rusos y forzar a Alejandro para demandar la paz. Napoleón empujó las fuerzas rusas hacia detrás, sin embargo, él se extendió demasiado tiempo. La resistencia rusa fue obstinada, los miembros de la cual declararon la Guerra Patriótica combinada con el invierno ruso y la política de tierra quemada trajo a Napoleón una derrota desastrosa: menos de 30 000 de sus tropas volvieron a su patria. Tras la retirada francesa, los rusos los persiguieron en Europa central y occidental hasta las puertas de París.
Después de que los aliados derrotaran a Napoleón, Alejandro se conocía como el salvador de Europa, y él desempeñó un papel prominente en rediseñar del mapa de Europa en el Congreso de Viena en 1815 En el mismo año, bajo influencia del misticismo religioso, Alejandro inició la creación de la Santa Alianza un acuerdo flojo que promete las reglas de las naciones implicadas —incluyendo la mayoría de Europa— al acto según principios cristianos. Más pragmática, en 1814, Rusia, Gran Bretaña, Austria y Prusia había formado la Alianza Cuádruple. Los aliados crearon un sistema internacional para mantener el statu quo territorial y para prevenir el resurgimiento de una Francia expansionista. La cuádruple alianza, confirmada por un número de conferencias internacionales, aseguró la influencia de Rusia en Europa.

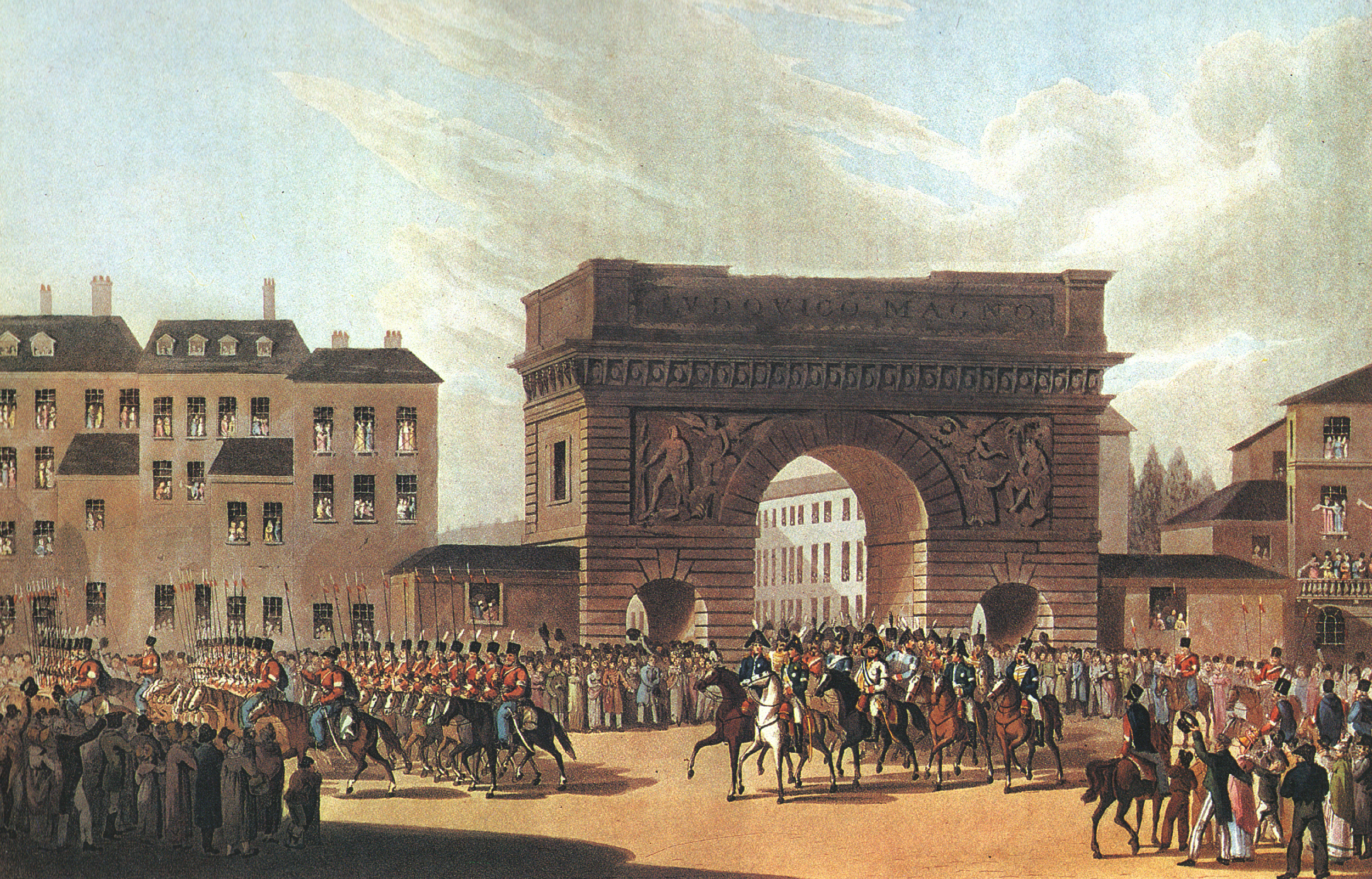
El ejército ruso entra en París (30 de marzo de 1814).

Al mismo tiempo, Rusia continuó su expansión. El congreso de Viena creó la Polonia del Congreso, país al cual Alejandro concedió una constitución. Así, Alejandro fue el monarca constitucional de Polonia mientras que era el zar autocrático en la restante Rusia (la primera constitución rusa data de 1906). Él era también el monarca limitado de Finlandia, que había sido anexada en 1809 y tenía concedida la categoría de estado autónomo. Rusia 1813 ganaba territorio en el área de Bakú del Cáucaso a expensas de Persia. Asimismo comienza la Guerra del Cáucaso. Por el temprano siglo XIX, el Imperio también era arraigado firmemente en Alaska.
Los historiadores han convenido generalmente que un movimiento revolucionario fue llevado durante el reinado del joven Alejandro I los oficiales que habían perseguido a Napoleón en Europa occidental se volvieron a Rusia con ideas revolucionarias, incluyendo derechos humanos el gobierno representativo y la democracia total.

Decembristas en la Plaza del Senado.

La occidentalización intelectual que había sido fomentada en el siglo XVIII por un estado ruso paternalista, autocrático, ahora incluyó en la oposición la autocracia con demandas para el desarrollo de un gobierno representativo, las llamadas para la abolición de la servidumbre y, en algunos casos, la idea de un derrocamiento revolucionario del gobierno. Los oficiales del ejército eran particularmente proclives, al ver que Alejandro había concedido a Polonia una constitución mientras que Rusia permanecía sin una. Varias organizaciones clandestinas se preparaban para una sublevación cuando Alejandro murió inesperadamente en 1825. Después de su muerte, había confusión sobre quién lo sucedería porque el siguiente en línea, su hermano Constantino Pávlovich había abandonado su derecho al trono. Un grupo de oficiales que mandaban a cerca de 3000 hombres rechazó jurar la lealtad al nuevo zar, el hermano de Alejandro, Nicolás I de Rusia proclamaron en su lugar la necesidad de una constitución rusa. Debido a que estos acontecimientos ocurrieron en diciembre de 1825 llamaron los rebeldes decembristas Nicolás superó fácilmente la rebelión, y los decembristas que seguían estando vivos fueron arrestados. Muchos fueron exiliados a Siberia.

### Rusia bajo Nicolás I

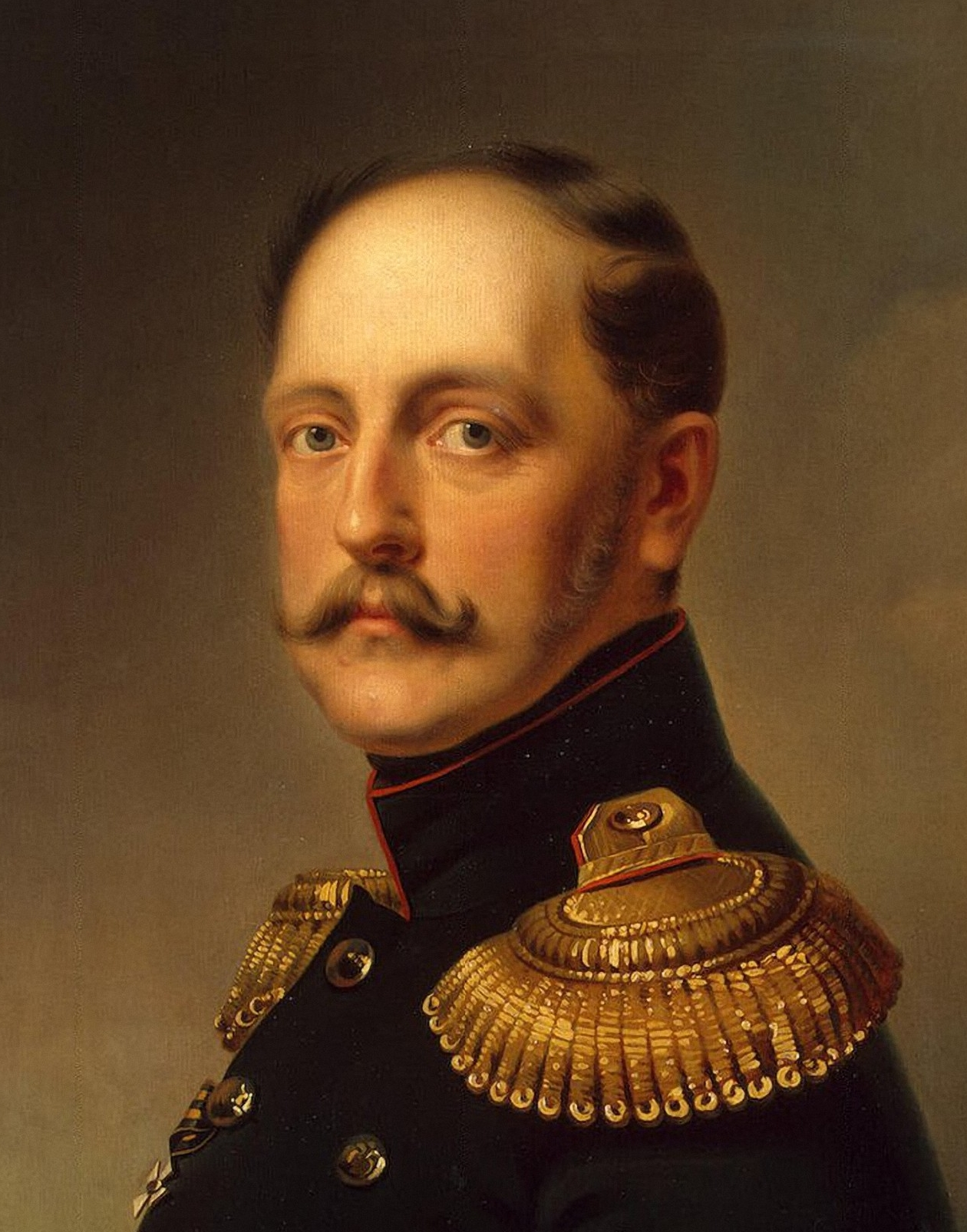
Emperador Nicolás I de Rusia.

Nicolás I Pávlovich (Николай I Павлович, 6 de julio de 1796 - 2 de marzo de 1855) fue el zar de Rusia desde 1825 hasta su muerte en 1855. Durante su periodo transcurre la mayor parte de la Guerra del Cáucaso.
Nicolás careció totalmente de la grandeza espiritual e intelectual del hermano, él hizo su papel, simplemente pues un autócrata paternal que gobernaba a su gente por cualquier medio necesario. Experimentando el trauma de la Revuelta Decembrista, Nicolás estaba determinado para refrenar a la sociedad rusa. En 1826, instauró una sección de policía secreta dentro de la Cancillería Imperial, la tristemente célebre Tercera sección. Dicha sección, la predecesora de la Ojrana, creó una red enorme de espías y de informadores. A través de esta, el gobierno ejercía la censura encargándole el control de la educación, la prensa, la literatura, y todas las manifestaciones de la vida pública y llegando a intervenir hasta la correspondencia privada del desterrado poeta Aleksandr Pushkin con su esposa. En 1833 el ministro de Educación, Serguéi Uvárov, promulgó la doctrina «Ortodoxia, Autocracia y Nacionalismo» como el principio guía del régimen, en contraposición al revolucionario eslogan francés Liberté, égalité, fraternité. De esta manera la sociedad rusa debía demostrar lealtad a la autoridad ilimitada del zar, a las tradiciones de la Iglesia ortodoxa rusa y a la nación rusa. Estos principios, lejos de satisfacer a la población, por el contrario, condujeron a una represión generalizada, a la discriminación de las nacionalidades no rusas así como de las religiones o confesiones distintas de la confesión Ortodoxa rusa. Por ejemplo, el gobierno forzó la Iglesia ortodoxa georgiana a aceptar la regla sinódica de la rusa. Con Polonia ocupada, comenzó la Revolución polaca del 29 de noviembre de 1830 contra la opresión rusa. En 1832, Nicolás suprimía la Constitución polaca de 1815, desterrando de ese modo las esperanzas de la sociedad rusa de contar con una constitución propia, tal y como lo habían exigido los decembristas.
El énfasis oficial en el nacionalismo ruso contribuyó a una discusión sobre el lugar de Rusia en el mundo, el significado de la historia rusa y el futuro de Rusia. Un grupo, los occidentalizadores (západniki), consideraba que Rusia seguía siendo atrasada y primitiva, carente de constitución, oprimida por la servidumbre, pudiendo progresar solamente europeizándose más. El otro grupo, denominado eslavófilo, defendía la especificidad de los eslavos, de su cultura de comuna (obschina), de sus costumbres, oponiéndose a Occidente y su cultura y costumbres. Los eslavófilos vieron a la mentalidad eslava como fuente de la integridad de Rusia. Algunos de ellos creyeron que la obschina rusa, o Mir, ofrecería una alternativa atractiva al capitalismo occidental y podría hacer de Rusia un salvador social y moral potencial. La eslavofilia pretendía representar una forma rusa del mesianismo.
A pesar de las represiones de este período, Rusia experimentó un florecimiento de la literatura y las artes. A través de la obra de Aleksandr Pushkin, Nikolái Gógol, Iván Turguénevy muchos otros, la literatura rusa ganó estatura y el reconocimiento internacional. El ballet clásico tomó la raíz en Rusia después de su importación de Franciay la música clásica se estableció firmemente con las composiciones de Mijaíl Glinka (1804-1857).

### Guerra de Crimea

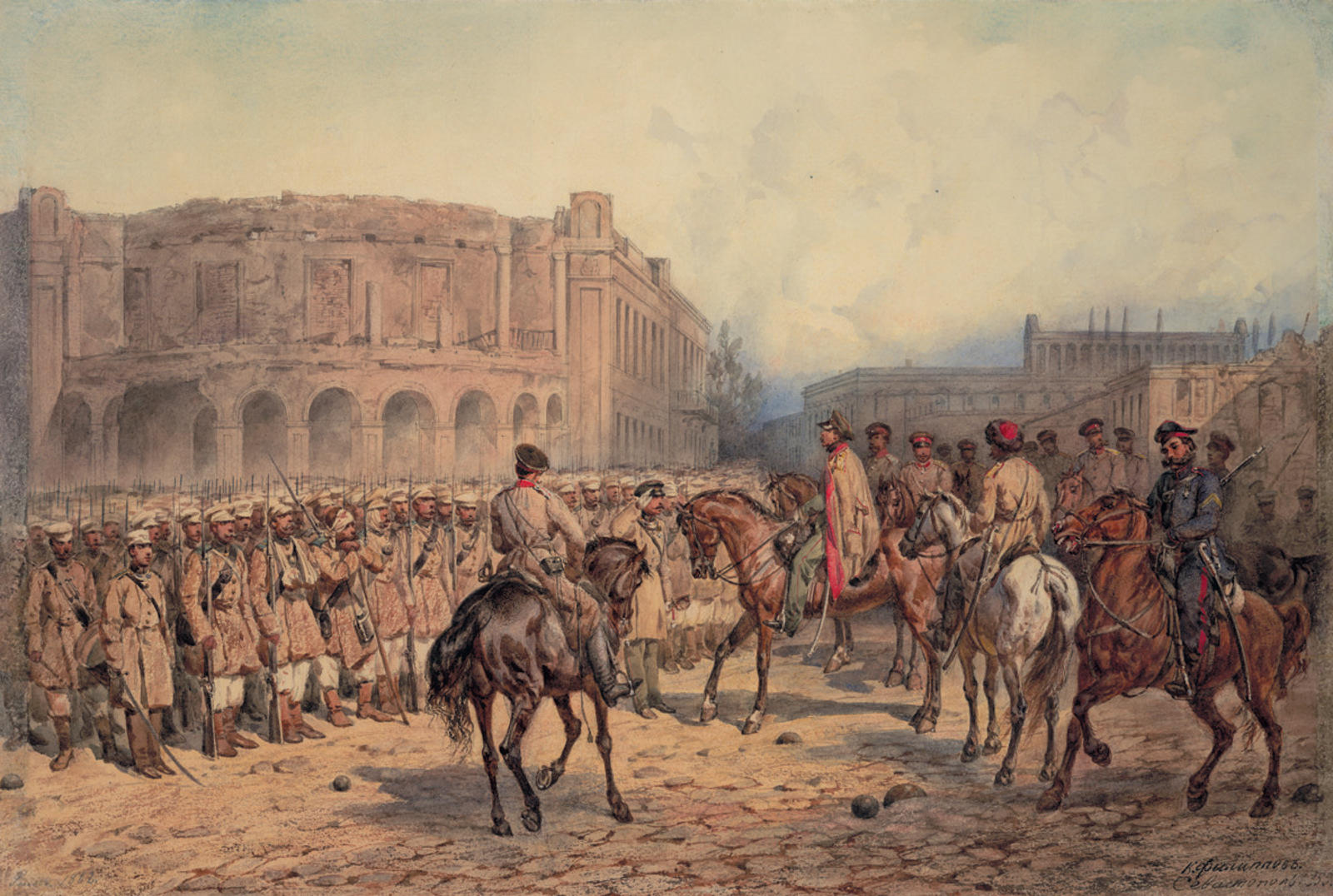
Tropas rusas en Sebastopol.

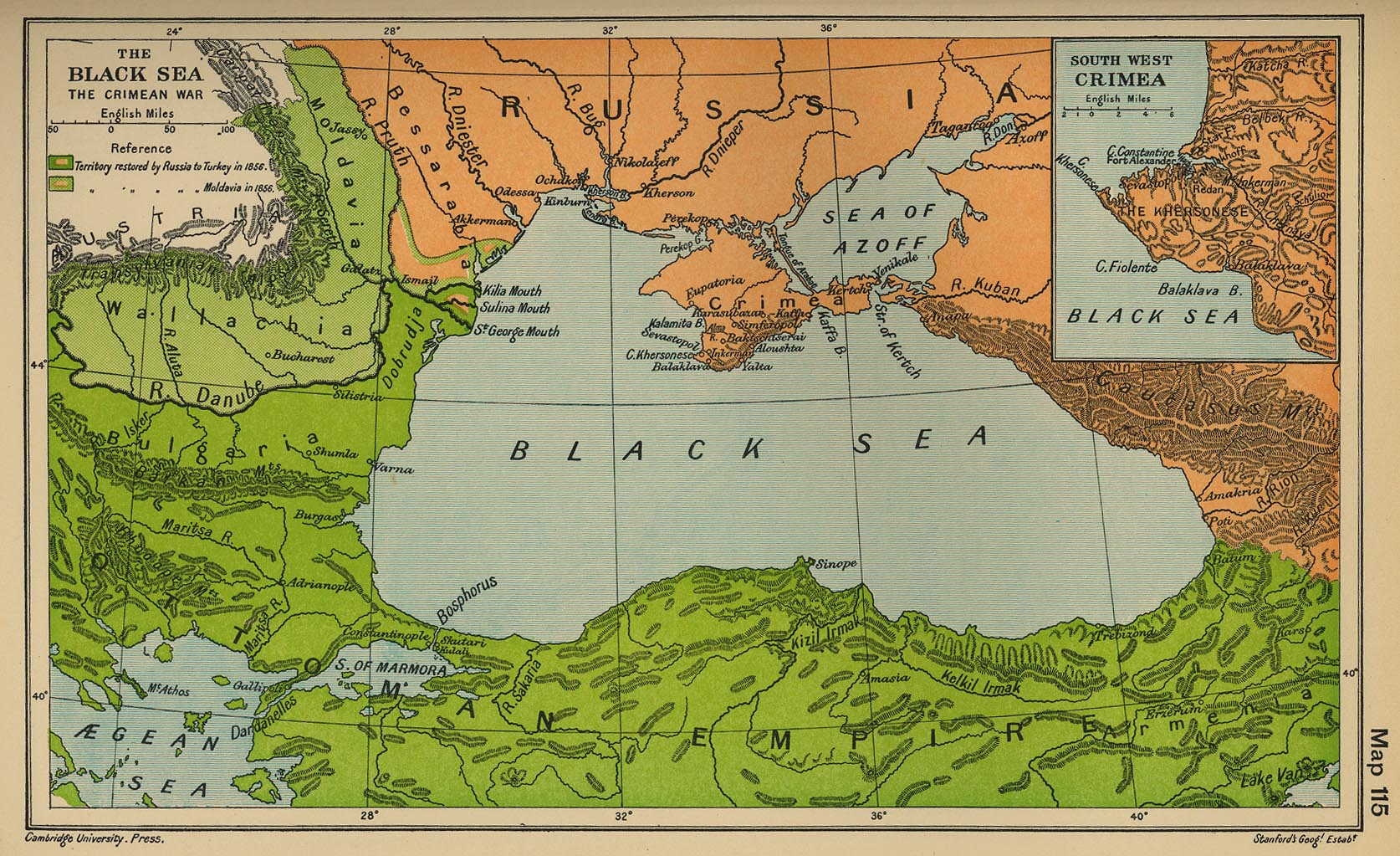
El mar Negro a principios de la Guerra de Crimea.

Siguiendo un conflicto en Belén entre los católicos protegidos por Francia y ortodoxos protegidos por Rusia, las relaciones entre la Rusia Imperial y el Imperio otomano se encontraban en el suelo hasta la declaración de guerra.
Sin embargo esta riña de monjes en iglesias en la Tierra Santa fue un pretexto. El negocio es ajustado por los turcos a favor del clero ortodoxo, pero la Rusia requería al sultán de garantías a favor de todo cristiano ortodoxo del imperio; pero las razones reales fueron ambiciones de Rusia, ansioso por anexar Constantinopla y el mar de Mármara para alcanzar el mar Mediterráneo. Siguiendo la negativa de Turcos, el zar invade Moldavia y Valaquia, ocupados en julio de 1853. Turquía declara la guerra a Rusia el 4 de octubre de 1853. Al Imperio otomano se le unen entonces franceses, británicos, y sardos. La flota turca es destruida por el escuadrón ruso en el puerto de Sínope, el 30 de noviembre de 1853.
El 10 de abril de 1854, la flota franco-británica bombardeó durante 12 horas Odesa, el principal puerto mercantil del sur de Rusia, provocando reacción negativa de la prensa europea, como buena parte de los vecinos de la ciudad fueron inmigrantes de Europa Occidental. Para despejar la situación, los aliados decidieron desembarcar en Crimea y atacar la principal base naval rusa en el Mar Negro, Sebastopol.
Después de su desembarco en Crimea el 14 de septiembre de 1854, los aliados derrotaron a las fuerzas rusas en la batalla del río Almá el 20 de septiembre, y después empezaron el sitio de Sebastopol. Durante las batallas se enfrentaron en las batallas de Balaklava el 25 de octubre y de Inkermán 5 de noviembre.
La caída de la Torre Malájov el 8 de septiembre de 1855, llave de la ciudad, tumba a las manos de francés, controlada por el mariscal Patrice de Mac-Mahon, notablemente famoso por esta victoria durante la que él pronunció su famoso «¡Yo estoy allí! ¡Yo permanezco allí!», arrastrando en otoño la ciudad. Con el advenimiento del Zar Alejandro II, las conversaciones de paz comenzaron, concluyendo en el Tratado de París, firmado el 30 de marzo de 1856.

### Desarrollo económico

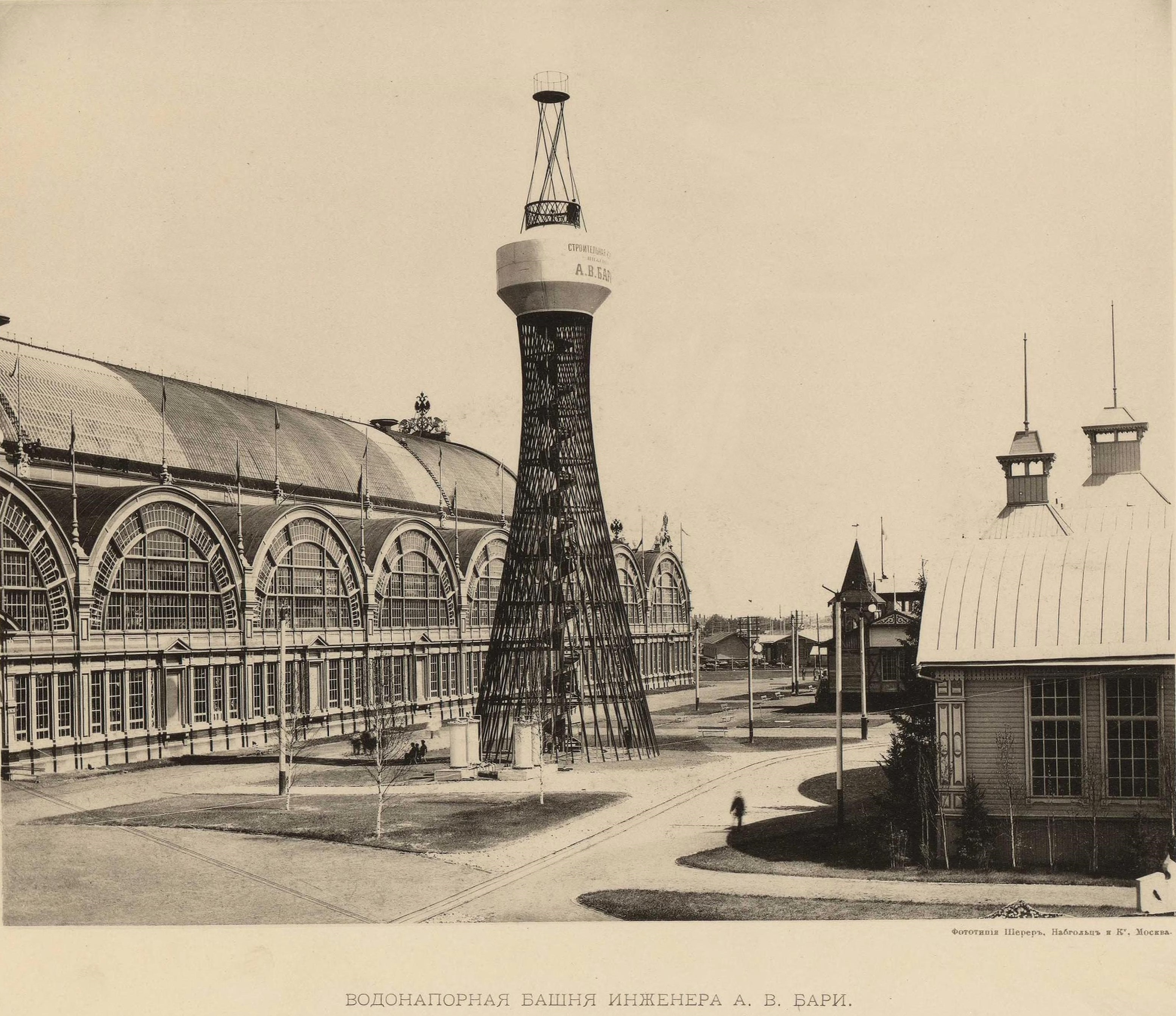
La primera estructura hiperboloide del mundo, construida en Nizhny Nóvgorod, Imperio ruso, en 1896.

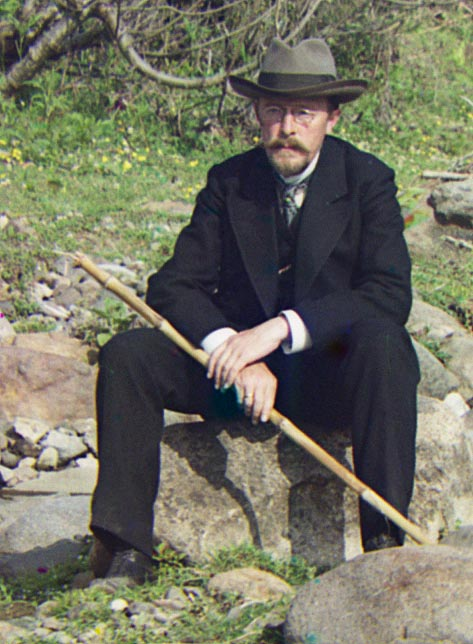
Serguéi Prokudin-Gorski, hizo las primeras fotografías en color del Imperio ruso a principios del

Los siglos XIX tardío y XX fueron tiempos de crisis para el Imperio. No solo la tecnología y la industria se desarrollaron más rápido en occidente, sino también nuevos, dinámicos y competitivos poderes en el teatro mundial: Otto von Bismarck unificó Alemania en la década de 1860, la post-guerra civil estadounidense, hizo que creciera como potencia, y Japón emergió de la Restauración Meiji. Aunque Rusia se estaba expandiendo gigantemente sobre Asia Central, rodeando al Imperio otomano, el Imperio persa, el Raj británico y el Imperio chino, no podía generar suficiente capital para sostener el rápido avance tecnológico o comerciar con avanzados países una base comercial.
En la última mitad del siglo XIX, la economía rusa se desarrolló más lentamente que lo hicieron en las demás potencias del mundo. La población de Rusia era sustancialmente mayor a la de los países desarrollados del Oeste, pero la vasta mayoría vivía en comunidades rurales, con poca tecnología y primitiva agricultura. La industria en general, tuvo una participación mayor que en occidente, pero en sectores específicos se desarrollaba con una iniciativa primitiva, alguna de esta extranjera. Entre 1850 y 1900, la población rusa se duplicó, pero se mantuvo estrictamente rural hasta el siglo XX. La población de Rusia entre 1850 y 1910 tuvo la mayor tasa de natalidad de todos los grandes poderes y naciones en desarrollo, con excepción de Estados Unidos.
La agricultura, con la tecnología menos desarrollada, se mantuvo en las manos de las antiguas familias de siervos y granjeros, que juntos componían cuatro quintos de la población rural. Los terrenos algunos de más de cincuenta kilómetros cuadrados componían 20 por ciento de las tierras fértiles, pero pocos de esos terrenos trabajaban eficientemente y a gran escala. Granjas de pequeña escala y la población rural incrementó la tierra usada para la agricultura de subsistencia, y la cada vez más numerosa masa de campesinos empobrecidos pedía más tierras, en el Turquestán los granjeros pedían desviar los ríos Amu Daria y Sir Daria, que alimentan al mar de Aral, la ley se hizo de la vista gorda y el emperador Alejandro III de Rusia decreto una ley de protección de los recursos en el territorio ruso, esto ahogó las expectativas de desviar los ríos, que volvió en los años 60 en la Unión Soviética. Durante la época soviética se empezó a desviar agua de los ríos Amu Daria y Sir Daria para regar cultivos en Uzbekistán y Kazajistán.
El crecimiento industrial era insignificante, aunque inestable, y en términos absolutos no era extensivo. Las regiones industrializadas de Rusia incluían a Moscú, las regiones centrales de la Rusia europea, Ingermanland, el mar Báltico, enfocado en Riga, Polonia, el río Don y el Dniépery los Urales. En 1890 Rusia tenía vías ferrocarrileras y 1,4 millones de empleados de fábrica. Entre 1860 y 1890, la producción anual de carbón había crecido cerca de un 1200 por ciento a más de 6,6 millones de toneladas, y la producción de hierro y acero se había duplicado a más de 2 millones de toneladas por año. El plan estatal se había duplicado, pero, la deuda y los gastos se habían cuadruplicado, constituyendo el 28 por ciento de los gastos oficiales en 1891. La exportación era inadecuada para lo que el imperio necesitaba. Hasta que el estado introdujo tarifas industriales estratosféricas en 1880, esto no pudo financiar el comercio porque no era suficiente para cubrir las deudas.

### Las reformas y sus límites

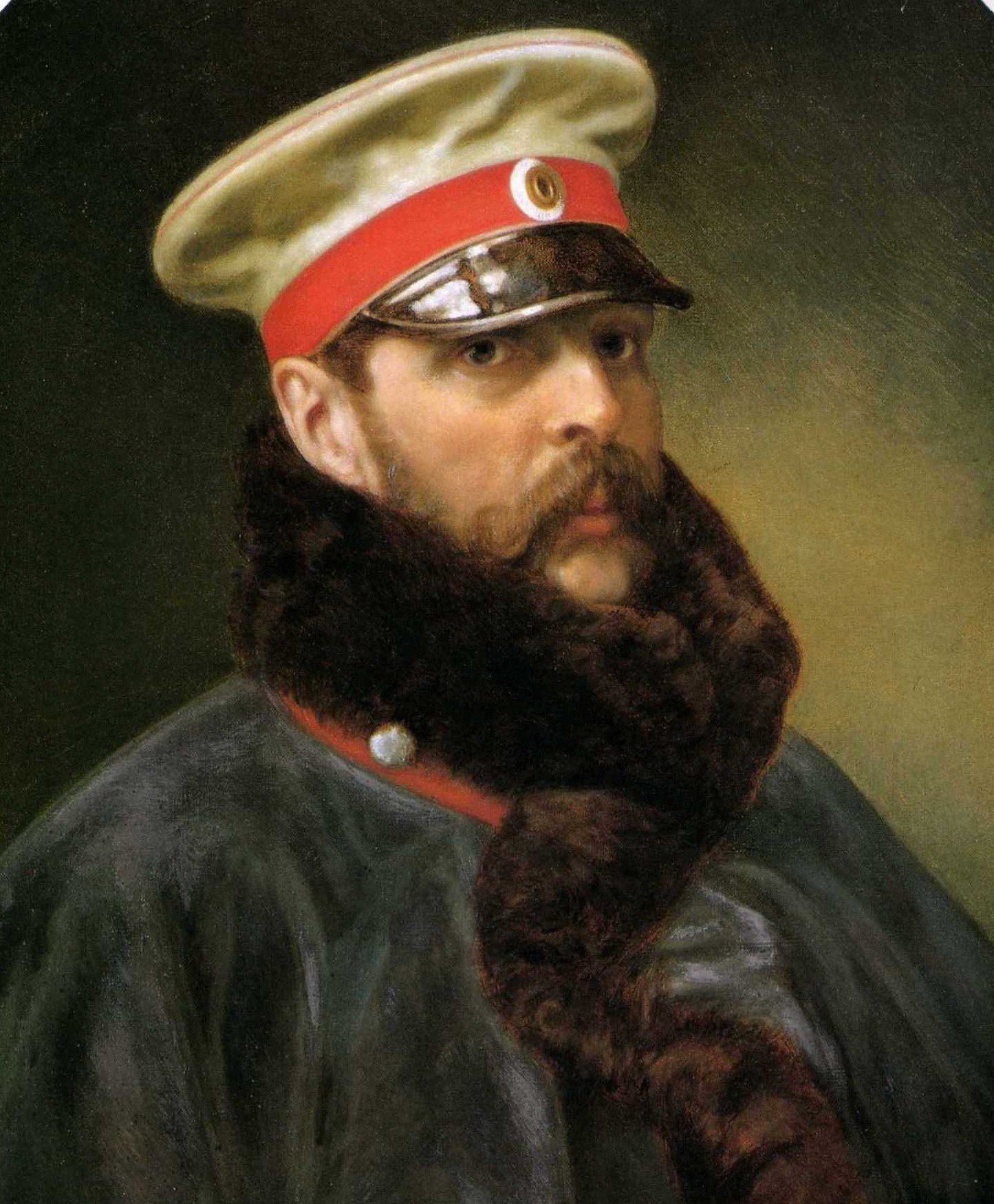
Alejandro II de Rusia.

Bandera adoptada en 1883.

El zar Alejandro II, que sucedió a Nicolás I en 1855, era un conservador que no vio otra alternativa más que implementar un cambio. Alejandro inició reformas sustanciales en la educación, el gobierno, la judicatura y el ejército. En 1861 proclamó la emancipación de casi 20 millones de siervos. Las comisiones locales, que eran los poseedores de las tierras, efectuaron la emancipación dándoles a los siervos libertad limitada. La antigua servidumbre se mantuvo en las aldeas, pero requirieron pagos del gobierno casi por cincuenta años. El gobierno compensó a los terratenientes emitiendo finanzas.
El imperio que había compensado a más de 50 000 terratenientes que poseían más de 1,1 km² seguirían sin siervos y estos continuarían proveyendo líder políticos y administrativos en el campo. El gobierno también esperaba que el campesinado produjera suficientes alimentos para ellos y para la exportación, ayudando así a financiar los gastos, importaciones y la gran deuda externa. Ninguna de las expectativas del gobierno eran realistas, la emancipación dejó descontentos tanto al terrateniente como al campesino. El nuevo campesinado pronto se atrasó en los pagos al gobierno porque la tierra que recibían era pobre y porque los métodos de ganadería rusa eran inadecuados. Los antiguos poseedores de tierras tuvieron que venderlas para quedar como solvente, ya que la mayoría no podía manejar la tierra sin los siervos. Además, el valor de los créditos gubernamentales cayeron de igual modo.
Las reformas en el gobierno local siguieron de cerca la emancipación. En 1864 gobiernos locales de la parte europea rusa fueron organizados en provincias y en zemstvos o distritos, que fueron compuestos por los representantes de todas las clases y eran responsables de escuelas locales, salud pública, los caminos, las prisiones, el suministro de alimentos, y otros tratos. En 1870 las dumas o consejos elegidos para la ciudad, fueron formadas. Dominado por los dueños y obligada por los gobernadores provinciales y la policía, los zemstvos y las dumas aumentaron los impuestos y el trabajo impuesto para apoyar sus actividades.
En 1864, el régimen puso en ejecución la Gran Reforma Judicial. En ciudades importantes, estableció cortes de estilo occidental con jurados. En general, el sistema judicial funcionó con eficacia, pero el gobierno careció de las finanzas y la influencia cultural para extender el sistema judicial a las aldeas, en donde la justicia campesina tradicional continuó funcionando con interferencia mínima de funcionarios provinciales. El sistema judicial ruso fue moldeado a las leyes francesas y alemanas contemporáneas. Cada caso tuvo que ser decidido sobre sus méritos y no sobre precedentes. Seguía habiendo este acercamiento desde que otras reformas importantes ocurrieron en las esferas educativas y culturales. La ascensión de Alejandro II trajo una restauración social, de lo cual requirió una discusión pública de ediciones y la elevación de algunos tipos de censura. Cuando hubo una tentativa de asesinar el zar en 1866 el gobierno reinstaló la censura, pero no con la severidad del control anterior a 1855. El gobierno también puso restricciones en las universidades en 1866 cinco años después de que habían ganado la autonomía los campesinos y siervos. El gobierno central procuró actuar con los zemstvos para establecer los planes de estudios uniformes para las escuelas primarias y para imponer políticas conservadoras, pero careció recursos, porque muchos profesores y funcionarios liberales de la escuela estaban solamente nominados conforme al ministerio reaccionario de la educación, sin embargo, los logros educativos del régimen fueron mixtos después de 1866.
En la esfera financiera, Rusia estableció el banco del estado en 1866, que dio a la divisa nacional estabilidad y firmeza. El ministerio de las finanzas apoyó el desarrollo del ferrocarril, que facilitó actividad vital de la exportación, pero era cauteloso y moderado en sus empresas extranjeras. El ministerio también fundó el Banco campesino de las Tierras en 1882 para permitir a granjeros emprendedores adquirir más tierra. El ministerio de asuntos internos contradijo esta política, sin embargo, estableció el Banco de tierra de los nobles en 1885 para prevenir ejecuciones hipotecas.

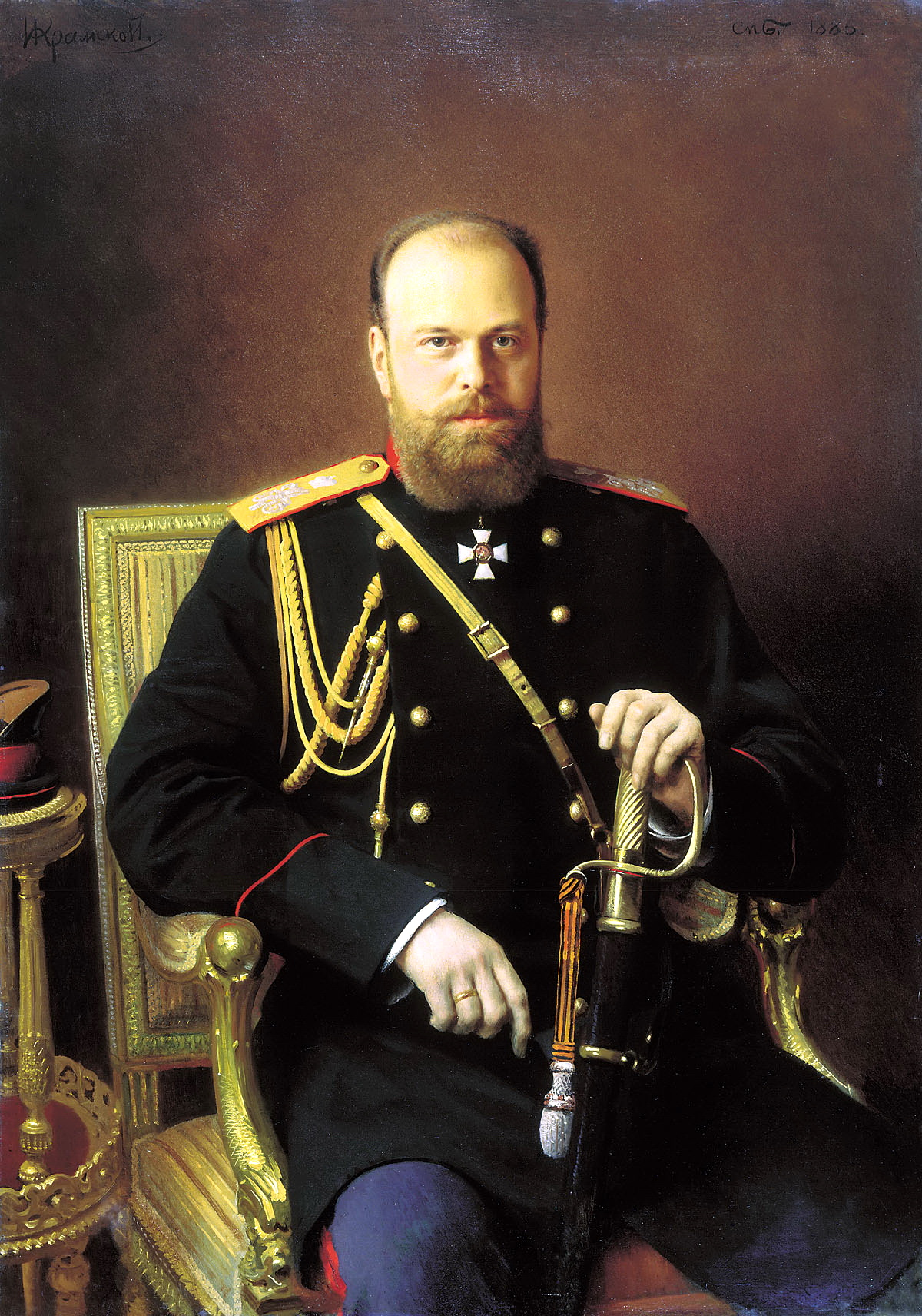
Alejandro III de Rusia.

El imperio también intentó reformar a los militares. Una de las principales razones de la emancipación de los siervos debía facilitar la transición al ejército de reserva, moderno y más operativo, instituyendo recaudaciones y la movilización territorial en épocas de necesidad. Antes de la emancipación, los siervos no podrían recibir el entrenamiento militar y después volver a sus dueños. La inercia burocrática, sin embargo, obstruyó reforma de los militares hasta que la guerra franco-prusiana (1870-1871) demostró la necesidad de construir un ejército moderno. El sistema de gravamen introducido por Dimitri Miliutin en 1874 dio al ejército un papel en la enseñanza de muchos campesinos a leer y en iniciar la educación médica para las mujeres. Pero el ejército seguía siendo antiguo a pesar de estas reformas militares. Los oficiales prefirieron a menudo bayonetas a las balas, expresando la preocupación de que las miras de largo alcance en los rifles inducirían cobardía. A pesar de algunos logros notables, Rusia no mantuvo paso con progresos tecnológicos occidentales: la construcción de rifles, de las ametralladoras, de la artillería, de naves, y de la artillería naval. Rusia tampoco pudo utilizar la modernización naval como los medios de desarrollar su base industrial en la década de 1860.
En 1881, los revolucionarios asesinaron a Alejandro II. Su hijo Alejandro III comenzó un periodo de reacción política que intensificó un movimiento contrarreformista que había empezado en 1866. Él fortaleció a la policía de seguridad y la reorganiza en una agencia conocida como el Ojrana, le dio poderes extraordinarios, y la puso bajo el Ministerio de Asuntos Interiores. Dmitri Tolstói, el ministro de Alejandro de asuntos interiores, instituyó el uso de terratenientes que eran inspectores de distrito y él restringió el poder de los zemstvos y las dumas. Alejandro III asignó a su antes tutor, el reaccionario Konstantín Pobedonóstsev, el ser el procurador del Santísimo Sínodo Gobernante de la Iglesia ortodoxa rusa e Iván Deliánov para ser el ministro de Educación. En sus esfuerzos de «salvar» a Rusia del «modernismo», ellos reavivaron censura religiosa, poblaciones no-ortodoxas y no rusas fueron perseguidas, generando antisemitismo, y suprimió la autonomía de las universidades. Sus ataques en los elementos liberales y no rusos alienaron segmentos grandes de la población. Las nacionalidades, particularmente los polacos, fineses, letones, lituanos, y ucranianos, reaccionados ante los esfuerzos del régimen a rusificarlos, intensificaron su propio nacionalismo. Muchos judíos emigraron o unieron movimientos radicales. Las organizaciones confidenciales y los movimientos políticos continuaron desarrollando a pesar de los esfuerzos del régimen para sofocarlos.

### Imperialismo en Asia y la guerra contra Japón

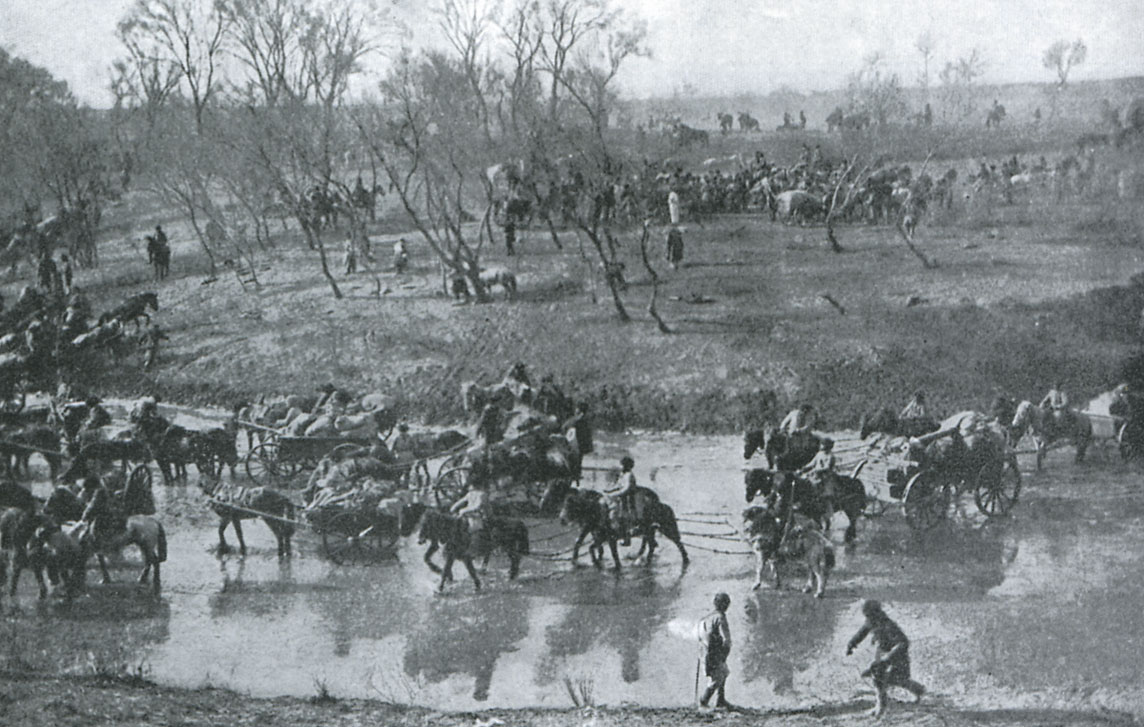
Retirada de las tropas rusas después de la batalla de Mukden.

En los últimos años del siglo XIX y principios del siglo XX, varios países occidentales compitieron por influencia, comercio y territorio en Asia Oriental. Mientras, Japón se esforzaba por convertirse en una gran potencia moderna.
La situación geográfica de Japón lo alentó a enfocarse en Corea y el norte de China, lo que chocaba con los intereses expansionistas rusos. El esfuerzo japonés por ocupar Corea condujo a la primera guerra sino-japonesa. La derrota china por parte del Japón condujo al Tratado de Shimonoseki (17 de abril de 1895), por el cual China renunciaba a sus reclamaciones sobre Corea, cediendo además Taiwán y Lüshunkou (a menudo llamado Port Arthur). Sin embargo, la presión occidental (por parte de Rusia, Gran Bretaña y Francia) obligó al Japón a devolver Port Arthur y Manchuria a China (Triple Intervención del 23 de abril de 1895).
Tras la revuelta de los bóxers chinos de 1898, e incumpliendo la promesa hecha al Japón, los rusos negociaron con China un arrendamiento de 25 años de la base naval, un puerto libre de hielos para su flota de Extremo Oriente. Mientras tanto, soldados rusos ocupaban Manchuria y el norte de Corea, amenazando la influencia japonesa en Corea (cuyo gobierno seguía siendo controlado en la sombra por China, pese a la independencia que le otorgara Japón). El gobierno coreano concedió a Rusia una base naval próxima a las costas japonesas, en un intento de ofrecer una doble amenaza a Japón, la de Rusia y la de China.
Rusia aprovechó la desestabilización de la zona y en 1896 se firmó un acuerdo con China para el uso de Port Arthur como base ubicada al extremo de la península de Kuan-Tong y la parte extrema de la península de Liao Yang, ahora perteneciente a Manchuria, así como el libre acceso ruso a todos los puertos chinos. Más adelante, en 1898 los rusos impidieron el uso de Port Arthur a los mismos chinos, y se empezó a ejercer el control que el Japón había deseado cuatro años atrás. Esto fue un desafío para el Imperio japonés y provocó la desaprobación de Inglaterra, quien vio al gigante ruso como una amenaza a sus posesiones británicas y su provechoso comercio asiático.

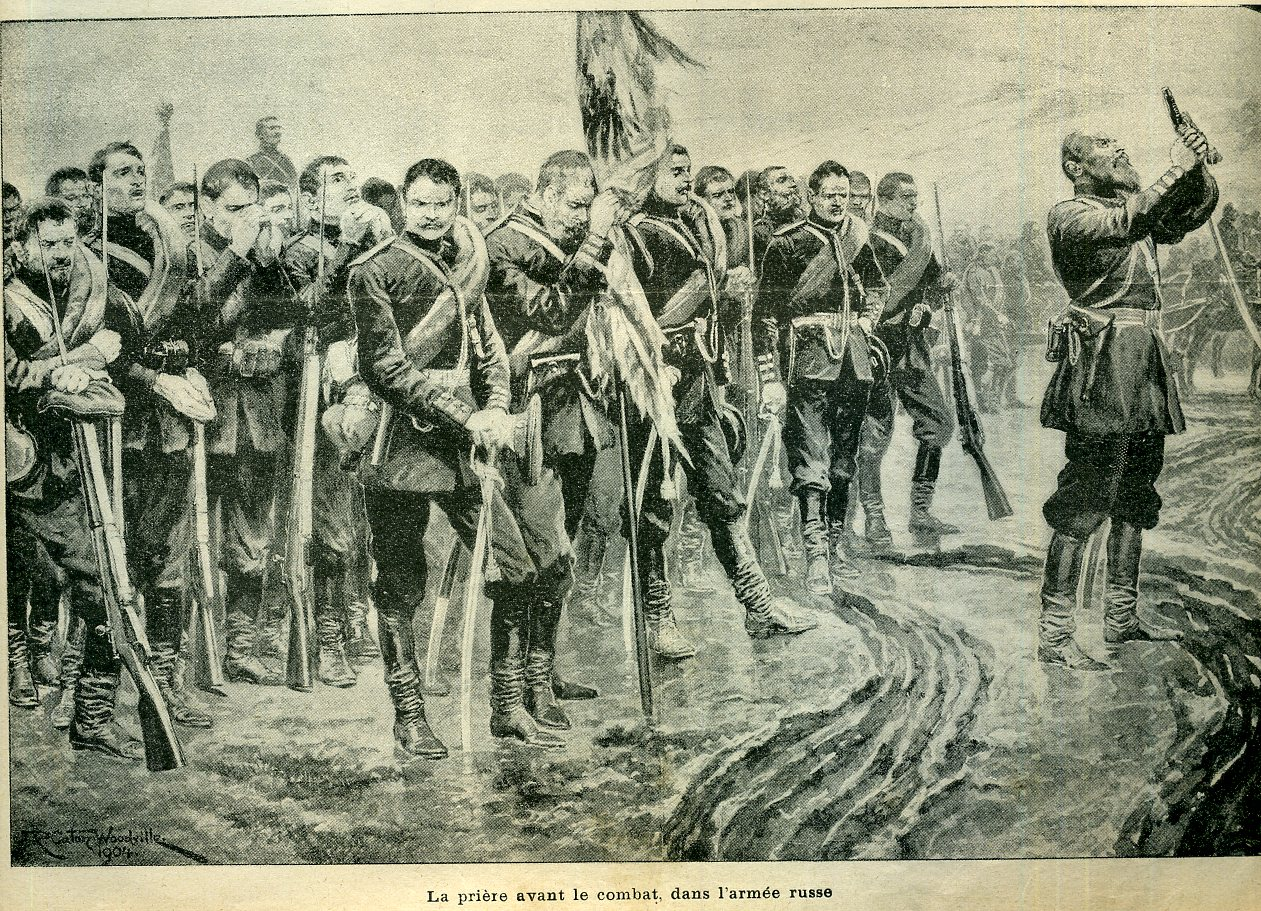
Tropas rusas (ilustración).

Inglaterra, en una hábil maniobra diplomático-estratégica, consiguió la cesión de Wei-Ha-Wie, un emplazamiento portuario a solo 40 km de Port Arthur, y de este modo se buscó la neutralización de las pretensiones rusas. Sin embargo, los rusos unían este puerto con el Transiberiano mediante la construcción de una vía de ferrocarril. Esto hizo pensar a Inglaterra que Rusia deseaba consolidarse militarmente en la región y buscó la alianza con Japón.
En 1902, Inglaterra firmó una alianza con Japón, y entre las cláusulas de dicho tratado figuraba la construcción de unidades navales para Japón que se puso de inmediato en marcha, así como la aceleración en la entrega de las unidades ya encargadas. Inmediatamente se aprobó un plan de rearme naval de 200 000 toneladas denominado "Esperanza y determinación" [cita requerida] y se encargaron a Inglaterra 6 acorazados, 4 cruceros acorazados, 2 cruceros ligeros, 16 destructores y 10 torpederos. Otras unidades fueron encargadas a Francia, Italia e incluso Alemania y EE. UU. En Japón se empezó la construcción acelerada de 10 torpederos y 8 destructores. Se comenzó un programa de adiestramiento del personal de la Armada Imperial Japonesa de 15 100 hombres hasta incrementarse a 40 800 marineros y oficiales.
Al considerar que la penetración rusa en Corea y Manchuria suponía un riesgo para su seguridad nacional, Japón exigió a Rusia que abandonase Manchuria, en cumplimiento de los acuerdos de 1900. Rusia dilató las conversaciones diplomáticas durante dos años y Japón, harto de esperar en vano una respuesta, rompió las relaciones diplomáticas el 6 de febrero de 1904. El recién modernizado Ejército Imperial Japonés se hallaba más que preparado para enfrentarse a las fuerzas que Rusia había estacionado en Asia al inicio de la contienda, que representaban solo una pequeña parte de las tropas del zar.

### Guerra de 1904
Para 1904, Japón ya contaba con una serie de bases logísticas distribuidas en el mar Amarillo y además con unidades navales de primera mano, a diferencia de Rusia que tan solo tenía dos bases muy distantes y estratégicamente desubicadas: Port Arthur y Vladivostok, así como unidades navales ya anticuadas. La batalla de Chemulpo fue una batalla naval que se libró el 9 de febrero de 1904 en el puerto del mismo nombre, en Corea. A finales de ese año Japón contaba con:
- 7 acorazados: Asahi, Mikasa, Yashima, Fuji, Shikishima, Hatsuse, Chin-Yen
- 8 cruceros acorazados: Asama, Tokiwa, Iwate, Izumo, Azuma, Yakumo, Nishin y Kasuga
- 5 acorazados costeros: Fuso, Hei-yen, Chiyoda, Hiyei, Kongo (el primero)
- 17 cruceros protegidos
- 12 destructores
- 100 torpederos

Uno de esos acorazados, el Mikasa, era el más avanzado buque de guerra de su tipo en su tiempo y había sido entregado en 1902, directo desde los astilleros británicos de Vickers Shipyard al Japón. El Chitose, otro de las mismas características, fue entregado desde San Francisco (EE. UU.). Todas estas unidades estaban al mando del almirante Heihachiro Togo.
Por el lado ruso, la situación era bastante diferente. En primer lugar, el adiestramiento era muy deficiente y la oficialidad era muy mediocre. Las unidades navales no pasaban de ser anticuados acorazados pasados de moda; la mayoría estaba concentrada en Port Arthur y una pequeña división en Vladivostok, todas al mando del almirante Aléxiev. Casi la mitad de la flota estaba además en el mar Báltico.
Unidades rusas en Port Arthur:
- 7 acorazados: Petropávlosk, Pobieda, Poltava, Retvizan, Peresviet, Tsessariévitch, Sevastópol
- 4 cruceros acorazados: Bayán, Rossía, Gromoboy, Riúrik
- 7 cruceros acorazados: Askold, Bogatyr, Diana, Pallada, Nóvik, Variag, Boyarin
- 25 cazatorpederos.

Unidades rusas en el Báltico:
- 5 acorazados en construcción: Suvórov, Borodinó, Imperátor Alexánder III, Orel, Slava
- 4 acorazados en servicio: Sissoy, Veliki, Navarín, Imperátor Alexánder II, Imperátor Nikolay I
- 8 acorazados costeros
- 6 cruceros acorazados
- 9 cruceros protegidos
- 200 cazatorpederos y torpederos
- 14 cañoneros
- 12 submarinos

El objetivo japonés era Port Arthur (hoy Lüshunkou, China), situado en la península de Liaotung, al sur de Manchuria, que había sido fortificado para convertirlo en una base naval mayor por los rusos. Los japoneses necesitaban controlar el mar para enfrentarse a una hipotética guerra en el continente asiático. De este modo, su primer objetivo militar fue neutralizar a la flota rusa anclada en Port Arthur. La noche del 8 de febrero, la flota japonesa, bajo el mando del almirante Heihachiro Togo, abrió fuego torpedeando sin previo aviso a los barcos rusos en Port Arthur, dañando seriamente a dos acorazados rusos. Los combates de la batalla de Port Arthur se desarrollaron a la mañana siguiente. Siguieron una serie de acciones navales indecisas, en las cuales los japoneses fueron incapaces de atacar con éxito a la flota rusa protegida por los cañones terrestres de la bahía, y los rusos declinaban abandonar la bahía hacia mar abierto, descabezados por la muerte del almirante Stepán Makárov el 13 de abril. Estas acciones proporcionaron cobertura para un desembarco japonés cerca de Incheon en Corea. Tras el desembarco, invadieron Seúl y ocuparon rápidamente el resto de la península. Para finales de abril, el ejército japonés al mando de Kuroki Itei se preparaba para cruzar el río Yalu, en el interior de la Manchuria ocupada por los rusos.
En contrapunto a la estrategia japonesa de lograr victorias rápidas para controlar Manchuria, la estrategia rusa se enfocó en acciones defensivas destinadas a ganar tiempo para que los refuerzos llegaran vía Ferrocarril Transiberiano. El 1 de mayo estalla la batalla del río Yalu, en la cual las tropas japonesas toman por asalto una posición rusa después de cruzar el río sin oposición. Fue la primera batalla terrestre de la guerra. Las tropas japonesas procedieron a desembarcar en varios puntos de la costa manchuriana, obligando a los rusos a retroceder a Port Arthur. Estas batallas, incluida la batalla de Nanshan el 25 de mayo, estuvieron marcadas por las grandes pérdidas japonesas al atacar posiciones rusas atrincheradas, pero los rusos permanecieron pasivos y no fueron capaces de contraatacar.
Japón comenzó un largo asedio de Port Arthur, fuertemente fortificado por los rusos. En agosto parte de la flota rusa intentó escapar de Port Arthur en dirección a Vladivostok, pero fue interceptada y derrotada en la batalla del Mar Amarillo. El resto de los barcos permanecieron en Port Arthur, donde fueron hundidos lentamente por la artillería japonesa. Los intentos por socorrer a la ciudad desde el continente también fracasaron, y después de la batalla de Liaoyang (24 de agosto-5 de septiembre de 1904), los rusos se retiraron a Shenyang. El ejército japonés infligió una nueva derrota a los rusos en el río Cha-ho (5 de octubre-18 de octubre de 1904).

### Campaña de 1905
Port Arthur cayó finalmente el 2 de enero de 1905, después de una serie de asaltos brutales y gran cantidad de bajas en ambos bandos. Con las espaldas cubiertas, el ejército japonés presionó hacia el norte de Manchuria. Tras la batalla de Mukden (21 de febrero-10 de marzo de 1905), expulsan a los rusos de Shenyang.
Mientras tanto, Rusia había enviado la flota del Báltico al mando del almirante Rozhdestvenski hacia Asia, bordeando el Cabo de Buena Esperanza. El 21 de octubre de 1904, mientras navegaba en aguas británicas (un aliado del Japón pero neutral en esta guerra), provocó el incidente del banco Dogger al disparar sobre botes pesqueros a los que los rusos confundieron con lanchas torpederas. El viaje se demoró tanto que el almirante Togo hizo planes para interceptar a la flota del Báltico antes de que pudiera recalar en Vladivostok. Las escuadras se encontraron en la batalla de Tsushima, en el estrecho del mismo nombre entre Corea y Japón, el 27 de mayo de 1905. Durante la batalla, que duró hasta el 29 de mayo, la flota japonesa, numéricamente inferior pero más moderna y con mayor velocidad y alcance de fuego, bombardeó a la flota rusa sin piedad, destruyendo sus ocho acorazados. La flota japonesa contaba entre otros con dos acorazados comprados a Argentina: el Mariano Moreno (renombrado Nisshin) y el Bernardino Rivadavia (renombrado Kasuga), así como un crucero comprado a Chile: el "Esmeralda" (rebautizado "Izumi").
El mando ruso en Extremo Oriente, formado por el almirante Yevgueni Ivánovich Alekséyev y el general Alekséi Kuropatkin, era incompetente y sus tropas, insuficientes. Los refuerzos llegaban desde la Rusia europea en el ferrocarril Transiberiano de vía única, muy lento e interrumpido a la altura del lago Baikal. Estas y otras razones, como el ataque por sorpresa del Japón, implicaron que la guerra resultara en una sorprendente victoria japonesa, lo que le convirtió en una potencia mundial a tener en cuenta.
Rusia se ve obligada a negociar. El resultado: la humillación de una nación occidental. Se concluye un armisticio entre los dos gobiernos: aunque los rusos se encuentran muy debilitados por la Revolución de 1905, las finanzas japonesas están totalmente agotadas y el Imperio nipón ya no dispone de los medios para destruir completamente al grueso de las tropas rusas de Extremo Oriente. Se organiza una Conferencia de Paz en Portsmouth (EE. UU.) el 5 de septiembre de 1905, gracias a la mediación del presidente estadounidense Theodore Roosevelt. Las cláusulas contienen las siguientes estipulaciones: Rusia debe reconocer la preeminencia de los intereses del Japón en Corea; ceder al vencedor su arrendamiento de la península de Liaodong, su base de Port Arthur, el ferrocarril meridional de Manchuria y la mitad sur de la isla de Sajalín. Ambos países, de común acuerdo, se comprometen a restituir Manchuria a China. A pesar de la insistencia del Japón, no se prevé ninguna indemnización.
El descontento popular en Rusia, seguido de la derrota, llevó a la Revolución de 1905. La guerra terminó gracias a la mediación de los EE. UU. El descontento japonés ante la ausencia de adquisiciones territoriales condujo a una erosión de los buenos sentimientos hacia Estados Unidos, constituyendo la semilla para el futuro conflicto con el país americano. La derrota de Rusia fue recibida con conmoción en Occidente, especialmente a través de Asia. Que un país no occidental pudiera derrotar en un conflicto bélico a un poder establecido resultó particularmente inspirador para varios movimientos independentistas anticoloniales alrededor del mundo. Esta guerra ha sido llamada el "fin del mito del Hombre Blanco". Frente al racismo de la época, supuestamente por primera vez, una nación "blanca" era vencida por otra raza.
Después de esta guerra, el Imperio nipón adquirió gracias a su Armada Imperial un prestigio nacional e internacional en lo naval y militar que durará hasta la Segunda Guerra Mundial. Durante la contienda, el ejército japonés trató bien a los civiles y prisioneros de guerra, careciendo de la brutalidad y atrocidades que fueran muy difundidas durante la Segunda Guerra Mundial. Los historiadores japoneses piensan que esta guerra fue un punto decisivo para el Japón y una clave para entender por qué fallaron militar y políticamente.

### El Imperio ruso en la Primera Guerra Mundial

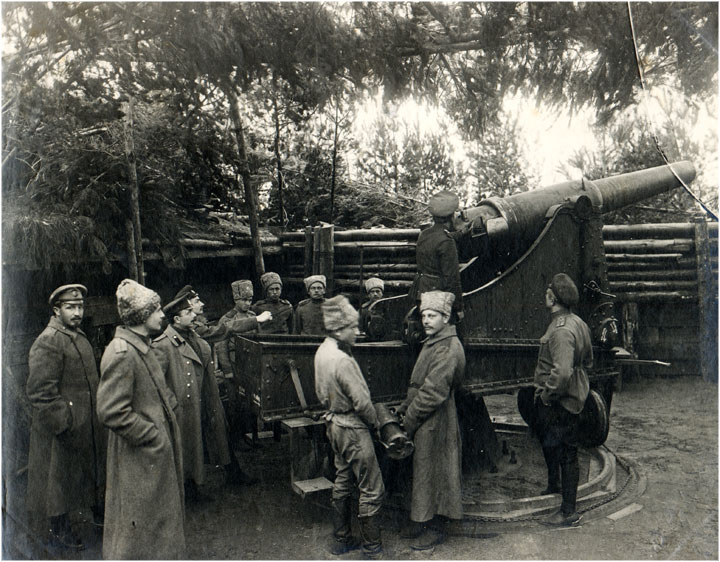
Artillería pesada rusa, 1915.

Bandera no oficial del Imperio ruso "para uso particular" (1914-1917).

En 1914 y tras el asesinato del Archiduque del Austria-Hungría Francisco Fernando, el cual es asesinado junto con su esposa, Sofía Chotek, se provoca el estallido de la Primera Guerra Mundial, en la cual Rusia se unió al bando aliado. Por entonces el Imperio ruso tenía una extensión de más de 23 millones de kilómetros cuadrados y una población aproximada de 171 millones de habitantes, con un crecimiento demográfico de 1,8 % anual. El gobierno zarista mandó a movilizar a más de 8 millones de hombres y mujeres, superando al ejército alemán, que solo era de 3 millones (Alemania tenía entonces alrededor de 50 millones de habitantes, con un crecimiento demográfico del 1 % anual). Dos tercios del ejército alemán se hallaban en el frente francés, con lo cual Alemania solo tenía 1 millón de hombres para el frente oriental; pero aunque el ejército ruso superaba al alemán en proporción de 8 a 1, no estaba bien entrenado para la guerra. Esa deficiencia se hizo patente en la batalla de Tannenberg, en la que 250 000 alemanes vencieron a 700 000 soldados rusos. Hay que resaltar asimismo que la preparación material también era deficiente: de cada dos soldados, solo uno tenía arma; el otro debía esperar a que mataran al primero para tomar el arma. Para peor, apenas tenían proyectiles para la mitad de los rifles. Esto supuso una terrible carnicería en los bosques de Tannenberg, y así durante todo el resto de la guerra los rusos no hicieron más que retroceder. En 1915, los alemanes volvieron a derrotar a las fuerzas rusas en la Batalla de los Lagos Masurianos, lo que provocó un descontento social en Rusia.

### Desintegración del imperio

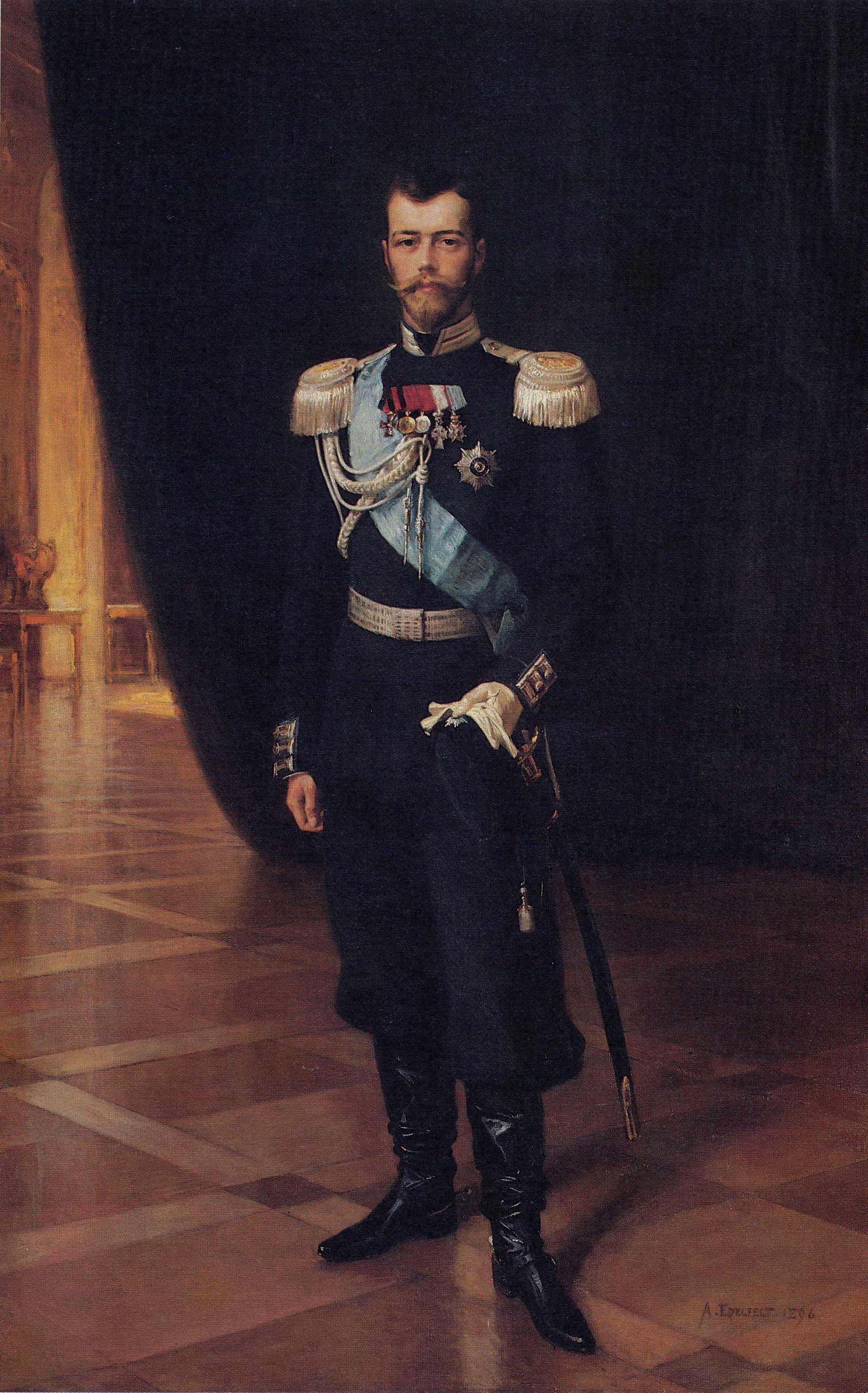
Nicolás II último Zar de Rusia.

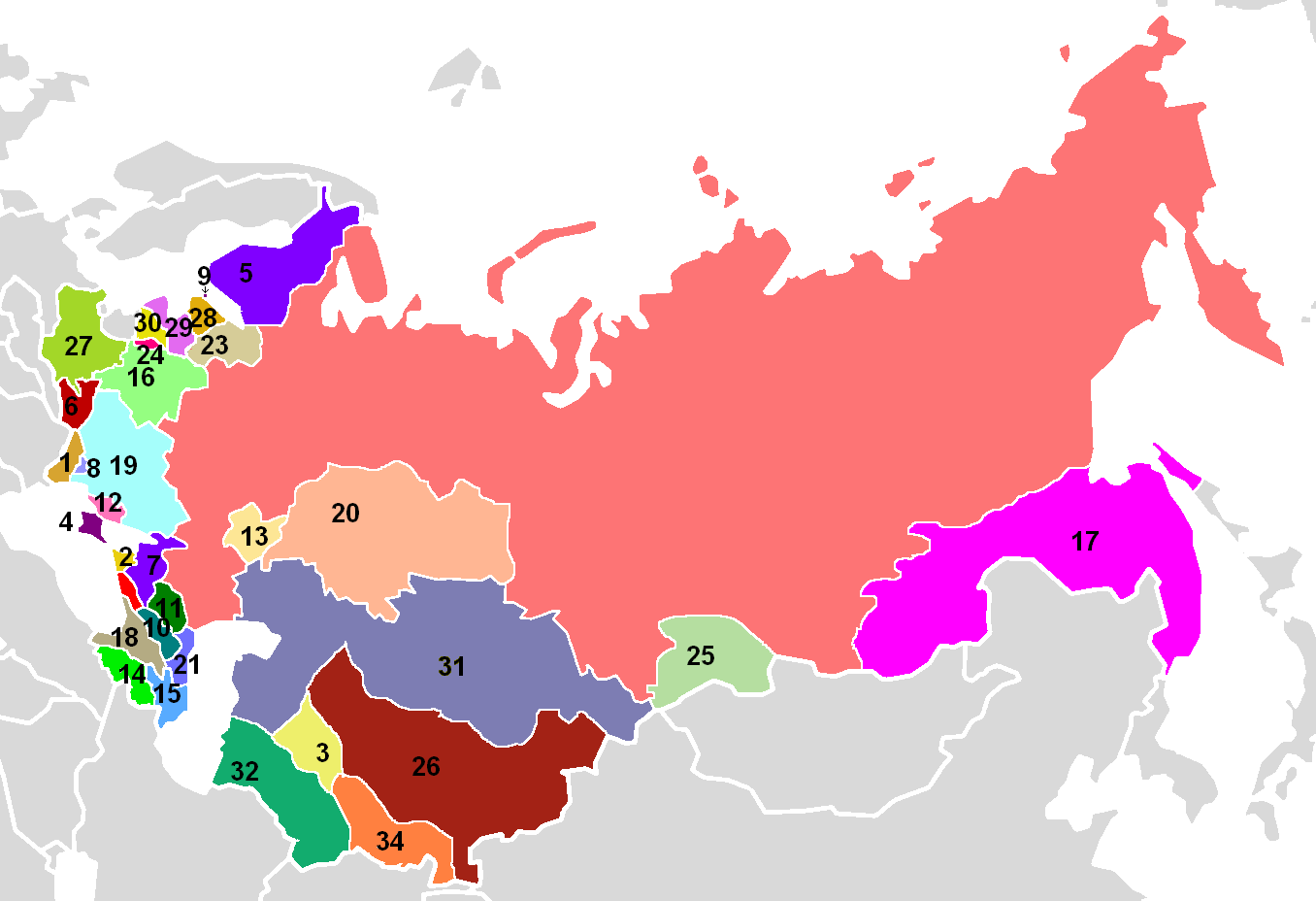
Mapa de los estados surgidos tras la desaparición del Imperio ruso

En 1917, tras varios fracasos en el frente, aparecieron movimientos revolucionarios marxistas, el gobierno tuvo que desproteger el frente para detener a los insurrectos, lo cual fue aprovechado por las fuerzas germanas que avanzaron rápidamente a través de territorio ruso. Tras la Revolución de Febrero, en marzo de 1917, el zar Nicolás II trató de abdicar en nombre propio y en el de su hijo, el zarévich Alekséi, en favor de su hermano menor, el Gran Duque Mijaíl Aleksándrovich. Este último rechazó el trono ante la falta de seguridad de su persona. Una vez frustrados estos intentos de traspaso de poder, el ejecutivo quedó a cargo del Gobierno provisional ruso que debía durar hasta que se llevaran a cabo elecciones para la creación de una Asamblea Constituyente. El Gobierno Provisional, conformado por la coalición entre políticos liberales y socialistas moderados, trató infructuosamente de poner fin a los graves problemas a los que se enfrentaba el país, enfrascado en la impopular Primera Guerra Mundial.
Sin embargo, el Gobierno provisional fue incapaz de darle una solución a los desacuerdos entre las diferentes facciones que componían el gobierno, ni permitió avanzar en las reformas sociales y económicas exigidas cada vez con más insistencia por la población organizada bajo guion leninista, ni asimismo llevó a avances en el fin de la guerra. A mediados del otoño, la situación de crisis y la debilidad del Gobierno llevaron a la discusión abierta de un cambio de Gobierno y la formación de uno puramente socialista. Mientras en el campo los sóviets aceleraban una reforma agraria oficiosa y se independizaban de hecho de la administración central, en las ciudades crecía el apoyo a la izquierda radical. Cuando los bolcheviques decidieron tomar el poder a través de los sóviets en el Segundo Congreso Nacional de los Sóviets, la oposición gubernamental fue mínima. La Revolución de Octubre de 1917 puso fin al periodo del Gobierno provisional y dio paso a uno nuevo, el Sovnarkom.
Tras la Revolución de Octubre, el nuevo gobierno de mayoría bolchevique firmó un tratado de paz con los alemanes, con el Tratado de Brest-Litovsk poniendo fin a la participación rusa en la Primera Guerra Mundial. Durante la guerra civil rusa, la organización bolchevique llegó a extenderse por las regiones del Imperio ruso. Este desmembramiento creó los llamados Estados presoviéticos, cada uno con su gobierno autónomo bajo una supervisión central, dando lugar al comunismo soviético; en su mayoría se trató de la aplicación de las fórmulas económicas y políticas auténticas del socialismo planteado por Marx y Engels, que principalmente Lenin articuló, adaptó a las circunstancias de las sociedades del Imperio ruso, y que enriqueció con sus aportes teóricos y prácticos, propiciando el Leninismo.

## Geografía

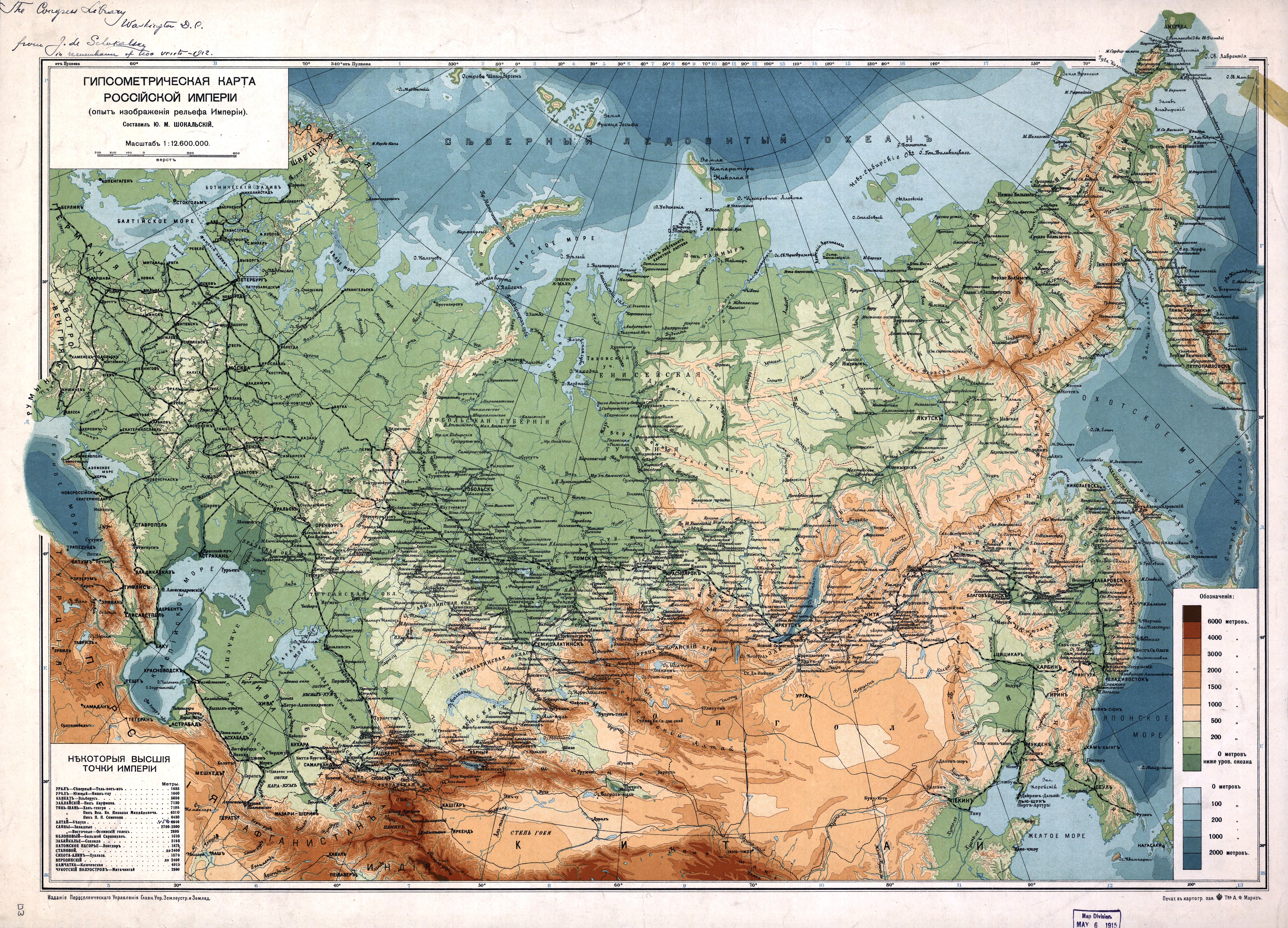
El Imperio ruso en 1914.

La Rusia Imperial, al ser el tercer imperio más grande del mundo (después del Británico y el Mongol) contenía muchos territorios y estados. El Imperio ruso en su mayor extensión se extendía a través de la mayor parte del norte del supercontinente eurasiático por lo cual controlaba casi todos los tipos de ecosistemas y una gran variedad de paisajes y climas. La mayor parte del paisaje consiste en llanuras enormes, tanto en la parte europea como en la parte asiática que son ampliamente conocidas como Siberia y el Turquestán. Estas llanuras son predominantemente estepa al sur y arbolado denso al norte, con la tundra a lo largo de la costa del norte. Se encuentran cadenas montañosas a lo largo de las fronteras del sur, como el Cáucaso, el Tian Shan (el punto más alto de todo el imperio con un medio de 7100 metros) y el Altái, y en la parte este, como la cordillera Verjoyansk o los volcanes sobre Kamchatka, y en Alaska las grandes cordilleras con el gigante monte Denali. Notables son los montes Urales en la parte central que son la división principal entre Europa y Asia.
La Rusia Imperial tenía la costa más extensa del mundo con más de 43 000 kilómetros a lo largo de los océanos Ártico y Pacífico, así como mares "interiores": el Báltico, el Negro y el Caspio. Los mares más pequeños son parte de los océanos; el mar de Barents, mar Blanco, mar Kara, mar de Láptev y mar de Siberia Oriental son parte del Ártico, mientras que el mar de Bering, el mar de Ojotsk y el mar de Japón (o mar del Este) pertenecen al océano Pacífico. Las islas principales encontradas en ellos incluyen Nueva Zembla, la Tierra de Francisco José, las islas de Nueva Siberia, isla de Wrangel, las islas Kuriles y la isla de Sajalín.
Muchos grandes ríos fluyen a través de las llanuras desembocando en las costas rusas. En Europa estos son el Volga, Don, Kama, Oká, Dviná, Dniéper y el Dviná Occidental. En Asia se encuentran los ríos Ob, Irtysh, Yeniséi, Angará, Lena y Amur. Los lagos principales incluyen el lago Baikal, lago Ládoga y lago Onega.

### Relieve
El relieve se caracterizaba por el terreno siberiano como una gran planicie a través del continente asiático. El territorio es recorrido por largos sistemas montañosos como los montes Urales, las montañas del Cáucaso, que definen la división entre Europa y Asia, en Siberia los montes Altái, cordillera de Anádyr, cordillera de Chersky, montes Dzhugdzhur, montes Gidan, montes Koryak, montes Sayanes, montes Tannu-Ola, cordillera Verjoyansk y los montañas Yablonoi, al sur se encuentra la depresión del Caspio y la llanura de Asia Central.

### Fronteras
Las fronteras administrativas de la Rusia europea, aparte de Finlandia, coincidían con las fronteras naturales de Europa. En el norte, hacía frontera con el océano Ártico; las islas de Nueva Zembla, Kolgúyev y Vaigach también pertenecían a Europa, pero el mar de Kara era incluido en las regiones siberianas. Al este se encontraban las estepas siberianas y kirguizas, de las cuales Europa está separada por el mar Caspio, río Ural y los montes Urales; sin embargo, las gobernaciones de Perm, Ufá y Oremburgo, se extendían al otro lado de los Urales. Al sur se extendía el mar Negro y el Cáucaso, que luego serían separados geográficamente por el río Manich, que en el postplioceno conectaba el mar de Azov con el mar Caspio. La frontera occidental era puramente convencional: cruzaba la península de Kola, desde el fiordo de Varanager al golfo de Botnia; así sobre la costa hasta Niemen donde se adentraba en la frontera entre Polonia y Prusia (Imperio alemán), Galitzia (Imperio austrohúngaro) y hasta el río Prut en la frontera con Rumania.

### Extensión espacial

La expansión de Rusia entre 1300 y 1945.

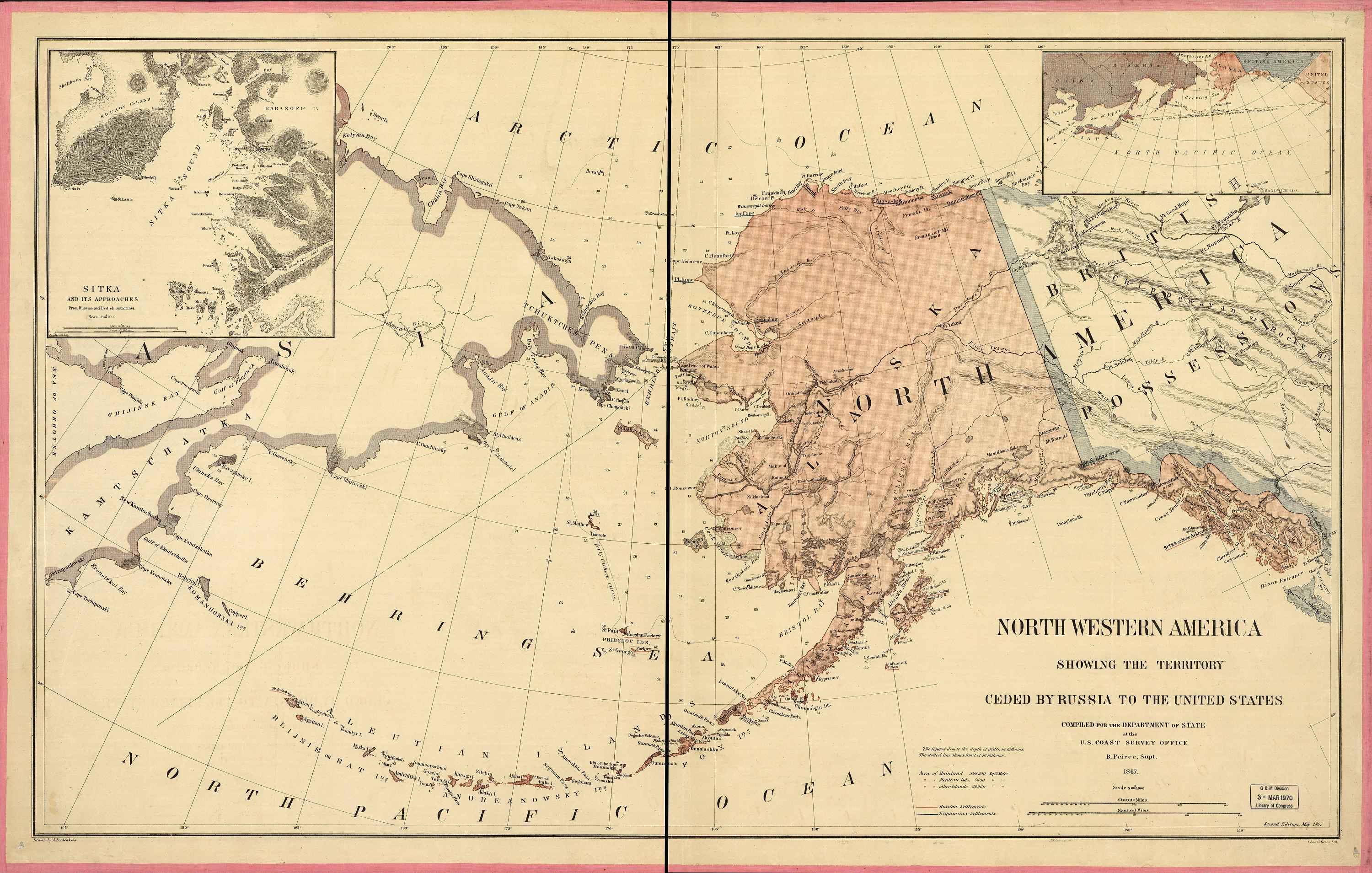
La América rusa.

Los dos puntos más separados, entre los muchos puntos que el imperio conquistó o colonizó están a 10.000 km en una línea geodésica (es decir, la línea más corta entre dos puntos en la superficie terrestre). Estos fueron: al oeste la frontera con Brandemburgo, después el Imperio alemán, cerca de Posnania marcada por el río Varta; y en su expansión por América (véase América rusa) extendiéndose por la isla de Vancouver (por un tiempo litigada entre Rusia, la Nueva España y el Reino Unido) y en Alaska la actual ciudad de Ketchikan hasta (entre 1811-1841) poseer una factoría y fortaleza en la Alta California: el Fuerte Ruso que fuera el establecimiento más meridional en América.
Por otra parte, Rusia mantenía en el Extremo Oriente asiático las islas Kuriles, a pocos kilómetros al noreste de la isla de Hokkaidō en Japón, e igualmente en Oceanía hubo algunos intentos de expansión que fueron frustrados por la acción conjunta de otras potencias (principalmente Reino Unido, Estados Unidos y Japón); entre esos intentos se cuentan el efímero protectorado (en 1818) sobre Kauai y el de establecer una colonia en las islas Bonin durante la segunda mitad del siglo XIX. En 1889 el aventurero ruso Nikolái Ivánovich Ashínov intentó establecer una colonia rusa en África, Sagallo, situado en el golfo de Tadjoura en el Yibuti actual. Sin embargo este intento enfureció a los franceses, que enviaron dos barcos de guerra en contra de la colonia. Después de una breve resistencia, la colonia se rindió y los colonos rusos fueron deportados a Odesa.
Sin embargo, el desarrollo excesivo del Imperio ruso empezó a ser inquietante y, algunos, un siglo antes de Solzhenitsyn, se preguntaban si, de ceder a la llamada de los espacios infinitos, no corría peligro Rusia de perder sus fuerzas y su alma.
El Imperio ruso manejaba 14 husos horarios, desde Polonia hasta el territorio hoy canadiense del Yukón.

## Estado

### Política
El Imperio Ruso era una monarquía absoluta donde el Zar concentraba el poder ejecutivo y legislativo en su sola mano. Esto se mantuvo hasta 1906, cuando tras la revolución del año anterior, se instauró la Duma Imperial como primera asamblea legislativa del país y se adoptó la primera constitución rusa, la Constitución rusa de 1906.

#### Poder ejecutivo

##### Emperador y zar

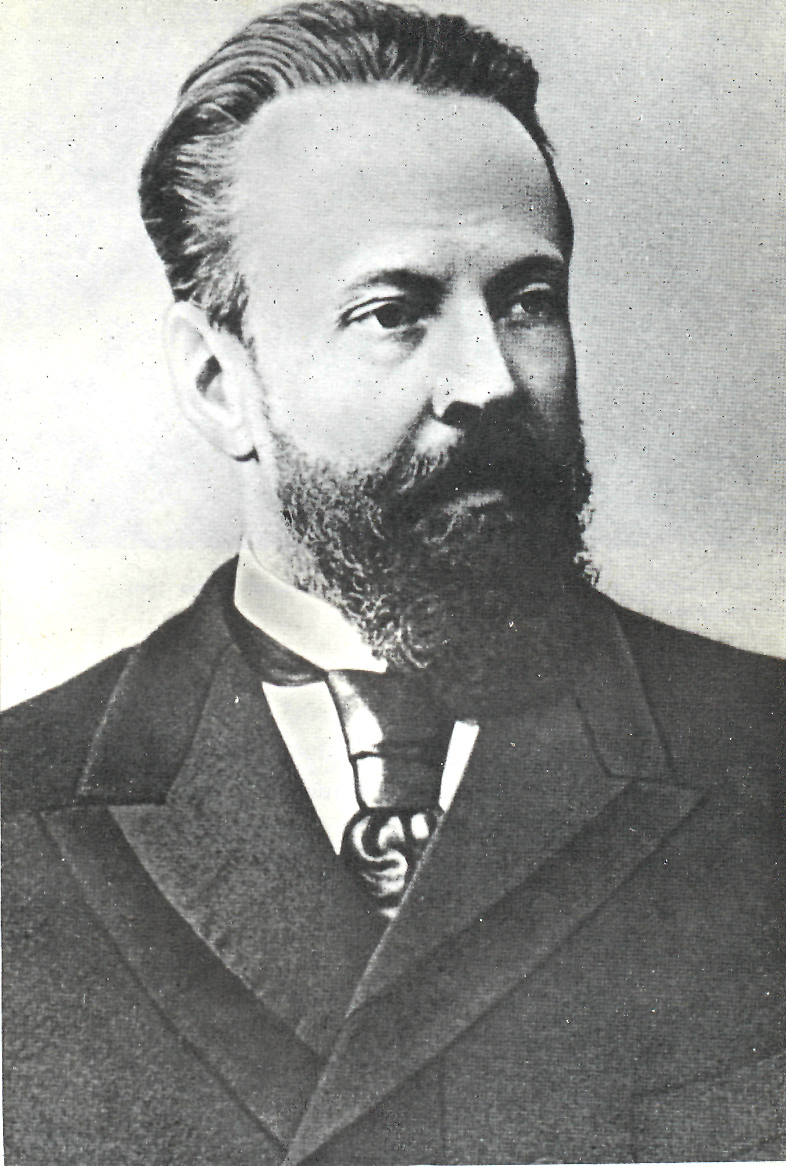
Serguéi Witte, primer ministro del Imperio ruso.

En Rusia el término zar ha sido usado, aparte de referencias del Imperio bizantino y la vista desde los tártaros y mongoles a los principados rusos, y desde 1480 por el Gran Príncipe Iván III de Moscú, siguiendo la independencia de la Horda de Oro y su matrimonio con la princesa bizantina. Esto fue relacionado con las crecientes ambiciones de Moscovia en convertirse en la «Tercera Roma», después de la Caída de Constantinopla. El rey moscovita fue reconocido como emperador por el Sacro Imperio Romano en 1514, durante el reino de Basilio III. Pero el primer príncipe ruso en ser coronado «Zar de toda Rusia» fue Iván IV (el terrible) en 1547, hasta entonces conocido como gran príncipe de toda Rusia. En 1721 un edicto de Pedro el Grande decreto el título latino de Император (Imperátor) fuera usado en vez de zar. El título de zar quedó siendo usado comúnmente, y también como designante oficial de los estados absorbidos por Moscovia (como los kanatos Mongoles y el Reino de Georgia). En 1815, cuando parte de Polonia fue anexada, el título fue traducido al polaco: Króly el emperador ruso asumió el poder como Król de Polonia, y el estado polaco fue llamado oficialmente Królewstwo Polskie en polaco y Царство Польское en ruso, es decir Zarato de Polonia.

##### Familia imperial
Zarina (царица): término usado para la Emperatriz. En Rusia después fue usado Emperatriz (Императрица). La Zarina podía regir el Imperio, como lo hicieron Catalina I, Catalina II, Isabel I y Ana I.
Zarévich (Цесаревич) (literalmente, 'hijo del zar'): término masculino, el título completo era «Heredero Zarévich» (Naslédnik Tsesarévich, Наследник Цесаревич), informalmente «El heredero» (Naslédnik). Tras la instauración del Imperio, todos los hijos varones del Zar que no fueran herederos pasaron a denominarse Grandes Duques.
Zarevna (царевна): término para la hija o la nieta del zar o la zarina. A la llegada del término emperador, el término zarevna se convirtió en Velíkaya Knyaguinya (Великая Княгиня), o «Gran Duquesa». También se usaba el término Zarevna para denominar a la esposa del Zarévich.

Estandarte imperial del zar, usado desde 1858 a 1917.
Estandarte imperial de la emperatriz de Rusia.
Estandarte imperial del Zarévich.

#### Poder judicial

##### Ministerio del Interior

Actual emblema del MVD.

El MVD fue creado por Alejandro I en 1802 durante el proceso de reformas para sustituir las antiguas instituciones de Pedro el Grande. Fue uno de los principales pilares del Imperio, responsable de las fuerzas policiales y la supervisión de la administración de las gubernias. Entre sus competencias iniciales también se encontraban las cárceles, cuerpos de bomberos, empresas estatales, servicio de correos, solares e inmuebles del Estado, carreteras, sanidad, clero, recursos naturales y nobleza; muchas de estas fueron transferidas a otros ministerios e instituciones gubernamentales a mediados de la década de 1800.
Tras el crecimiento del movimiento revolucionario y el asesinato del zar Alejandro II, el Departamento de Policía Estatal heredaría las funciones de policía secreta de la difunta Tercera Sección y transfirió las del más capaz Cuerpo Especial de Gendarmes a la Ojrana. Durante la Primera Guerra Mundial, el departamento creó una sección de contraespionaje.
Tras la Revolución de febrero de 1917, los gendarmes y la Ojrana fueron desmantelados por ser considerados antirrevolucionarios.

##### Departamento de Seguridad
La Ojrana, Okranka u Okrana (del ruso Охранное отделение, Ojránnoie Otdelényie, 'Departamento de Seguridad') fue el cuerpo de policía secreta del régimen zarista en Rusia desde mediados del siglo XVIII.
La Ojrana formaba parte del Ministerio de Interior (MVD), ayudada por el Cuerpo Especial de Gendarmes. Su objetivo principal era garantizar la seguridad de la familia imperial; dadas las condiciones del país entonces, esto implicaba que buena parte de sus acciones se centrasen en la represión de actividades revolucionarias, especialmente por parte de los grupos anarquistas y socialistas que planeaban acabar con la dinastía Románov.
Puesto que buena parte de las organizaciones revolucionarias contaban con sedes fuera de Rusia, la Ojrana disponía de numerosos agentes a lo largo de Europa, especialmente en París, donde Piotr Rachkovski estuvo destacado (1884-1902); muchos de estos operaban infiltrándose como topos o agentes provocadores en los grupos revolucionarios, manteniendo así informada a la oficina central de los planes de actividad e incitando a los combatientes a realizar acciones infructuosas, desesperadas o impopulares. Entre los agentes más destacados se encuentran el doctor Yákov Zhitómirski, que llegó a ser colaborador íntimo de Lenin, Yevno Azef, Dmitri Bogrov y el Padre Gapón, quien lideró la movilización pacífica de obreros masacrada por la Guardia Imperial en el Domingo Sangriento de 1905. Asimismo, la Ojrana trató de comprometer el movimiento obrero mediante la creación de sindicatos controlados por la policía, una práctica conocida como zubátovschina.
Entre otras actividades obra de la agencia se encuentra la propaganda antisemita de los Protocolos de los Sabios de Sion y el caso Beilis.
El procedimiento normal de la Ojrana incluía la entrega de los prisioneros al poder judicial para su proceso de acuerdo a la ley, con su posterior ejecución o envío a campos de trabajo del lejano Noreste siberiano conocidos como kátorgas. Sin embargo, bajo circunstancias especiales, los agentes disponían de licencia para llevar a cabo ejecuciones sumarias y torturas en caso de necesidad. La aplicación de estas últimas le valió a la organización una triste fama, solo igualada por la de su par en el régimen nazi, la Gestapo.

##### Cuerpo Especial de Gendarmes

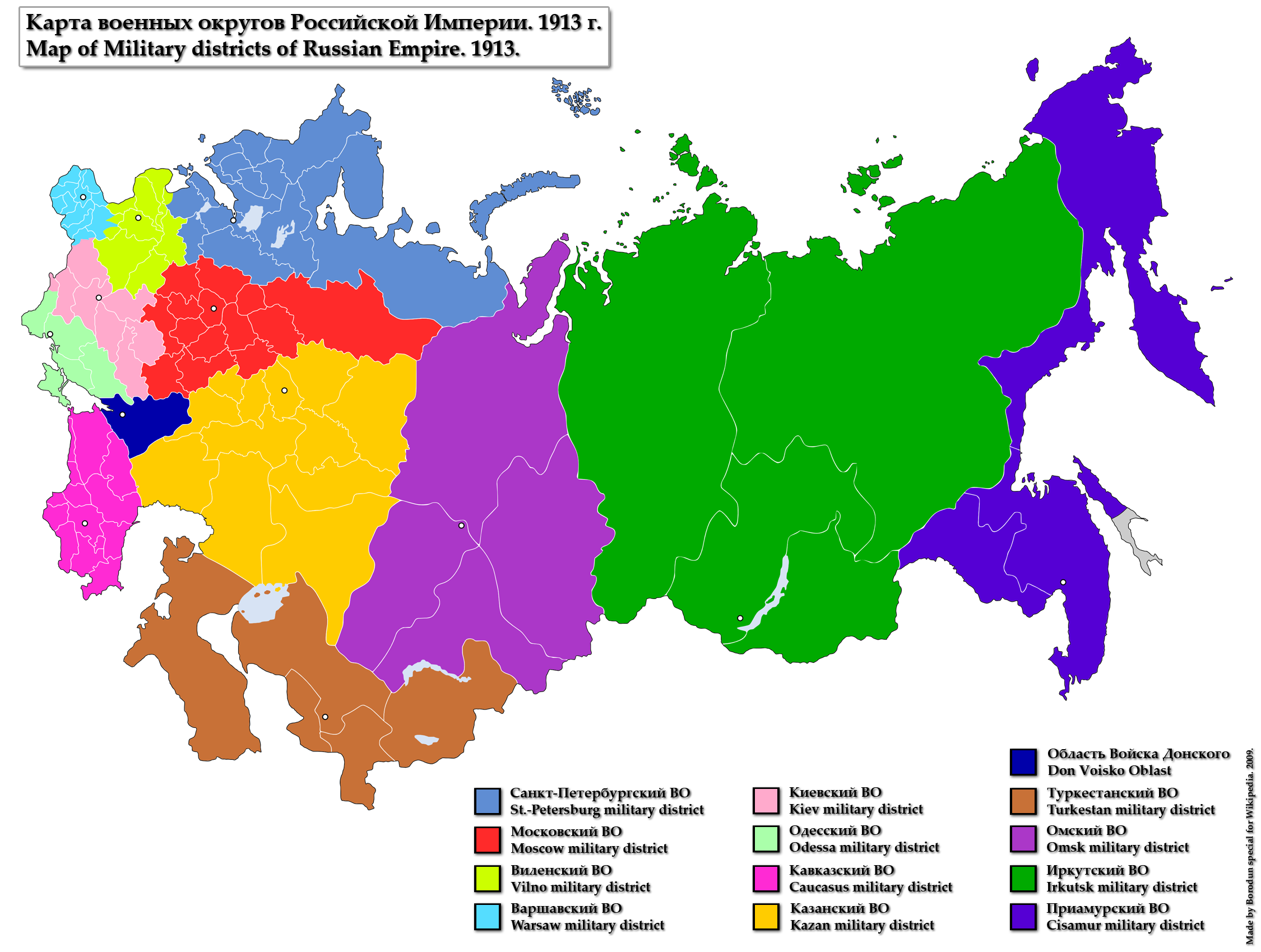
Distritos militares del Imperio ruso en 1913.

El Cuerpo especial de gendarmes (Отдельный корпус жандармов) fue una policía militar en la Rusia Imperial en el siglo XIX hasta la formación de la Unión Soviética. Sus responsabilidades principales eran reforzar las leyes y la Seguridad del estado.
La responsabilidad de los gendarmes también incluía ejecución de las órdenes de la corte, perseguir fugitivos, control de las masas, y detenimiento de criminales inusuales. Los gendarmes también podían ser asignados para asistir a la policía local.
Los precursores del cuerpo militar fueron el ejército de la gendarmería, creado en 1815 basado en el regimiento Dragones Borisoglebsky las unidades del cuerpo especial de guardias internos, o Tropas internas del ministerio de asuntos internos (en ruso: Внутренние войска Министерства внутренних делand). Después de Revuelta Decembrista, el nuevo zar Nicolás I, creó la oficina de Jefe de gendarmes en julio de 1826y apuntó al General conde Aleksandr Jristofórovich Benkendorff; todos los gendarmes fueron subordinados al este. Benkendorff fue apuntado también para Director ejecutivo de la nueva Tercera Sección de la Cancillería Imperial aunque las dos oficinas, el Jefe de Gendarmes y la Cabeza de la Tercera Sección no se unieron formalmente hasta 1839.
En 1836, la Gendarmería de Guardias Internos fue transformada en el Cuerpo Especial de Gendarmes, también bajo el Jefe de Gendarmes. Los cuerpos se dividieron en siete distritos territoriales, seis en Rusia y uno en el Reino de Polonia, cada uno teniendo un Directorio. Un Directorio principal, junto con Directorios Guberniales adicionales, fue creado. The Army's Gendarmerie regiment joined the Corps in 1842.
Los gendarmes usaban rangos de caballería de la Tabla de rangos.
Como en el estatuto de 1867, los Cuerpos consistían en:
- Directorio principal
- Vigilancia
- Cáucaso, Varsovia y distritos de Siberia
- 56 directorios Guberniales
- 50 directorios de Uyezd
- Directorios de Caminos
- San Petersburgo, Moscú y Varsovia
- 13 unidades montadas.

En 1871, los gendarmes acudieron el derecho de investigar casos políticos y criminales, como investigadores judiciales fueron rechazados.
Solo los más competentes oficiales del ejército podían unirse al cuerpo de Gendarmes. Aunque el cuerpo mantenía una poderosa imagen, su larga red de informantes y agentes servían para informar de nada más que rumores; los Gendarmes eran obviamente incapaces de infiltrarse en la realidad de las organizaciones revolucionarias. En agosto de 1880, la Tercera Sección y el cuerpo especial de Gendarmes fueron transferidos a la autoridad del Ministerio de Asuntos Interiores por propuesta del conde Mijaíl Lorís-Mélikov. La oficina del Jefe de Gendarmes fue heredado al Ministerio, y el Comandante de los Cuerpos se convirtió en el administrador. Muchos oficiales fueron transferidos para después crear el Departamento de Policía.
Después de 1902, el asesinato del ministro del MVD Dmitri Sipiaguin, el poder de la seguridad del estado fue transmitido del los Directorios de Gendarmería al Ojrana y las unidades generales del personal de contrainteligencia y el Departamento de Policía.

### División administrativa

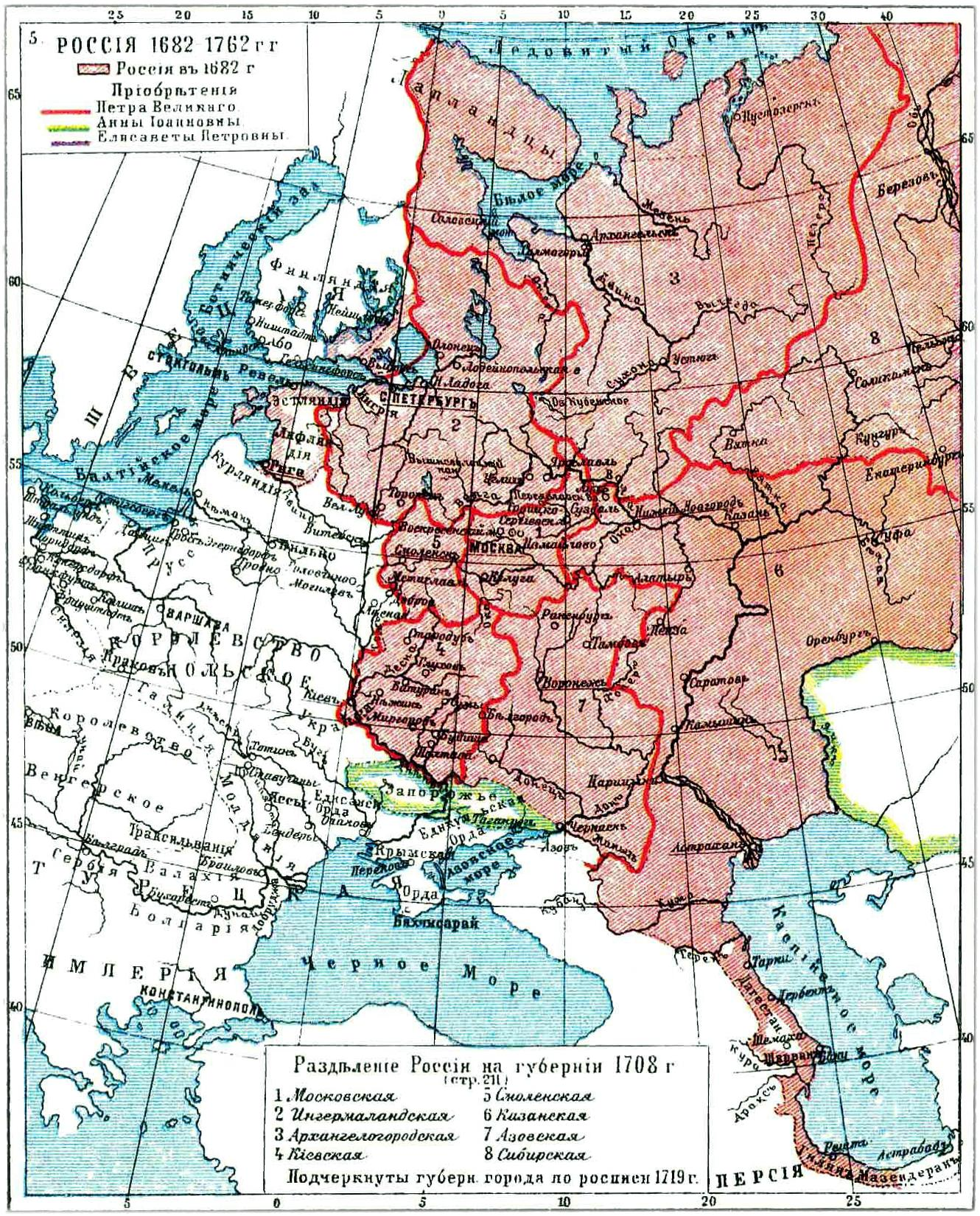
El oeste del Imperio ruso y su división interna entre 1682 y 1762 (en ruso).

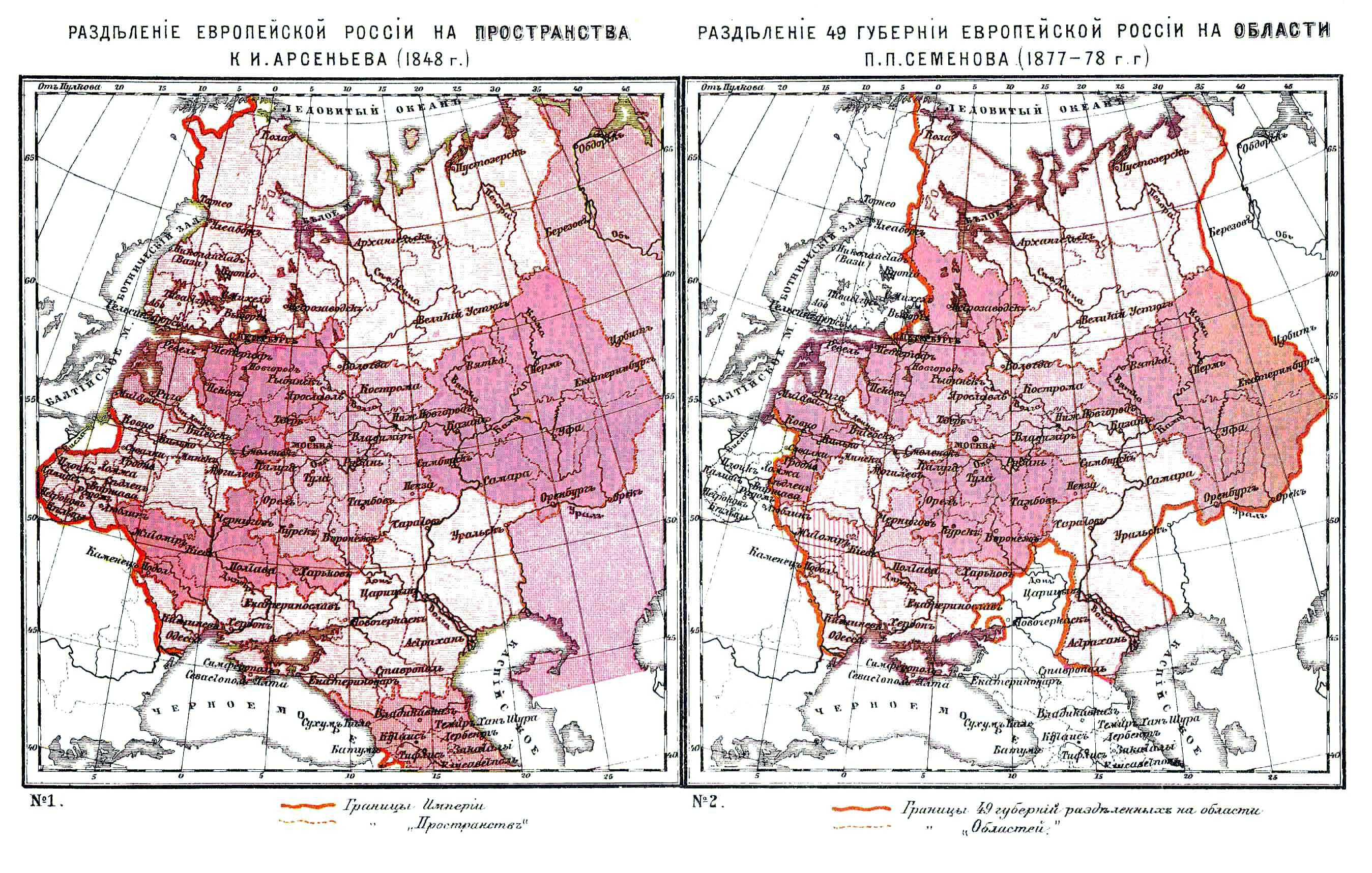
Divisiones administrativas de Rusia entre 1848 y 1878.

Antes del ucase de Pedro I de 1708, el territorio ruso se subdividía en uyezds (distritos, del ruso уезд) y vólosts (pequeños distritos rurales, del ruso волость). En 1708, en orden de mejorar la maniobrabilidad del vasto Imperio ruso, el Zar Pedro I publicó un ucase (edicto) dividiendo a Rusia en ocho regiones administrativas llamadas gubernias (gobernaciones).
La reforma de 1708 no determinó las fronteras de las gobernaciones. En su lugar, se proclamó que las ciudades dentro de la gobernación y sus tierras adjuntas representaban a la gobernatura. El 29 de mayo (9 de junio en calendario gregoriano) de 1719, Pedro proclamó otro edicto para remendar las imperfecciones del anterior, dado que las gobernaciones eran demasiado grandes e inmanejables. Al frente de la gobernación estaba el gobernador, en la provincia el voivoday en el distrito el comisario.
El Imperio ruso se formó el 22 de octubre (2 de noviembre en calendario gregoriano) de 1721. El país se dividió entonces en 11 gobernaciones: Azov (capital Vorónezh), Arjangelgorod (capital Arcángel), Kazán, Kiev, Moscú, San Petersburgo, Siberia (capital Tobolsk), Riga (1713), Astracán (1717), Nizni Nóvgorod y Reval (1719). Se establecieron nuevas gubernias a medida que se iban anexando más territorios al imperio.
Con el decreto del 12 (23) de diciembre de 1796 por Pablo I, se produjo una consolidación temporal de las gobernaciones creadas anteriormente, que se renombraron oficialmente como virreinatos. Estos cambios fueron revertidos una década más tarde.
En el siglo XIX, las demarcaciones administrativas se dividieron en 2 épocas: en la Rusia europea se mantuvo por 60 años la organización en 51 provincias, creadas dentro de las gobernaciones generales (excepto en las gobernaturas del Báltico, que incluían tres provincias). En la segunda mitad del siglo XIX y hasta el comienzo del siglo XX se crearon 20 óblasts (regiones), unidades administrativas que se correspondían a las provincias. Típicamente, las óblasts estaban ubicadas en las áreas fronterizas.
En el año 1914, vísperas de la Primera Guerra Mundial, el Imperio ruso (con capital en San Petersburgo) estaba dividido en:
- 9 gobernaciones generales (incluyendo el Virreinato del Cáucaso).
- 78 gubernias (gobernaciones) en total (de las cuales 29 estaban incluidas en las gobernaciones generales).
- 21 óblasts (provincias) en total (de las cuales 18 estaban incluidas en las gobernaciones generales).
- 2 ókrugs (distritos autónomos) en el Cáucaso.
- 2 estados vasallos del Imperio (Kanato de Jiva, Emirato de Bujará).
- 1 protectorado del Imperio (Tannu Uriankhai).

#### Gobernación General

Gobernaciones generales del Imperio ruso en 1914.

La Gobernación General (en ruso: генерал-губернаторство, gueneral-goubernatorstvo) era una división administrativa del Imperio ruso que agrupaban varios gubernias u óblasts; un gobernador general dirigía la gobernación general con poderes militares y administrativos.
- San Petersburgo
- Moscú
- Azov
- Báltico
- Bielorrusia
- Vístula
- Galitzia
- Kiev
- Lituania
- Rusia Menor
- Nikoláyev y Sebastopol
- Nueva Rusia y Besarabia
- Oremburgo y Samara
- Pskov y Maguilov
- Riazán
- Siberia
- Estepas
- Finlandia
- Virreinato del Cáucaso

#### Gubernias
Una gubernia o gobernación (en ruso: губерния; IPA: [gu'bʲɛrnʲɪjə]) (transliterado en español como gubérniya, gubernya) era la mayor subdivisión administrativa del Imperio ruso. Una gobernación estaba regida por un gobernador (en ruso: губернатор, gubernátor).
Esta subdivisión se creó a partir del edicto (ucase) del zar Pedro I de Rusia del 18 de diciembre de 1708, que dividió a Rusia en ocho gubernias. La subdivisión existió hasta la Revolución rusa de 1917. Tras de la Revolución de Febrero de 1917, el Gobierno Provisional Ruso renombró a las gubernias como comisarías gubernamentales. La Revolución de Octubre no cambió las divisiones administrativas, pero el aparato gubernamental fue sustituido por soviets gubernamentales (губернский совет).
- Gobernación de Arcángel
- Gobernación de Arjangelgorod
- Gobernación de Astracán
- Gobernación de Augustów
- Gobernación de Azov
- Gobernación de Bakú
- Gobernación de Besarabia
- Gobernación de Bélgorod
- Gobernación de Bielorrusia
- Gobernación del Cáucaso
- Gobernación de Chernígov
- Gobernación de Chernomore
- Gobernación de Cracovia
- Gobernación de Curlandia
- Gobernación de Derbent
- Gobernación de Elizavetpol
- Gobernación de Ereván
- Gobernación de Estonia
- Gobernación de las Estepas
- Gobernación de Georgia
- Gobernación de Georgia-Imericia
- Gobernación de Grodno
- Gobernación de Irkutsk
- Gobernación de Járkov
- Gobernación de Jersón
- Gobernación de Kalisz
- Gobernación de Kaluga
- Gobernación de Kazán
- Gobernación de Kaunas
- Gobernación de Kholm
- Gobernación de Kielce
- Gobernación de Kiev
- Gobernación de Kostromá
- Gobernación de Kuopio
- Gobernación de Kursk
- Gobernación de Kutaisi
- Gobernación de Lituania
- Gobernación de Livonia
- Gobernación de Łomża
- Gobernación de Lublin
- Gobernación de Mazovia
- Gobernación de Minsk
- Gobernación de Maguilov
- Gobernación de Mikkeli
- Gobernación de Moscú
- Gobernación de Nizni Nóvgorod
- Gobernación de Nueva Rusia
- Gobernación de Nóvgorod
- Gobernación de Nyland
- Gobernación de Olónets
- Gobernación de Oremburgo
- Gobernación de Oriol
- Gobernación de Oulu
- Gobernación de Penza
- Gobernación de Perm
- Gobernación de Piotrków
- Gobernación de Płock
- Gobernación de Podlaquia
- Gobernación de Podolia
- Gobernación de Poltava
- Gobernación de Polotsk
- Gobernación de Pskov
- Gobernación de Radom
- Gobernación de Riazán
- Gobernación de Rusia Menor
- Gobernación de San Petersburgo
- Gobernación de Sakartvelo
- Gobernación de Samara
- Gobernación de Sandomierz
- Gobernación de Sarátov
- Gobernación de Shemaka
- Gobernación de Siberia
- Gobernación de Siedlce
- Gobernación de Simbirsk
- Gobernación de Smolensk
- Gobernación de Stávropol
- Gobernación de Suwałki
- Gobernación de Tambov
- Gobernación de Táurida
- Gobernación de Tavastehus
- Gobernación de Tiflis
- Gobernación de Tobolsk
- Gobernación de Tomsk
- Gobernación de Tula
- Gobernación de Turku y Pori
- Gobernación de Tver
- Gobernación de Ufá
- Gobernación de Uleaborg
- Gobernación de Vaasa
- Gobernación de Varsovia
- Gobernación de Viatka
- Gobernación de Vilna
- Gobernación de Vítebsk
- Gobernación de Vladímir
- Gobernación de Vólogda
- Gobernación de Volinia
- Gobernación de Vorónezh
- Gobernación de Víborg
- Gobernación de Yaroslavl
- Gobernación de Yekaterinoslav
- Gobernación de Yeniseisk

#### Óblasts

Gubernias y óblast de Rusia en 1914.

Los óblasts o provincias eran las unidades administrativas básicas del Imperio ruso y formaban partes de gobernaciones generales o de krais. 
- Óblast de Akmolinsk
- Óblast de Amur
- Óblast de Arcángel
- Óblast de Armenia
- Óblast de Astracán
- Óblast de Batumi
- Óblast de Belostok
- Óblast de Besarabia
- Óblast del Caspio
- Óblast del Cáucaso
- Óblast de Daguestán
- Óblast de Ekaterimburgo
- Óblast de Ferganá
- Óblast de Imeretia
- Óblast de Irkutsk
- Óblast de Kamchatka
- Óblast de Kamenetz
- Óblast de Kars
- Óblast de Kostromá
- Óblast de Kubán
- Óblast de Kwantung
- Óblast de Nérchinsk
- Óblast de Nóvgorod
- Óblast de Ojotsk
- Óblast de Omsk
- Óblast de Olónets
- Óblast de Oremburgo
- Óblast de Perm
- Óblast de Primorie
- Óblast de Sajalín
- Óblast de Samarcanda
- Óblast de San Petersburgo
- Óblast de Semipalatinsk
- Óblast de Semirechye
- Óblast de Siberia kirguisa
- Óblast de Sir Daria
- Óblast de Táurida
- Óblast de Tarnopol
- Óblast de Tersk
- Óblast de Tobolsk
- Óblast de Tomsk
- Óblast de Transbaikalia
- Óblast de Transcaspia
- Óblast de Turgay
- Óblast del Turkestán
- Óblast de Ufá
- Óblast de Úglich
- Óblast de Unzha
- Óblast de Uralsk
- Óblast del Voisko del Don
- Óblast de Veliki Ústiug
- Óblast de Vólogda
- Óblast de Yakutsk
- Óblast de Yaroslavl

#### Krais
El Imperio ruso algunas veces incluyó como parte de su organización territorial subdivisiones conocidas como krais (territorios), como división transitoria entre una gubernia u óblast. Algunos de estos krais eran:
- Krai del Cáucaso
- Krai del Noroeste
- Krai del Suroeste
- Krai del Turkestán
- Krai del Vístula
- Krai de Tarnopol
- Krai de Uriankhai
- Krai Occidental

#### Uyezds y ókrugs

Uyezds de Rusia en 1897.

El uyezd (ruso: уе́зд) era una entidad subnacional dentro del Imperio ruso equivalente a un distrito. Consistía en un centro administrativo y las aldeas a su alrededor. No había uyezd en toda Rusia, tanto las gubernias como los óblasts siberianos y de Asia central se dividieron en ókrugs (literalmente "círculos").

### Relaciones internacionales

#### Embajadas y misiones diplomáticas de Rusia
| Estado                                       | Representación   | Lugar            |
| -------------------------------------------- | ---------------- | ---------------- |
| Abisinia                                     | Misión           | Adís Abeba       |
| Imperio austrohúngaro                        | Embajada         | Viena            |
| Estados Unidos                               | Embajada         | Washington       |
| Argentina                                    | Misión           | Buenos Aires     |
| Baden                                        | Misión           | Karlsruhe        |
| Baviera                                      | Misión           | Múnich           |
| Bélgica                                      | Misión           | Bruselas         |
| Bulgaria                                     | Misión           | Sofía            |
| Brasil                                       | Misión           | Río de Janeiro   |
| Brunswick                                    | Misión           | Brunswick        |
| Costa Rica                                   | Embajada         | San José         |
| Colombia                                     | Misión           | Bogotá           |
| Emirato de Bujará                            | Agencia Política | Bujará           |
| Reino Unido                                  | Embajada         | Londres          |
| Wurtemberg                                   | Misión           | Stuttgart        |
| Ciudades libres de Hamburgo, Lübeck y Bremen | Misión           | Hamburgo         |
| Prusia                                       | Embajada         | Berlín           |
| Hesse                                        | Misión           | Wiesbaden        |
| Grecia                                       | Misión           | Atenas           |
| Dinamarca                                    | Misión           | Copenhague       |
| Jedivato de Egipto                           | Misión           | El Cairo         |
| España                                       | Embajada         | Madrid           |
| Italia                                       | Embajada         | Roma             |
| China                                        | Misión           | Pekín            |
| Luxemburgo                                   | Misión           | Luxemburgo       |
| Marruecos                                    | Misión           | Tánger           |
| Mecklemburgo-Strelitz                        | Misión           | Neustrelitz      |
| México                                       | Misión           | Ciudad de México |
| Países Bajos                                 | Misión           | La Haya          |
| Noruega                                      | Misión           | Oslo             |
| Oldemburgo                                   | Misión           | Oldemburgo       |
| Perú                                         | Misión           | Lima             |
| Paraguay                                     | Misión           | Asunción         |
| Persia                                       | Misión           | Teherán          |
| Portugal                                     | Misión           | Lisboa           |
| Rumania                                      | Misión           | Bucarest         |
| Sajonia                                      | Misión           | Dresde           |
| Sajonia-Altemburgo                           | Misión           | Weimar           |
| Sajonia-Coburgo y Gotha                      | Misión           | Gotha            |
| Santa Sede                                   | Misión           | Roma             |
| Serbia                                       | Misión           | Belgrado         |
| Siam                                         | Misión           | Bangkok          |
| Imperio otomano                              | Embajada         | Constantinopla   |
| Uruguay                                      | Misión           | Montevideo       |
| Imperio francés y Segundo Imperio francés    | Embajada         | París            |
| Montenegro                                   | Misión           | Cetiña           |
| Chile                                        | Misión           | Santiago         |
| Suiza                                        | Misión           | Berna            |
| Suecia                                       | Misión           | Estocolmo        |
| Japón                                        | Embajada         | Edo/Tokio        |
| Venezuela                                    | Misión           | Caracas          |

#### Relaciones anglo-rusas
El Reino Unido y el Imperio ruso concluyeron el Entente Anglo Ruso el 31 de agosto de 1907, en San Petersburgo. Definieron sus esferas de interés en respecto a Persia, el Bajo Turquestán y el Tíbet, con Rusia tomando las áreas al norte y el Reino Unido el golfo Pérsico, en el sur. Otra de sus prioridades discutidas era revisar el expansionismo colonial de Alemania.
El entente Anglo Ruso junto con el Entente Cordiale y la Alianza francesa, formó el Triple Entente entre Gran Bretaña, Francia y Rusia.

#### Relaciones sino-rusas
El primer contacto diplomático entre la Rusia Imperial y la China Imperial tuvo lugar en 1660 como resultado de un conflicto sobre la zona oeste del río Amur. En 1689 los dos países firmaron el tratado de Nérchinsk, que concedió el territorio a China. Se estableció la frontera siguiendo los montes Stanovói y el río Argún, y se iniciaron relaciones comerciales con China.
En 1858, durante la segunda guerra del Opio, China se convirtió en el «Hombre enfermo de Asia», mientras que Rusia se fortalecía, anexionando finalmente la zona izquierda del río Amur, incluyendo Manchuria exterior y la isla de Sajalín, por los tratados de Unequal y Aigun. Por 1899, la Rebelión de los Boxers desafió el poder de la Triple Entente, que previamente fue ratificada en la Convención de Pekín de 1860.
Los dos países vieron sus monarquías abolidas durante la segunda década del siglo XX, la dinastía Qing en 1912, siguiendo a la revolución de Xinhai y la dinastía Románov en 1918, siguiendo la Revolución de Octubre, dirigida por Vladímir Ilich Uliánov, más conocido como "Lenin", que dieron comienzo a la República de China y la Unión de Repúblicas Soviéticas Socialistas, respectivamente.

#### Relaciones perso-rusas

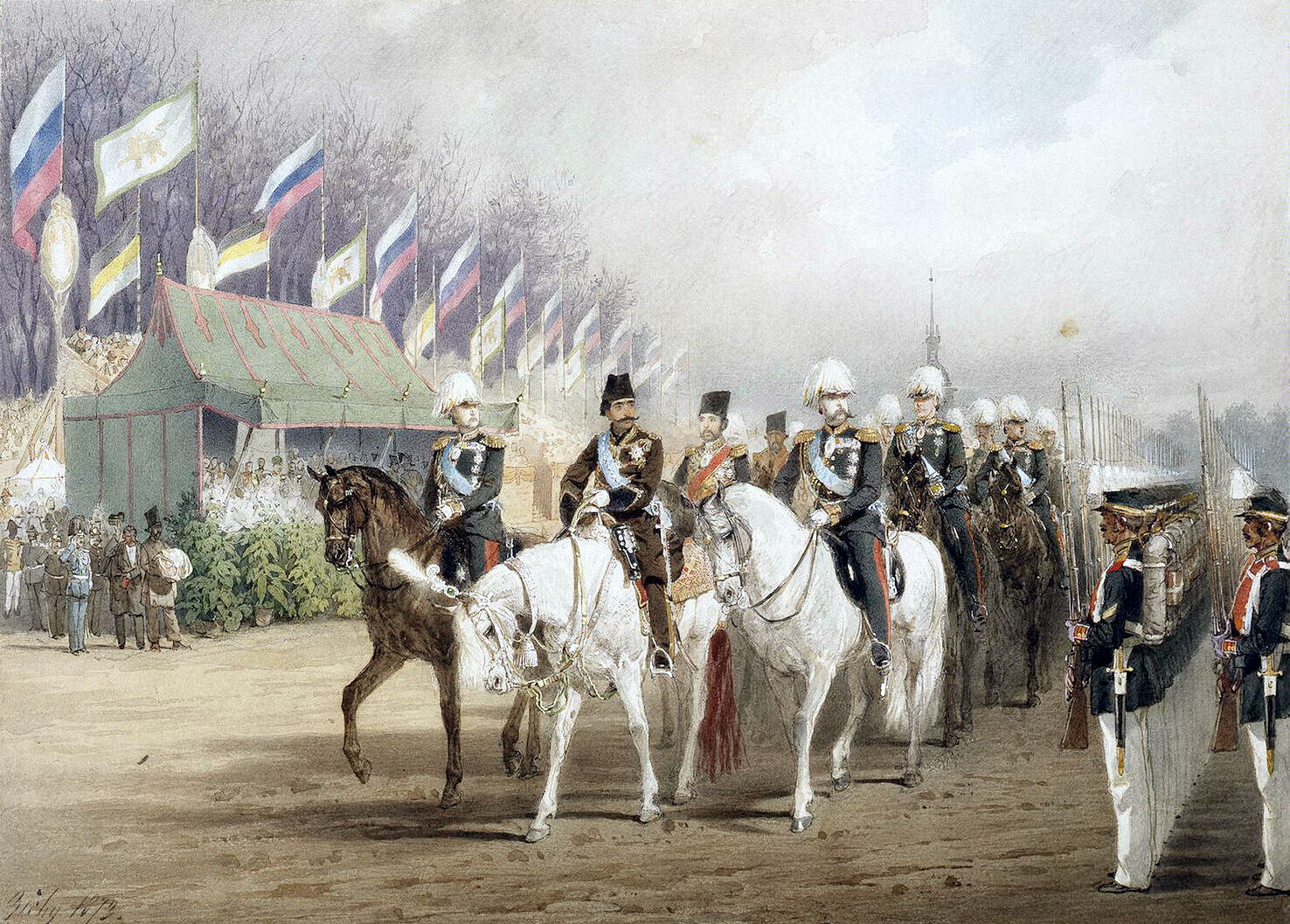
Alejandro II de Rusia y Nasereddín Sah Kayar en San Petersburgo, 1873

Las relaciones perso-rusas particularmente se levantaron con la debilitación del Imperio safávida, que le dio camino a la dinastía kayar, que rápidamente fue absorbida al manejo del caos nacional, mientras que rivalizaba con los poderes coloniales, esto le ayudó a mantener una posición estable en la región. Mientras que los portugueses, británicos y neerlandeses, competían por el sur de Persia y el golfo pérsico, la Rusia Imperial dejó el sur para establecer una esfera de influencia sobre el norte.
Plagado de políticas internas, el gobierno Qafárida se encontró incapaz de levantarse ante esta amenaza, incluso irreconociendo la amenaza rusa en el norte.
La debilitada y en bancarrota corte real, bajo el sah Fath Ali, fue forzado a firmar el Tratado de Gulistán en 1813, seguido del segundo Tratado de Turcmanchái, los dos tratados juntos son los actuales para las fronteras entre Azerbaiyán, Armenia e Irán después de los esfuerzos de Abbas Mirza, Persia falló en defender el frente Caucásico.
Con la Rusia Imperial continuamente avanzando hacia el sur en el curso de dos años de continuas guerras, los tratados de Turcmanchái y Gulistán en las fronteras occidentales, más la inesperada muerte de Abbas Mirza en 1823 y el asesinato del gran visir (Mirza Abol Qasem Qa'im Maqām), Persia perdió su establecimiento tradicional en Asia Central hacia los ejércitos zaristas. Los ejércitos rusos ocuparon las costas del mar Aral en 1849, Taskent en 1864, y Bujará en 1867, Samarcanda en 1868, y Jiva y el Amu Daria en 1873. El Tratado de Ajal fue la mayor pérdida frente al emergente poder global ruso.
Para el fin del siglo XIX, el dominio ruso se vio tan pronunciado que Tabriz, Qazvin y otras de estas importantes ciudades, fueron ocupadas por el Imperio ruso y el gobierno central de Teherán se le dejó tan poco poder que no podía incluso elegir a sus propios ministros, si aprobación del Consulado anglo ruso.
Un resultado del descontento popular en contra de la presencia rusa en el país, se convirtió en el Movimiento constitucionalista de Gilán. La revolución encabezada por Mirza Kuchakkan produjo una confrontación entre los rebeldes y el ejército ruso, que fue aplastado y el país por esos momentos le perteneció a Rusia, a punto de anexarlo, pero la toma del país se vio interrumpida por la Revolución de octubre de 1917.

#### Relaciones mexicano-rusas
A fines de la década de 1820, se establecieron contactos entre representantes de los gobiernos mexicano y ruso en Londres, con la intención mexicana de firmar acuerdos comerciales que también ayudasen a frenar la expansión rusa hacia las Californias. Sin embargo los rusos consideraron que el intercambio comercial entre ambos países era demasiado pequeño como para un tratado.
El barón Ferdinand von Wrangel, comandante militar de las posesiones rusas en América, estableció contacto con el gobierno mexicano durante un viaje a través de México entre 1835 y 1836. Sin embargo, la inestabilidad del gobierno mexicano durante el siglo XIX impidió un progreso en el establecimiento de relaciones formales entre ambos países.
No fue sino hasta 1890 que el zar Alejandro III, envió a México al barón Roman Rozen como ministro plenipotenciario de Rusia. En 1891, México designó a Pedro Rincón Gallardo como embajador de México en Rusia. Se establecieron así consulados rusos en Guadalajara, Monterrey, Veracruz y la Ciudad de México, así como oficinas consulares mexicanas en Helsinki, Moscú, Riga y San Petersburgo. Posteriormente, en 1909, se firmó un tratado de comercio entre Rusia y México; sin embargo, las respectivas revoluciones de ambos países en la década de 1910-1920 obligaron a una reorganización en las relaciones diplomáticas bajo los regímenes sucesores de dichas revoluciones.

## Efecto en los territorios conquistados

### Ingria

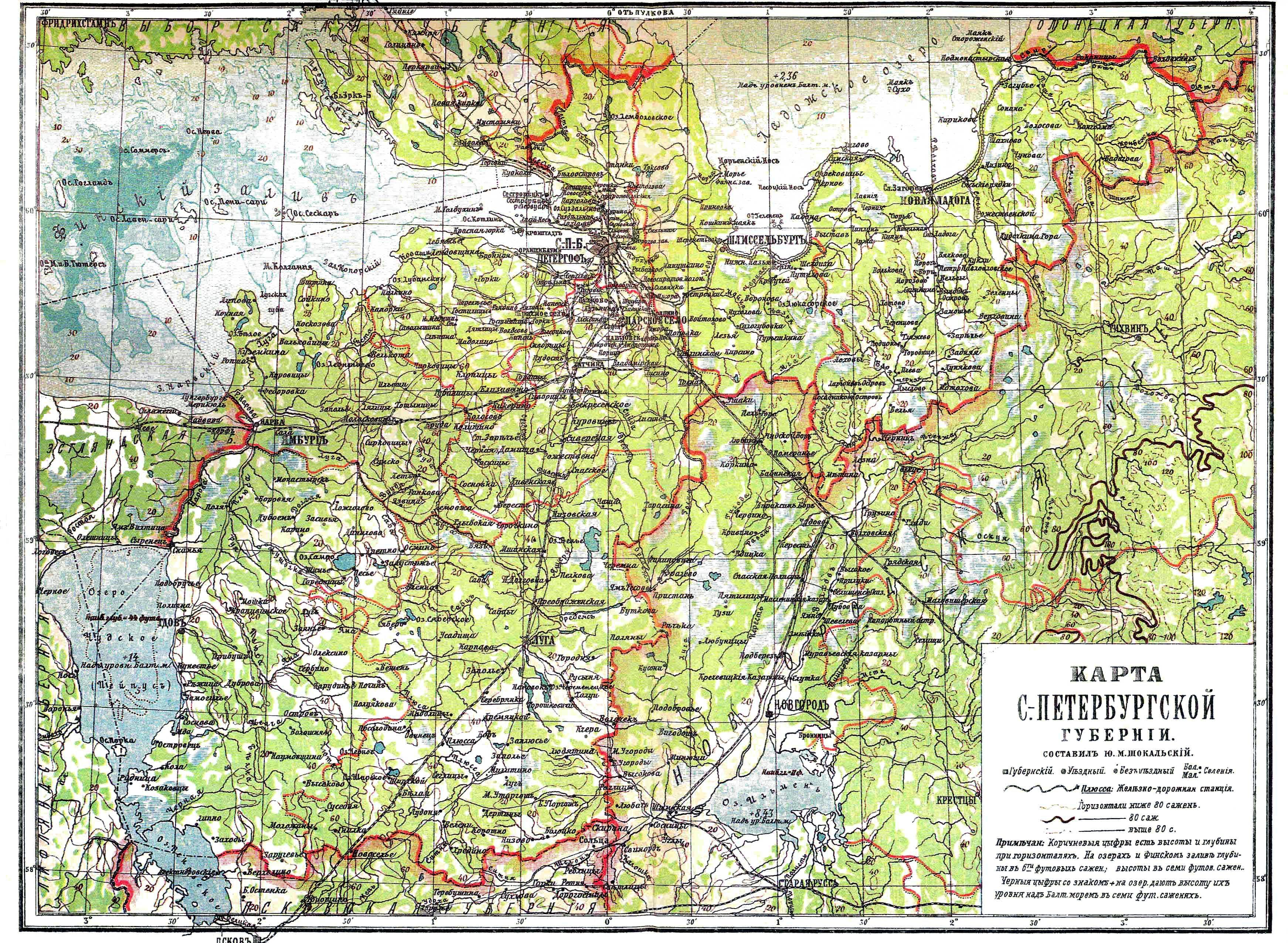
Mapa de la Gobernación de San Petersburgo en 1900.

Gracias a la conquista de la tierra de Ingria del Imperio sueco, Pedro I se otorgó el título de Emperador y fundó, en 1703, la nueva capital del imperio: San Petersburgo.
Pedro estableció Ingria como el Ducado de Ingermanland, con el príncipe Aleksandr Ménshikov como primer y último duque, hasta que en 1710 se estableció como la Gobernación de San Petersburgo.

### Polonia
La independencia de Polonia terminó con una serie de particiones de Polonia (1772, 1793 y 1795) entre Rusia, Prusia y Austria, con Rusia ganando la mayor parte del territorio de la Mancomunidad incluyendo todos los territorios de Lituania, (excepto Podolia y las tierras al oeste del Niemen), Volinia y Ucrania, Livonia y Curlandia. Austria ganó las pobladas tierras del sur, la región de Galitzia-Volinia, En 1795 Austria ganó también las tierras entre Cracovia y Varsovia, entre el Vístula y el Pilica. Prusia adquirió las tierras al oeste del mar Báltico, por Cracovia y la Gran Polonia, así como Varsovia y los territorios lituanos del noreste (Augustov, Mariampolé) y Podolia. El último intento heroico para salvar la independencia polaca fue una revuelta nacional en 1794 liderada por Tadeusz Kosciuszko, pero fue aplastada finalmente.
Después de que el emperador francés Napoleón I derrotara a Prusia, instauró un estado con la tutela francesa, el Gran Ducado de Varsovia. Cuando el Imperio austríaco fue vencido en 1809, Lodomeria fue añadida al ducado dándole una población de 3.75 millones de habitantes, un cuarto de la población de la Mancomunidad. Los nacionalistas polacos se quedaron como aliados de Francia hasta bien entrado el siglo XX.
Con la derrota de Napoleón, el Congreso de Viena en 1815 convirtió el Ducado en el zarato de Polonia y se le fue entregado a Rusia. El Congreso se independizó, con la caída del Imperio ruso en 1917 convirtiéndose en la República de Polonia.

### Finlandia

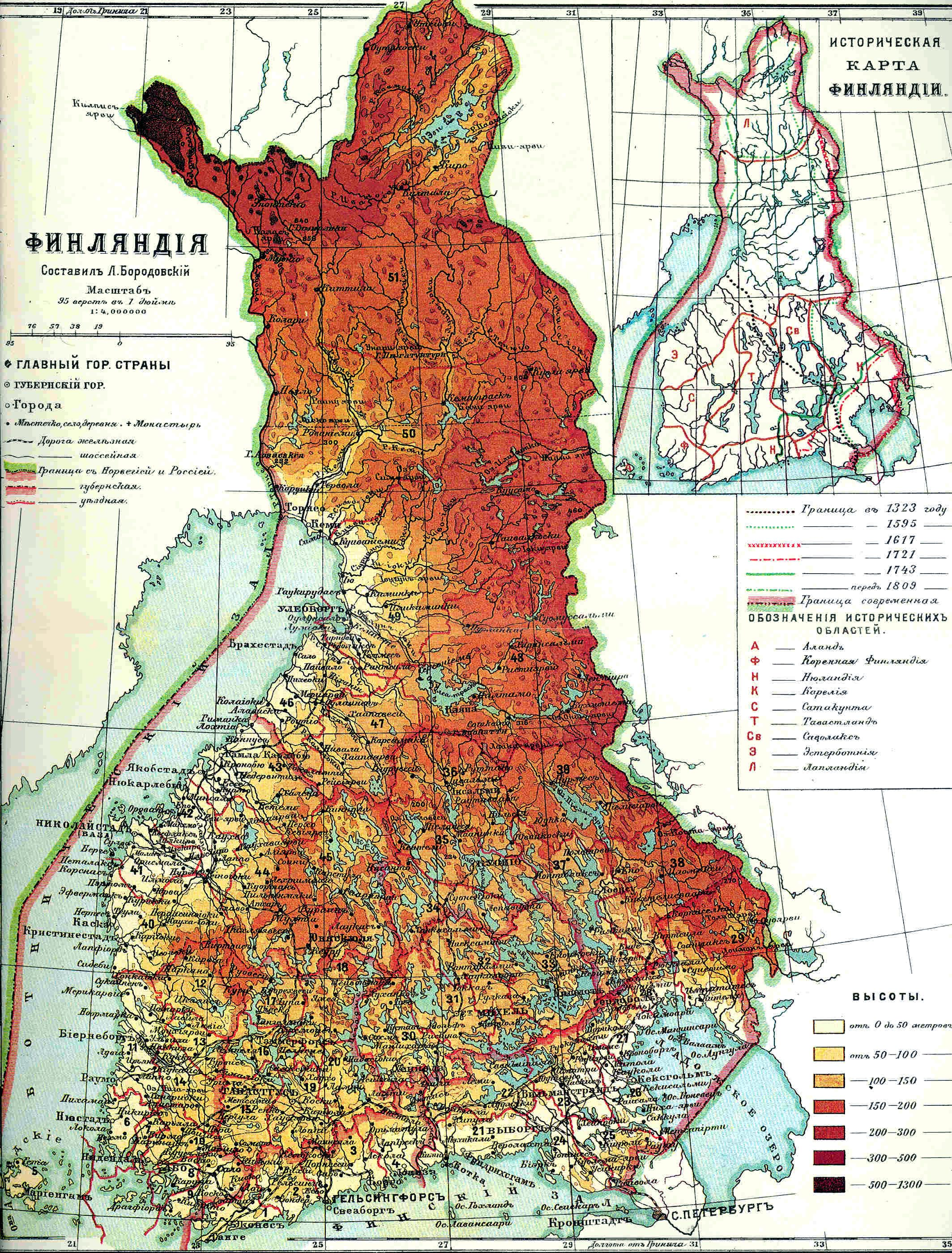
Gran Ducado de Finlandia

Durante la Guerra Finlandesa entre Suecia y Rusia, Finlandia fue conquistada por los ejércitos del zar Alejandro I de Rusia. Los cuatro estados de la Finlandia ocupada por Suecia fueron reorganizados en el Congreso de Porvoo el 29 de mayo de 1809. Finlandia se convirtió en un Principado de Rusia hasta 1917, cuando la nación obtiene su independencia y se convierte la República de Finlandia posteriormente de intentar establecer una monarquía sin éxito.

### Letonia
En el comienzo del siglo XVIII, la Gran Guerra del Norte, fue enfrentada entre Rusia y Suecia. El curso de la guerra fue directo al territorio letón, que al final de la Guerra le perteneció a Rusia. Una de las metas era asegurar el rico puerto de Riga. En 1710, el zar ruso, Pedro el Grande, aseguró Vidzeme y luego Curlandia para formar una provincia.
Desde Vidzeme a Riga, Rusia obtuvo un claro pasaje a Europa. Para el fin del siglo XVIII, gracias a las particiones polacas, todo el territorio de la actual Letonia estuvo bajo mandato ruso. Con la llegada de la revolución de 1905 el descontento popular empezó, y el 18 de noviembre de 1918 la Gobernación de Riga se convirtió en la República independiente de Letonia.

### Georgia
La absorción de Georgia en el Imperio ruso fue un proceso en varias etapas. El interés ruso por Georgia comenzó a fines del siglo XVI cuando los zares llegaron a estar cada vez más interesados en la extensión en el Oriente medio y los principados georgianos estaban bajo la presión del Imperio otomano y del Imperio persa en el siglo XVIII. Los reinos unidos de Kartli y de Kajeti aceptaron la protección rusa en 1783. En menos de dos décadas la protección se transformó en absorción durante el primer tercio del siglo XIX y todas las tierras georgianas se convirtieron en parte del Imperio ruso. Fue un proceso colonial clásico. Como los demás Estados principales de Europa, Rusia invirtió mucha energía militar, política, y económica en la extensión de su Imperio colonial.

### Asia central

#### Jiva
El descubrimiento de oro en los bancos del Amu Daria durante el reino de Pedro el Grande en Rusia, junto con el deseo de Rusia para abrir una ruta hacia la India, produjo una expedición armada, bajo el príncipe Aleksandr Bekóvich-Cherkaski, consistente en unos 4000 hombres.
En cuanto recibió a la expedición, el kan jivano estableció un campo bajo pretensión de buena voluntad, y después atacó y saqueó los envíos. Pedro I, entablado con sus guerras en contra del Imperio sueco y del otomano, ni se inmutó con la noticia.
El zar Pablo I también intentó conquistar la ciudad, pero su expedición pésimamente manejada y poco apoyada terminó en un completo fracaso. Durante los gobiernos de los zares Alejandro II y III, grandes esfuerzos por anexar la ciudad fueron hechos.

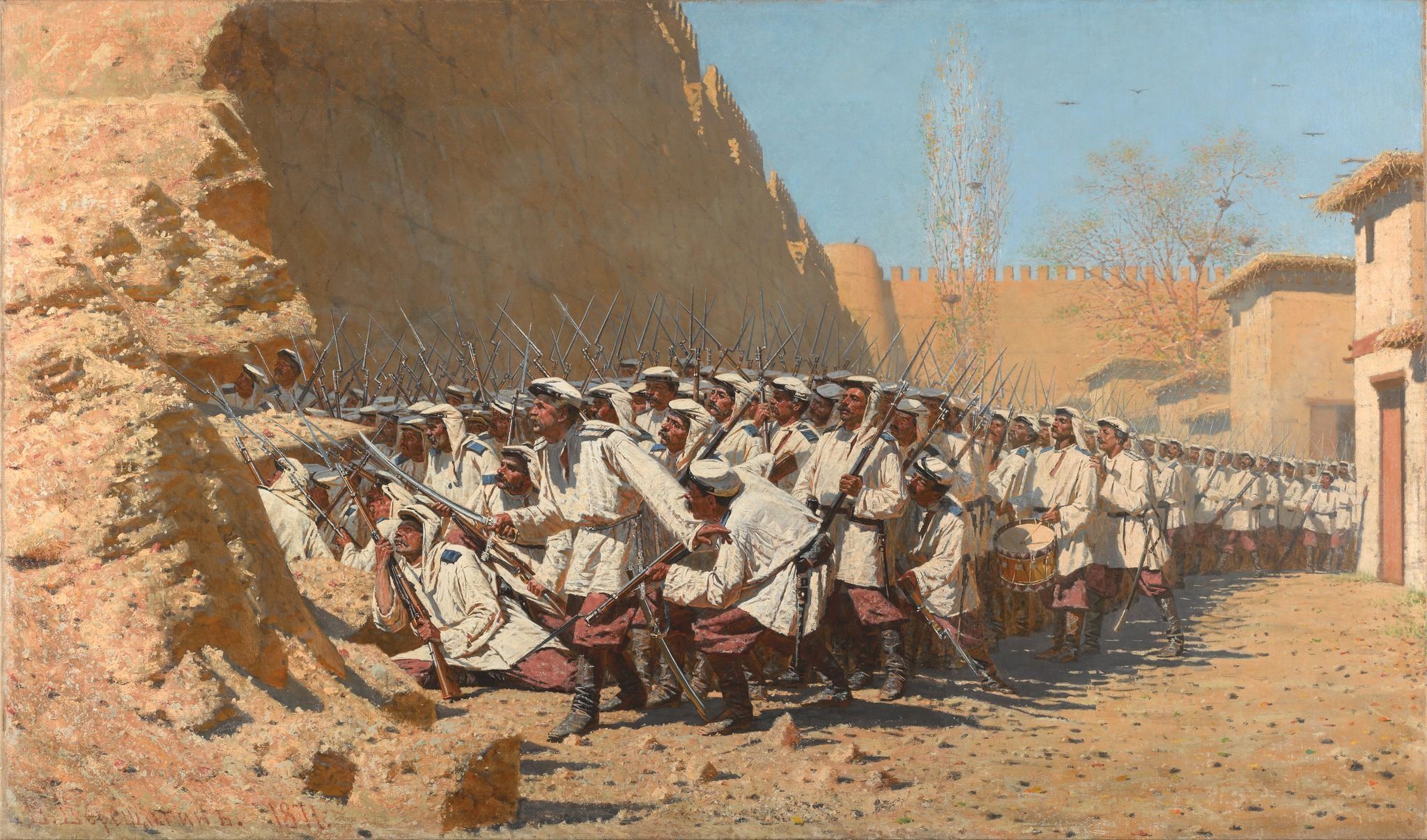
Fuerzas rusas tomando Jiva, pintura de Vasili Vereschaguin.

Otro episodio sucedió en el llamado "Gran Juego", involucrando una expedición rusa, que pretendía liberar a los esclavos vendidos por los agresores turcomanos de la frontera rusa en el Mar Caspio, pero también para extender sus territorios mientras los ingleses se enfrascaban en la primera guerra anglo-afgana en 1839. La expedición comandada por el general Vasili Alekséyevich Perovski, general de las legiones de Oremburgo, consistía en 5200 soldados de infantería y 10 000 camellos. Por la mala planificación, pésima logística y un poco de mala suerte, salieron en noviembre de 1839 en uno de los peores inviernos de la historia del Turquestány fueron forzados a regresar el 1 de febrero del siguiente año a Oremburgo, sufriendo más de mil pérdidas sin un solo tiro.
Al mismo tiempo, los británicos, preocupados por los intentos rusos de anexar Jiva, lanzaron, su esfuerzo por anexar las tierras, un general disfrazado de afgano en Herat, el Capitán James Abbott, comenzó sus movimientos en Nochebuena hacia Jiva, llegó al lugar el año de 1840 en enero. Dejó la ciudad el 7 de marzo de 1840, fue a Fuerte Aleksándrovsky y fue traicionado posteriormente por su guía. Después de todo sus superiores en Herat, al no saber de su destino, enviaron a otro oficial, el teniente Richmond Shakespear. Era evidentemente que Shakespeare fue más acertado que Abbott, ya que de alguna forma habló con el Kan para que no solamente liberara a todos los rusos bajo su control, pero también haciéndose propiedad de los esclavos rusos, lo cual era castigado con la muerte. Los eslavos libres y Shakespeare llegaron a Fuerte Aleksándrovsk el 15 de agosto de 1840, y Rusia perdió su motivo para conquistar a Jiva.
El Kanato gradualmente, empezó a disminuir su tamaño por la presión y conquista rusa en el Turquestán, y en 1873, después de que Rusia conquistará las ciudades vecinas de Samarcanda y Taskent, el general Von Kaufman, lanzó un ejército de 13 000 soldados a Jiva, que cayó el 28 de mayo de 1873y Jiva fue reducida a un protectorado ruso.

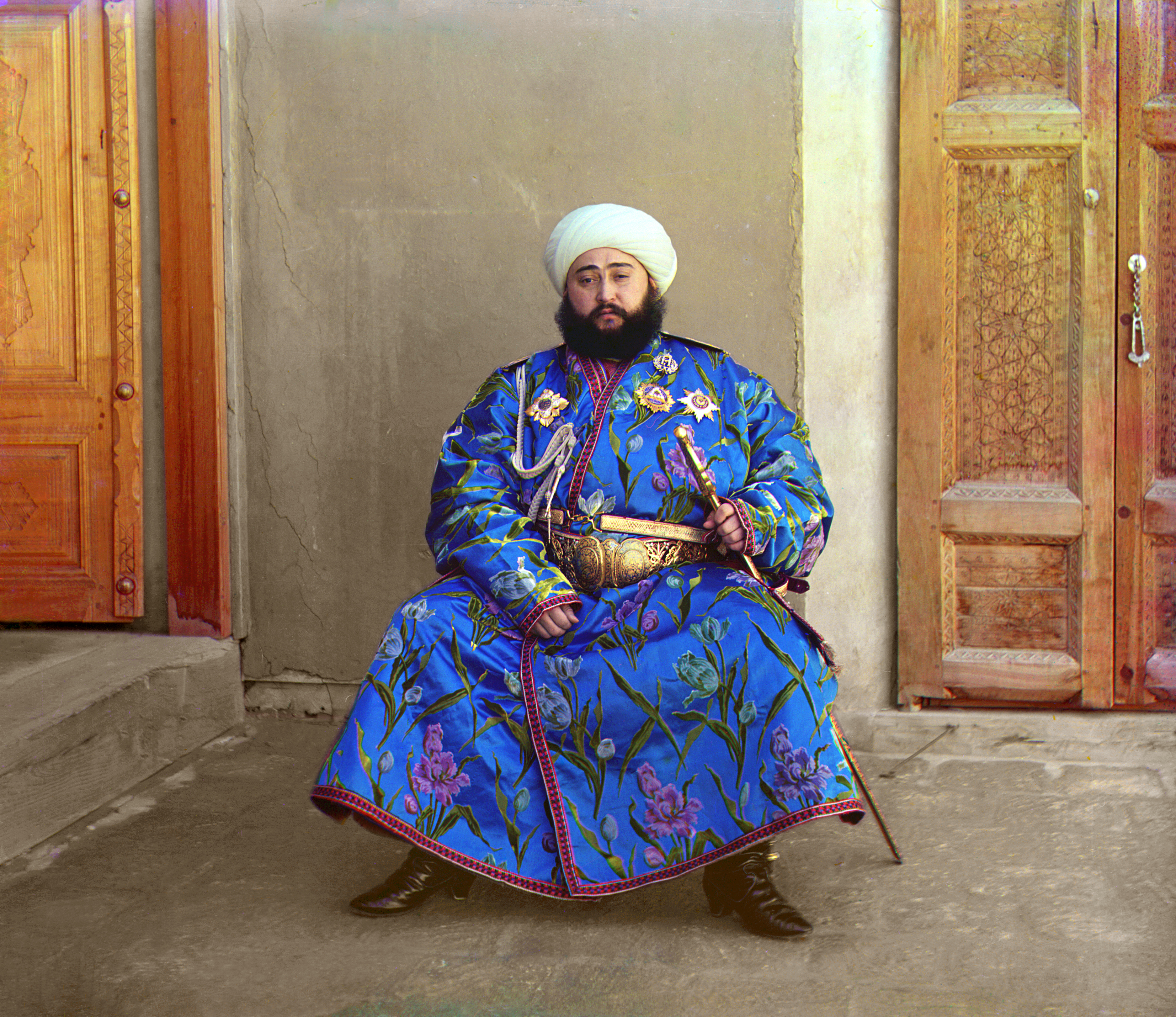
Mohammed Alim Khan en 1911.

#### Bujará
El emirato de Bujará fue creado oficialmente en 1785, tras la asunción del Emir (de la dinastía Mangit), Shah Murad. En el transcurso del siglo XVIII, los emires lentamente habían adquirido el control efectivo del Kanato de Bujará, desde su empleo militar como ataliq. En los años de 1740, cuando el Janato fue conquistado por Nadir Shah de Persia, fue evidente que los emires tenían el verdadero poder en Bujará.

## Economía

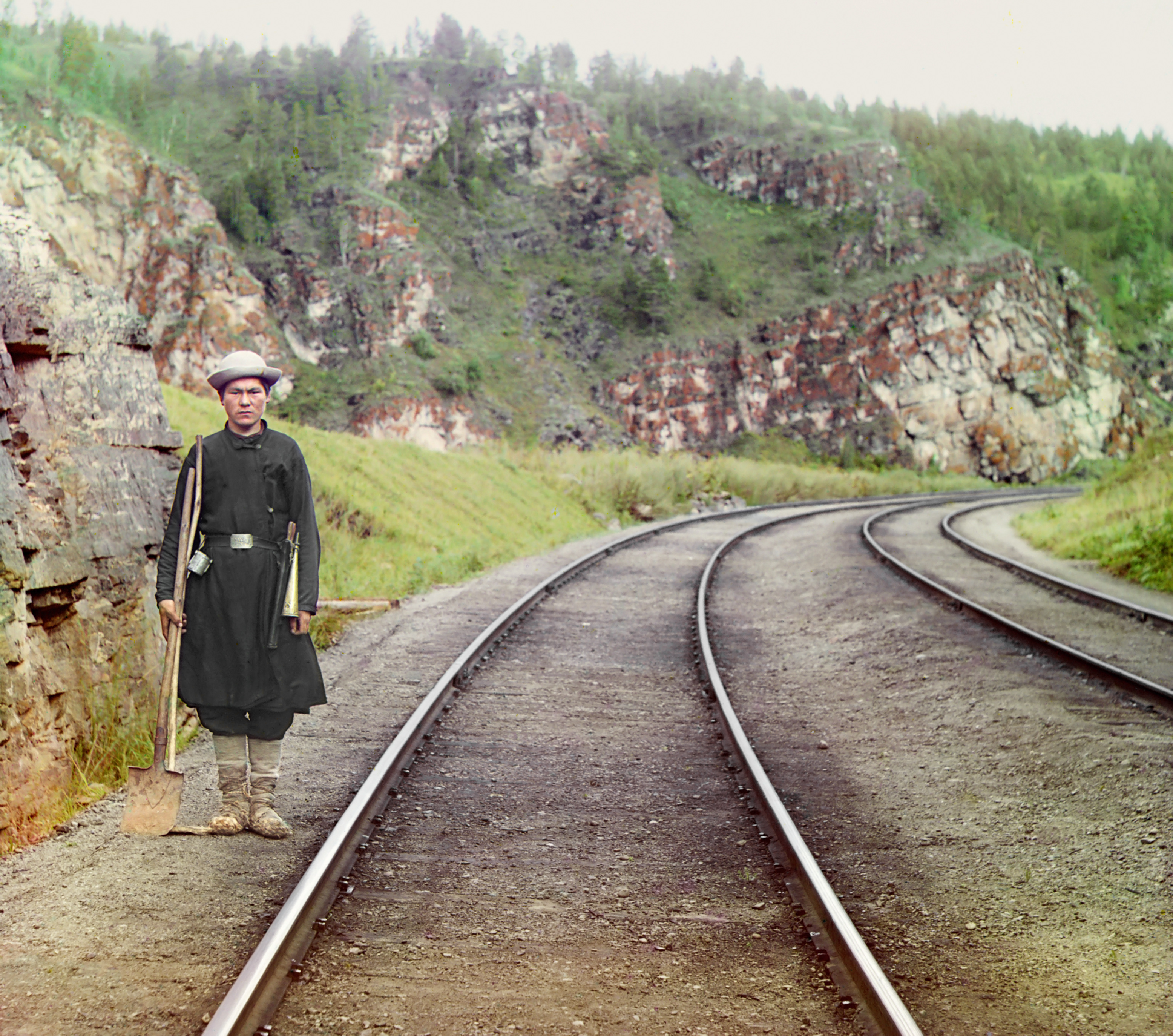
Vía férrea del Transiberiano; foto tomada por Serguéi Prokudin-Gorski.

En 1891, el trabajo sobre el ferrocarril transiberiano comenzó, y en 1895 el del ferrocarril transcaspiano. Los historiadores han observado que con el ascenso de Nicolás II de Rusia al trono en 1894, el ritmo de la industrialización rusa se incrementó. Otro factor era la alianza francesa; los bancos franceses invirtieron considerablemente en Rusia. En 1897 Rusia adoptó el patrón oro, una medida que animó la inversión extranjera y ayudó a acelerar el proceso de industrialización. En 1914 el Imperio ruso era la quinta potencia económica (industrial y comercial) del mundo, casi alcanzando a Francia.
En 1892, el Imperio ruso tenía una red del ferrocarril de una longitud combinada de 31.202 km, en 1905 de 61.085 kilómetros (que sobrepasaban Alemania como país de Europa con el sistema de ferrocarril más largo en el 1899), en 1914 alcanzaba los 70.000 km (la tercera red del mundo tras los EE. UU. y el Imperio británico). En 1892 las exportaciones de arrabio de Rusia ascendieron a 1,1 millones de toneladas métricas (lo que equivale a menos de 1/6 de las exportaciones de Gran Bretaña), en 1905 que se había levantado a 2,7 millones de toneladas métricas o más a de 1/4 de la salida británica. En 1892, las minas de carbón rusas produjeron 6,9 millones de t de carbón; en la producción 1905 alcanzada 18,7 millones de t.
Mientras que las cifras que indicaban el crecimiento industrial eran impresionantes —la industria de Rusia creció más rápidamente que la de Gran Bretaña y de Alemania— Rusia todavía se retrasó lejos detrás de las naciones industrializadas en términos per cápita de consumo. La población de Rusia también creció más rápidamente que el de naciones de Europa occidental; la población del Imperio ruso alcanzó 125.000.000 en 1894, 146.000.000 en 1904, 175.000.000 en 1914. La industrialización rápida también significó la urbanización rápida.
En contraste con las naciones industrializadas de Europa central y occidental, Rusia continuada para ampliar perceptiblemente las tierras de labrantío en donde el grano, la patata, etcétera, fueron cultivados desde los 13,4 millones de ha en 1895 a 20 millones en 1905 (figuras para las provincias europeas del Imperio ruso sin Polonia); la producción del trigo se levantó a partir de 8,4 millones de toneladas métricas en 1895 a 12,8 millones de 1905, cosecha de la patata a partir de 21,1 millones de toneladas métricas en 1895 a 27,6 millones de toneladas métricas en 1905.
INGRESOS Y GASTOS DEL GOBIERNO RUSO (1894–1905)
| Año  | Ingreso       | Gasto         | Año  | Ingreso       | Gasto         |
| ---- | ------------- | ------------- | ---- | ------------- | ------------- |
| 1894 | 1.154.000.000 | 1.155.000.000 | 1900 | 1.704.000.000 | 1.883.000.000 |
| 1895 | 1.256.000.000 | 1.521.000.000 | 1901 | 1.790.000.000 | 1.874.000.000 |
| 1896 | 1.369.000.000 | 1.480.000.000 | 1902 | 1.905.000.000 | 2.167.000.000 |
| 1897 | 1.416.000.000 | 1.495.000.000 | 1903 | 2.032.000.000 | 2.108.000.000 |
| 1898 | 1.585.000.000 | 1.772.000.000 | 1904 | 2.018.000.000 | 2.738.000.000 |
| 1899 | 1.673.000.000 | 1.785.000.000 | 1905 | 2.025.000.000 | 3.205.000.000 |

### Agricultura en la Rusia Imperial

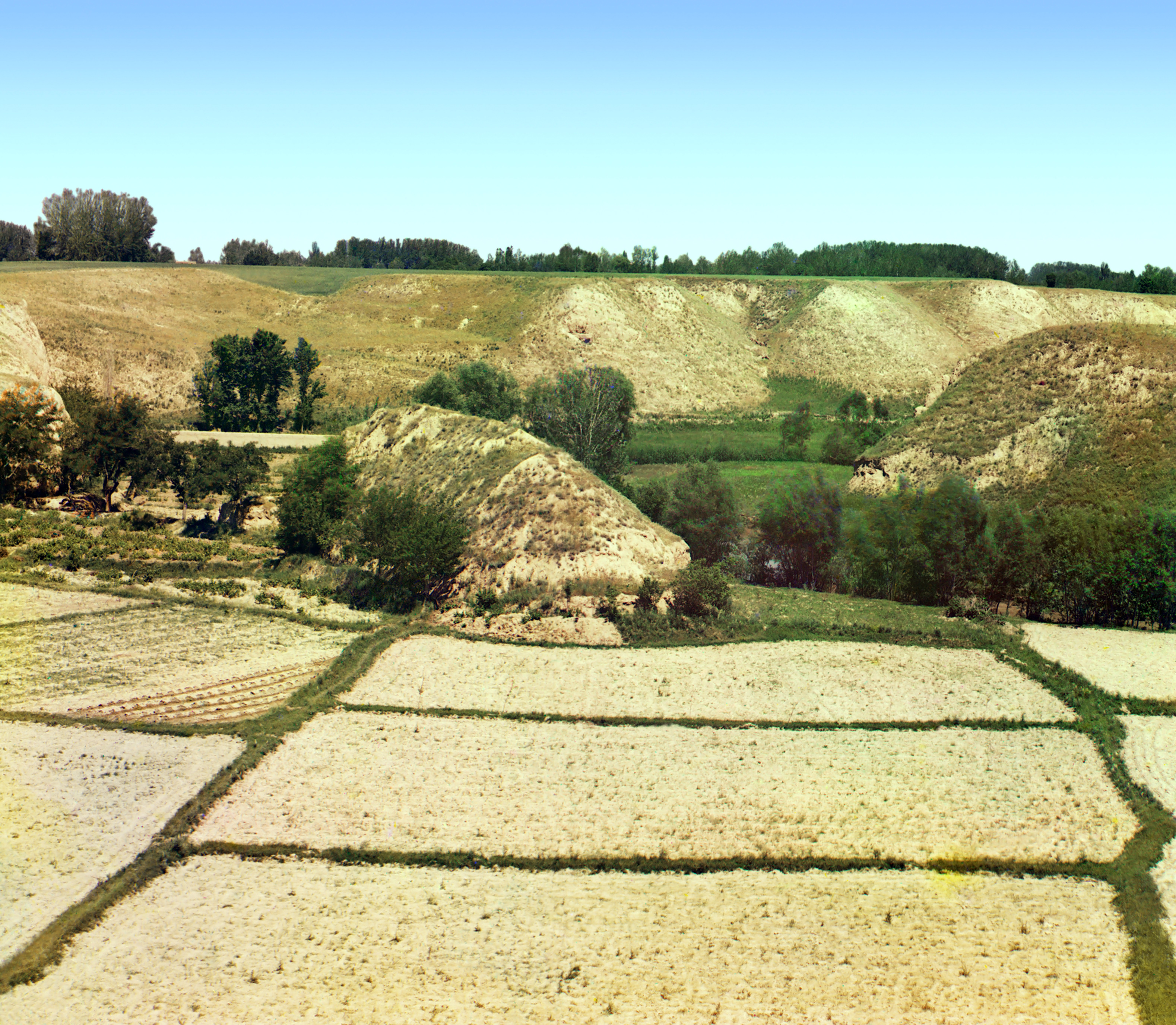
Campos de cosecha cerca de Samarcanda en el Turquestán

La agricultura de la Rusia Imperial en el siglo XIX y el siglo XX se hizo tan fuerte como el de los países más desarrollados, a pesar de que Rusia estaba entre los mayores proveedores de producción agrícola, los esfuerzos de la Sociedad Económica Libre por mejorar la tecnología agrícola no terminaban.
En la Rusia Imperial, existían regiones oficiales para cada cultivo, a saber: el Turquestán para el algodón y Georgia para el té.

#### SigloXX
En 1910, el 36,4 % del total de las exportaciones de trigo del mundo eran rusas. Al mismo tiempo, la eficiencia era menor en comparación a los países desarrollados (e.j., la recolección de grano era un 10 % menor a la de México). El crecimiento observado en el principio del siglo XX fue hecha por el desarrollo estimulado por la Reforma Stolypin, mientras que la mecanización agraria se mantuvo relativamente baja. El próximo desarrollo fue detenido por la Primera Guerra Mundial y la Revolución rusa.

## Demografía
En 1914, la población del Imperio ruso alcanzó los 175 millones. El censo de 1897 había registrado cerca de 126 millones. Las estimaciones daban 105 millones para 1880, 74 millones en 1860 y unos 40 millones en 1815. La natalidad se mantenía alta en 1897 (48 por mil), al igual que la mortalidad (31 por mil). En todo el imperio la población urbana rondaba el 20 % (25 % en la parte europea) con 25 ciudades de más de 100 mil habitantes en 1914. En 1914 en la parte europea del imperio vivían 142,5 millones de personas, y los restantes 32,5 millones se repartían entre el Cáucaso, Siberia y Asia Central. La emigración hacia el este arrojó 7,5 millones de eslavos entre 1897 y 1914 (siendo estos 1/3 de la población de los territorios asiáticos en 1914).
La división social era muy marcada, las clases altas y medias solo representaban en 1914 el 20 % de la población. La nobleza (alrededor de 1 millón de personas) seguía acaparando los altos cargos diplomáticos, administrativos, militares y judiciales a través de la Tabla de Rangos creada por Pedro I a comienzos del siglo XVIII, igualmente mantenía en sus manos 60 millones de hectáreas de tierra (40 %). La clase burguesa era débil numéricamente en la Rusia imperial, aunque muy poderosa debido al fuerte crecimiento industrial desde 1890. Las capas medias (profesionales, comerciantes, funcionarios, artesanos y pequeños agricultores) eran reducidas y débiles, oscilando entre los diversos radicalismos ideológicos. La mayoría de estas capas medias estaba compuesta por miembros de las minorías alemana, armenia y judía, siendo más numerosa en Finlandia, Polonia y las provincias bálticas.

### Principales ciudades
San Petersburgo, Moscú, Varsovia, Odesa, Riga, Kiev, Smolensk, Arcángel, Vladivostok, Járkov, Yekaterinoslav, Nóvgorod, Lodz, Vyborg, Rostov del Don, Vilna, Tiflis, Sebastopol, Astracán, Białystok, Perm, Ufá, Ereván, Minsk, Brest y Irkutsk fueron las ciudades principales del Imperio según su economía, actividades industriales, servicios, extensión territorial y relevancia cultural y política. La población urbana superaba el 20 % en 1914, especialmente en Finlandia, Polonia y las provincias bálticas.

### Idiomas
El ruso era el más común de los idiomas en la Rusia Imperial hablado por el 70 % de la población, en donde se concentra el 40 % de los hablantes en la Rusia europea y sus territorios adyacentes como Kiev y Minsk y en Asia a través de las ciudades cruzadas por el transiberiano. A través de las conquistas territoriales, los idiomas del imperio aumentaron, desde el aleutiano en el Estrecho de Bering hasta el kurdo en las actuales provincias turcas de Ardahan, Artvin, Iğdıry Kars. Entre la aristocracia y las clases altas, el francés estaba especialmente extendido como segunda lengua, pero también se enseñaban ampliamente el alemán y el inglés.

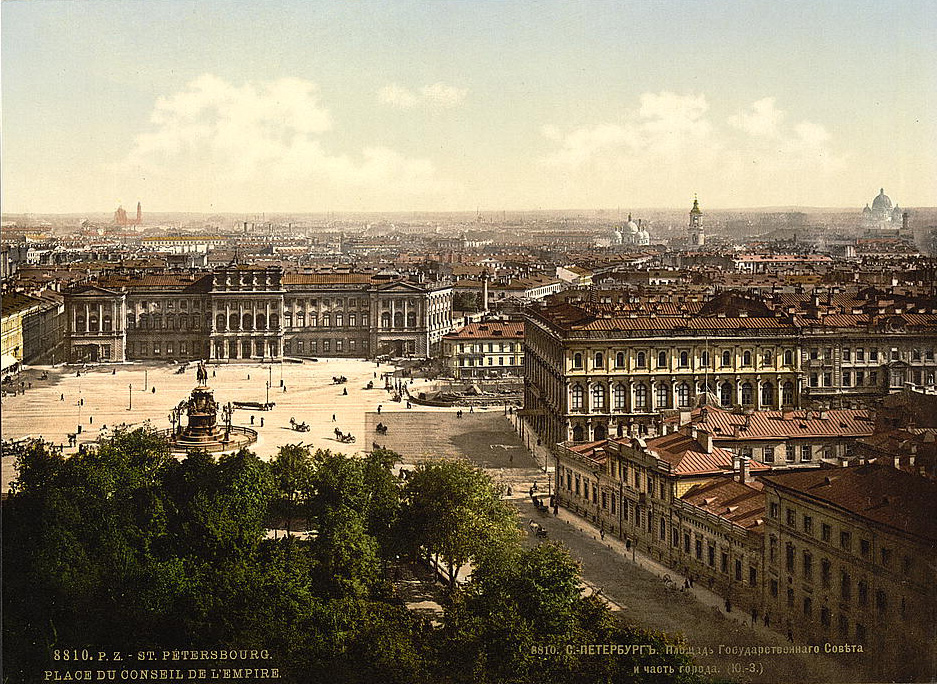
Petrogrado
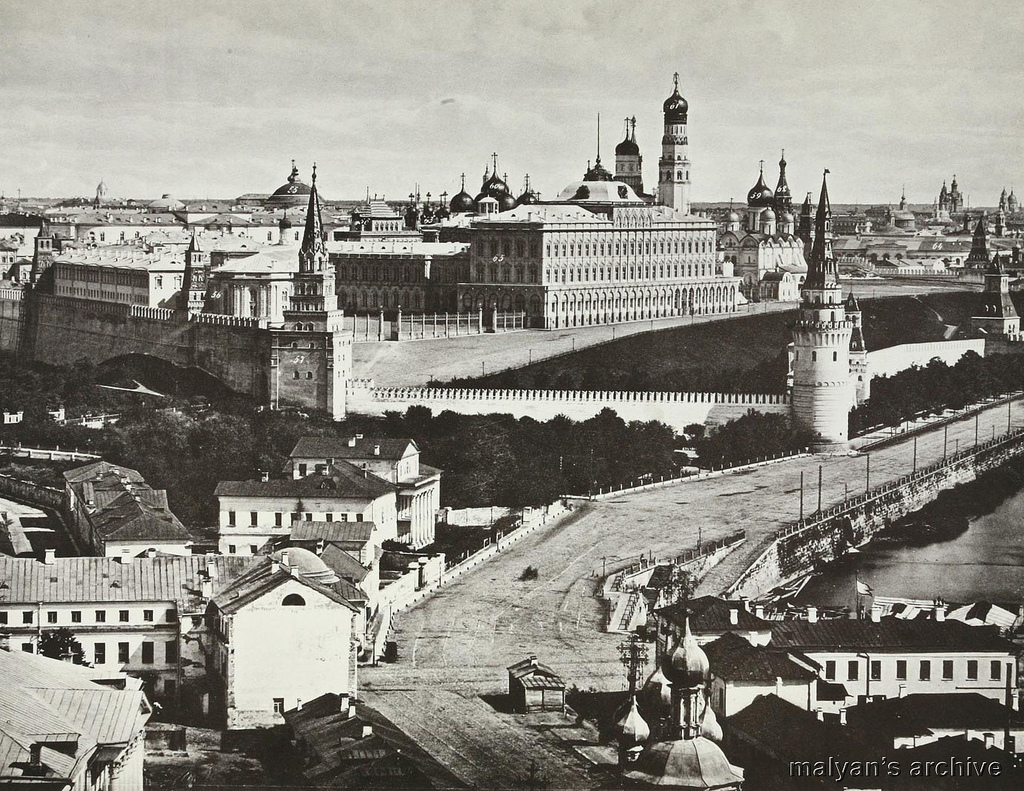
Moscú
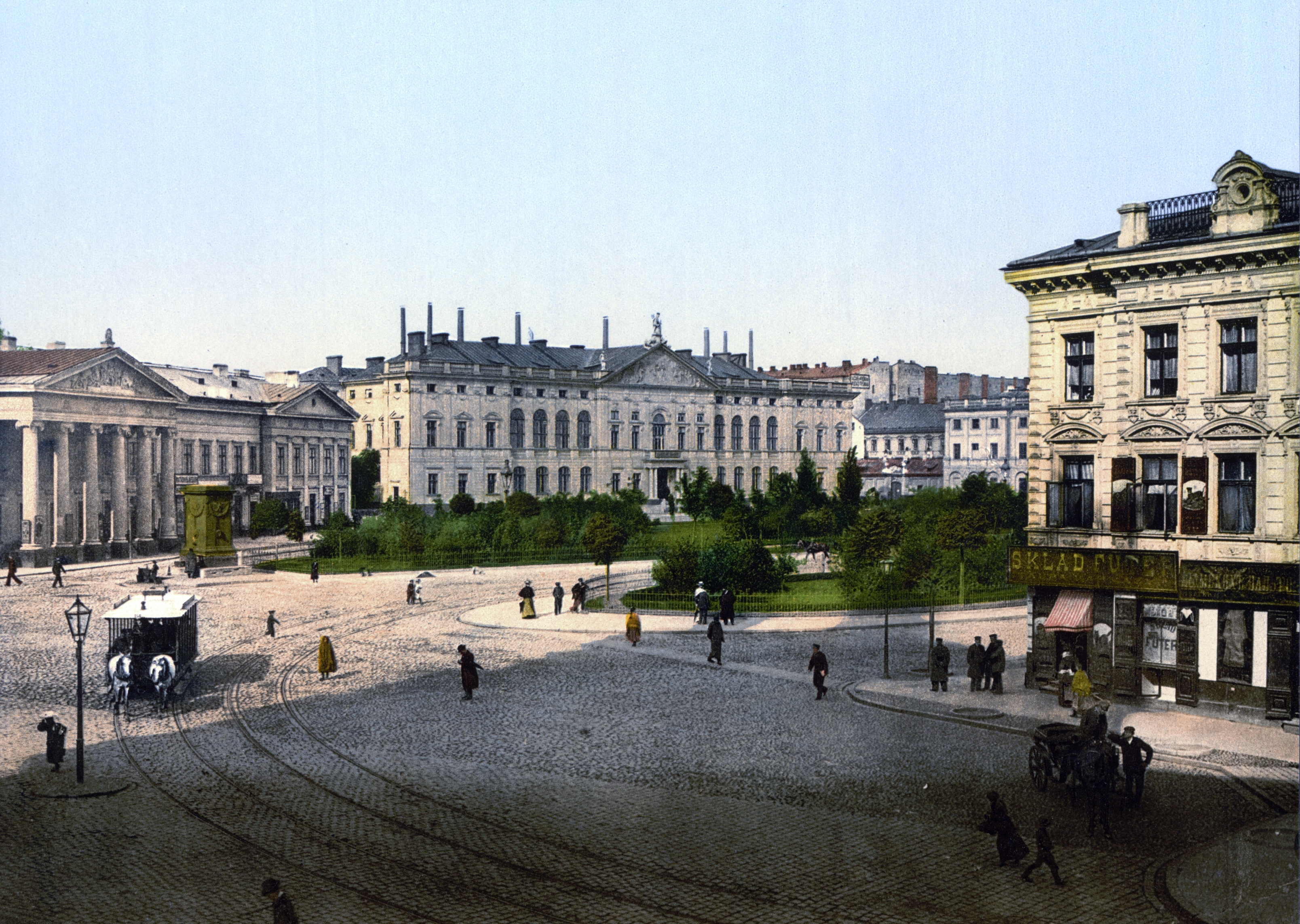
Varsovia
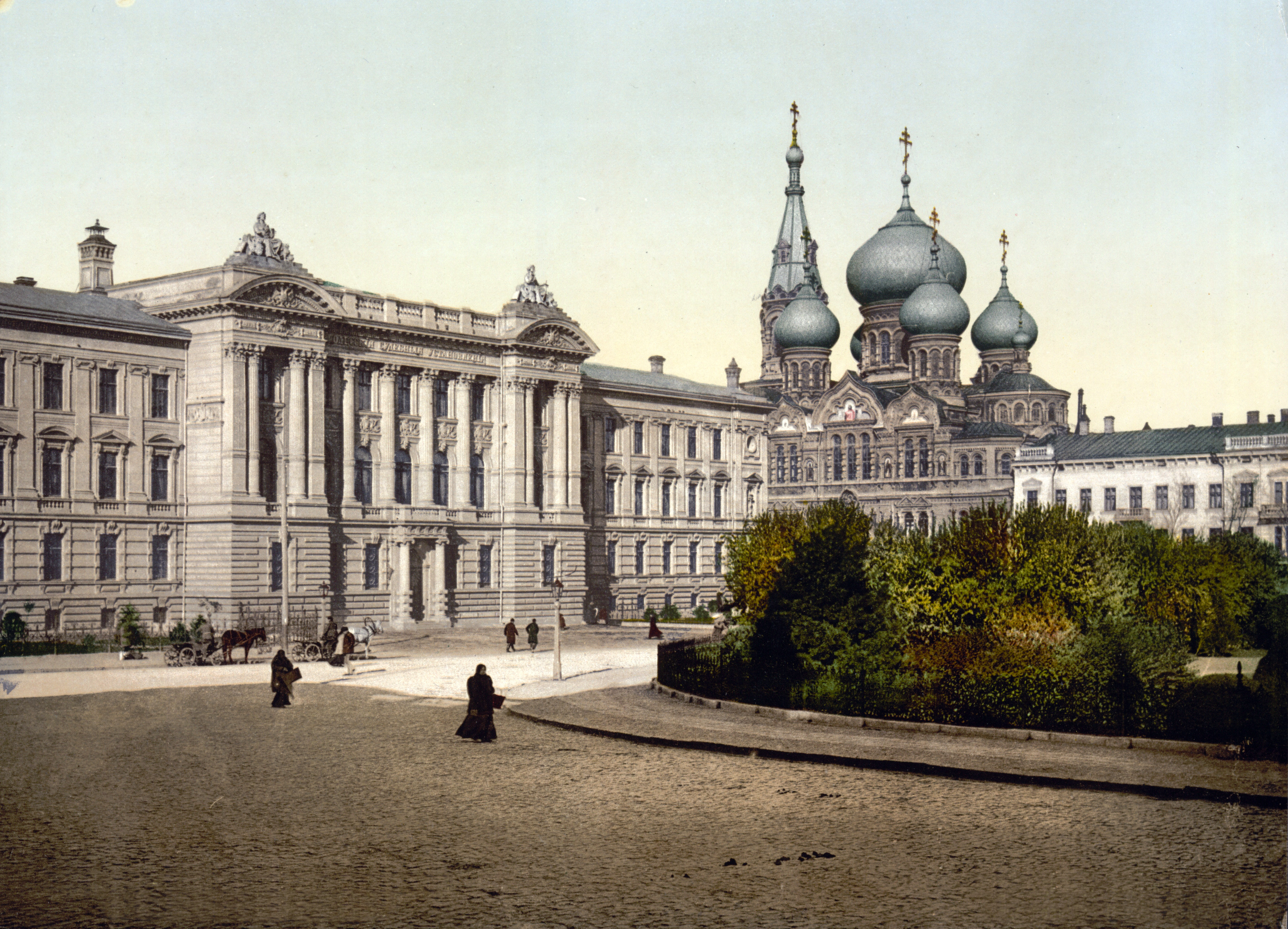
Odesa
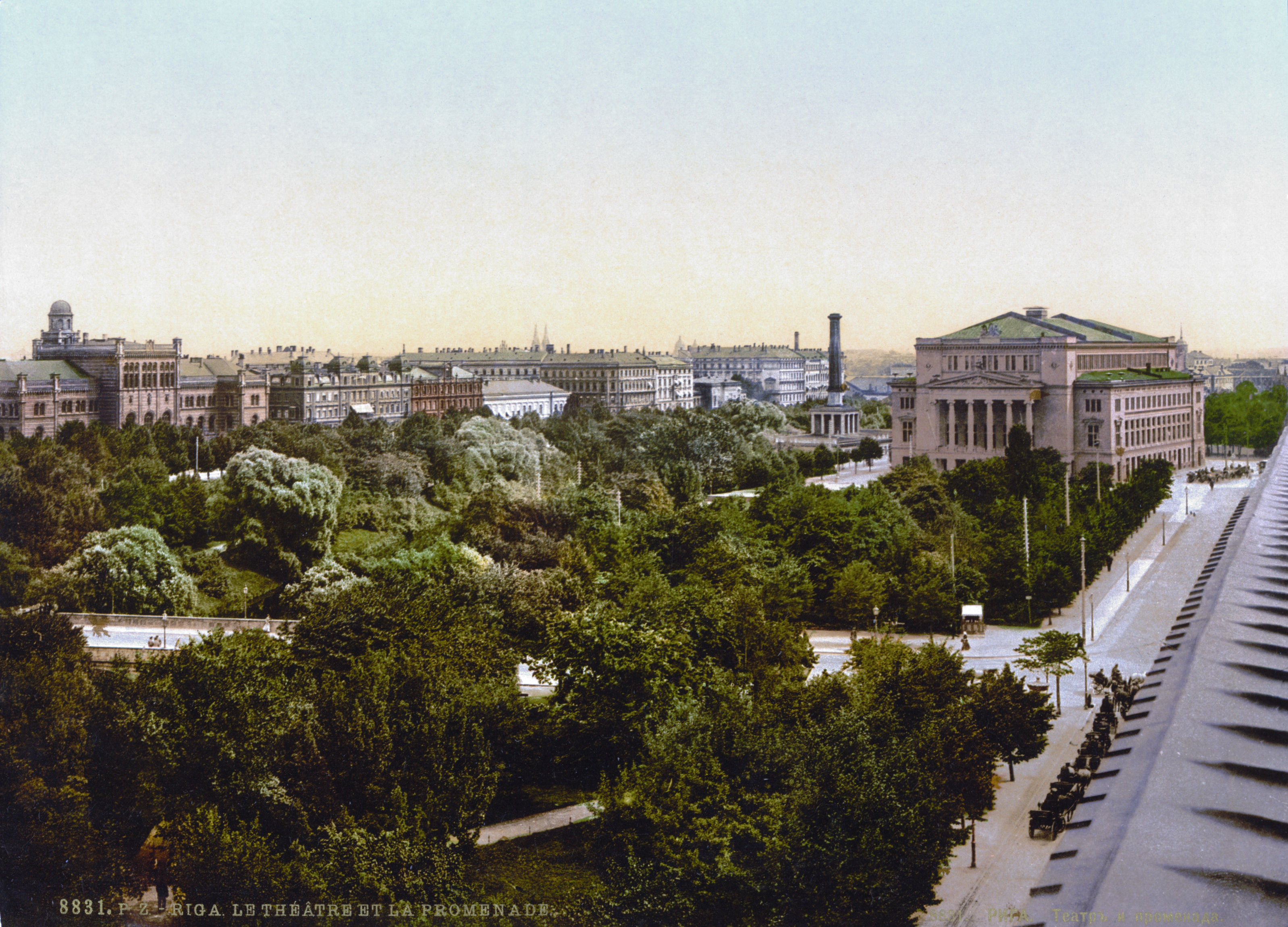
Riga
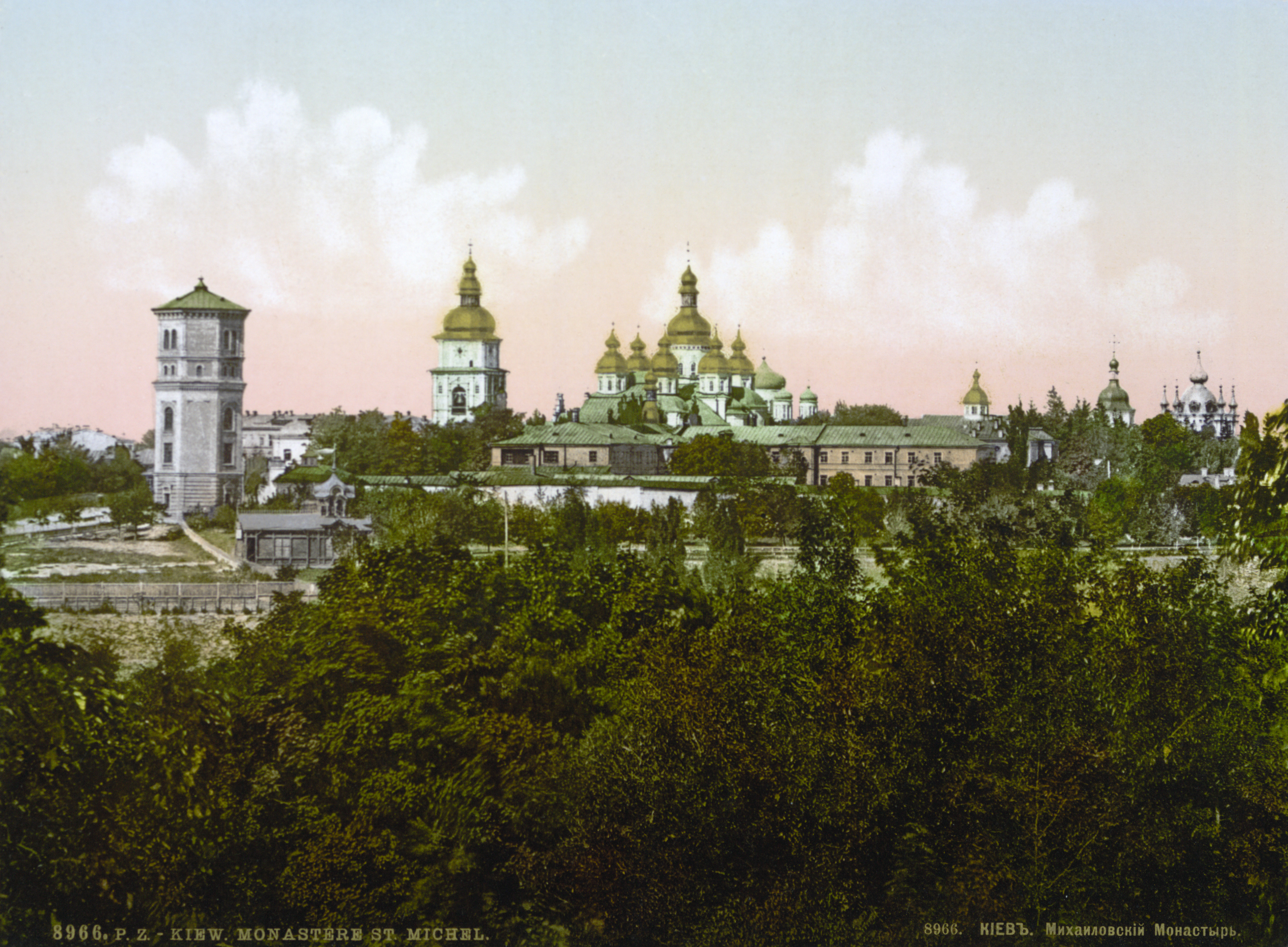
Kiev
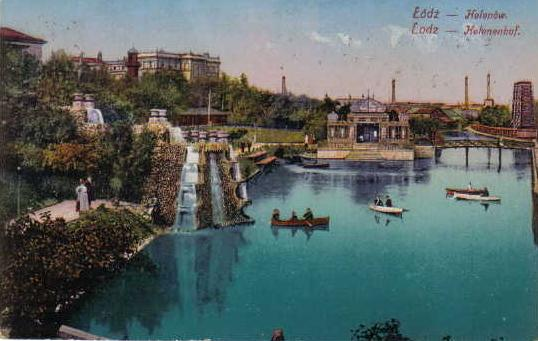
Lodz
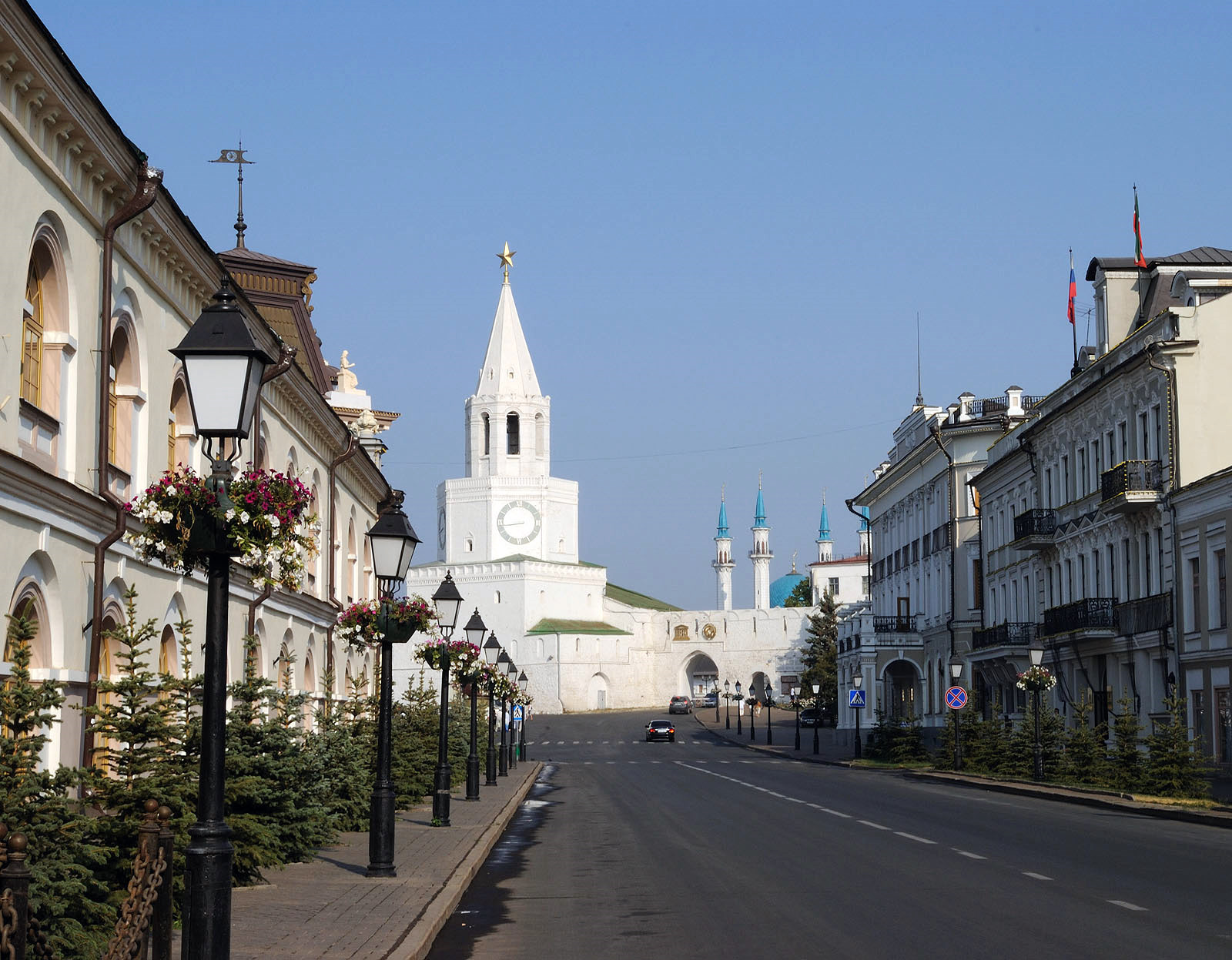
Kazán
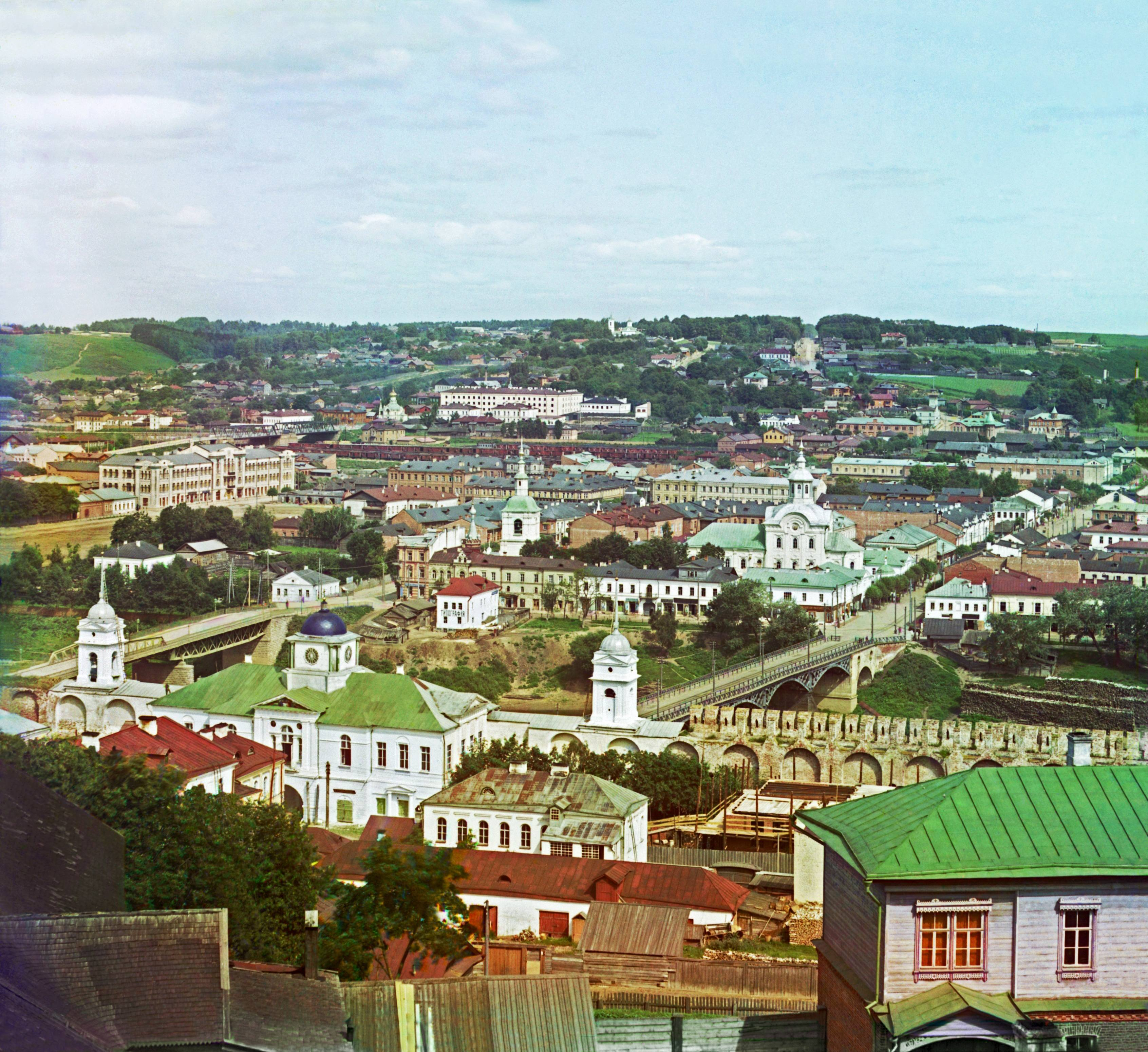
Smolensk
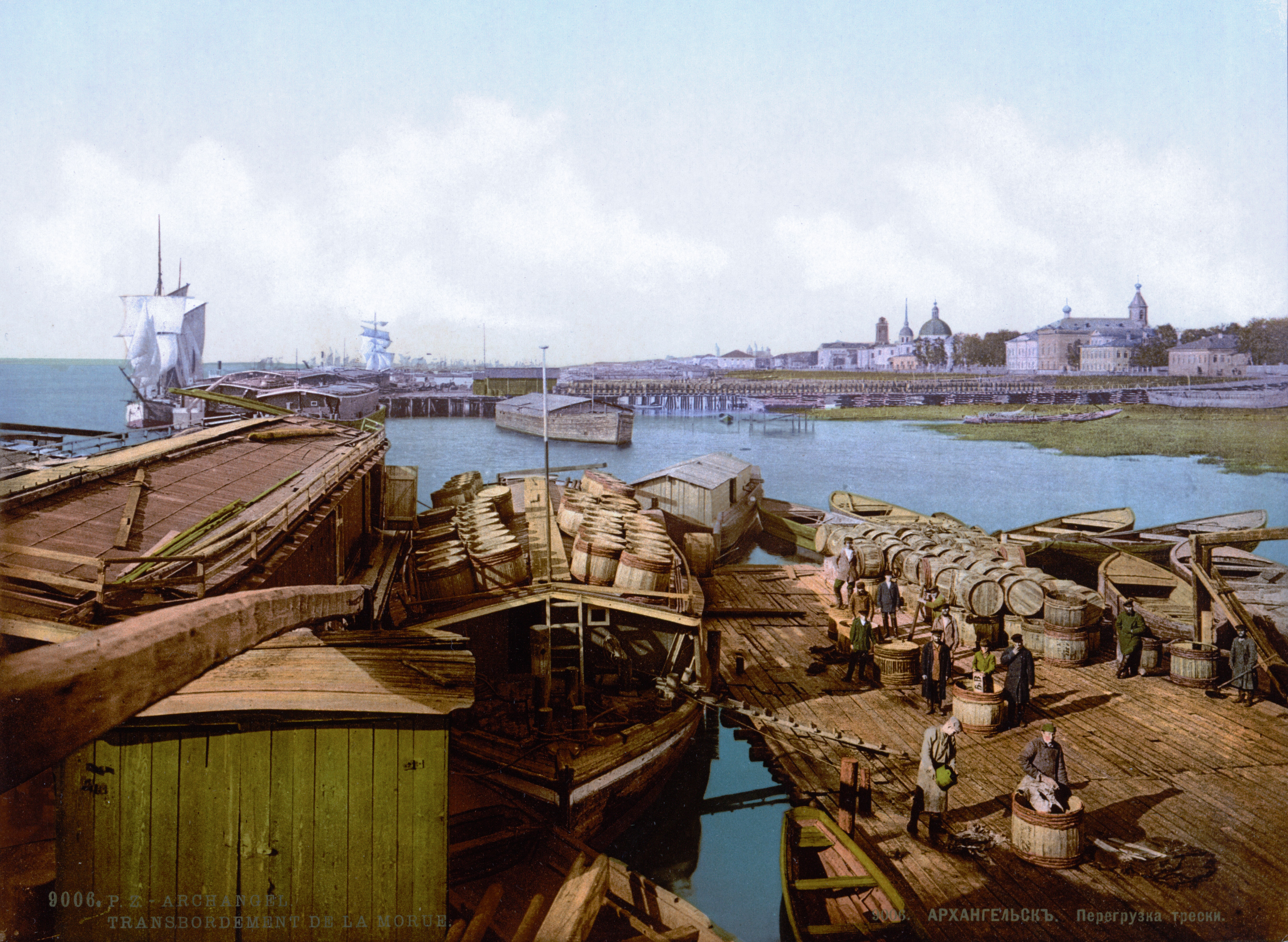
Arjángelsk
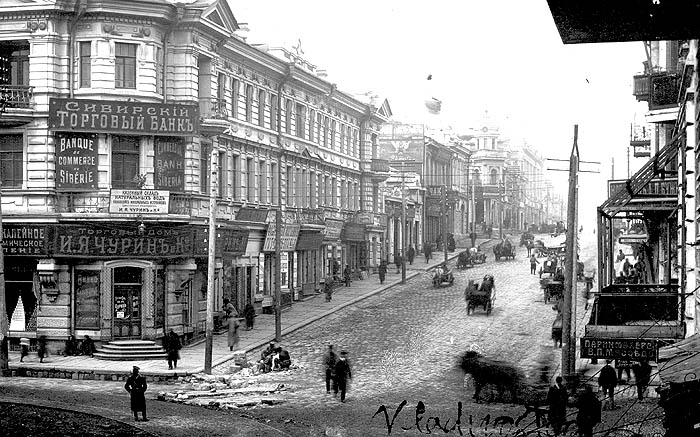
Vladivostok
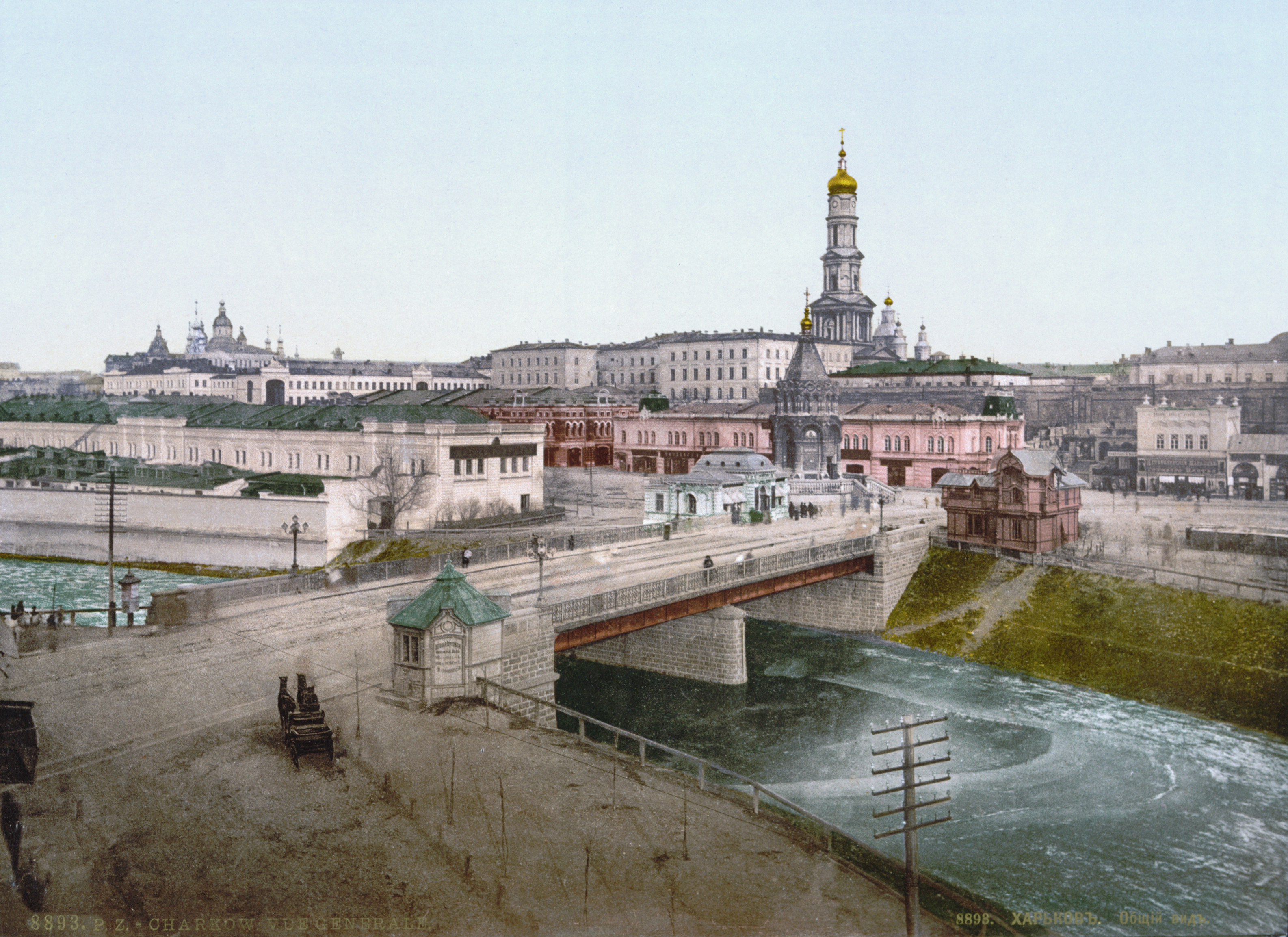
Járkov
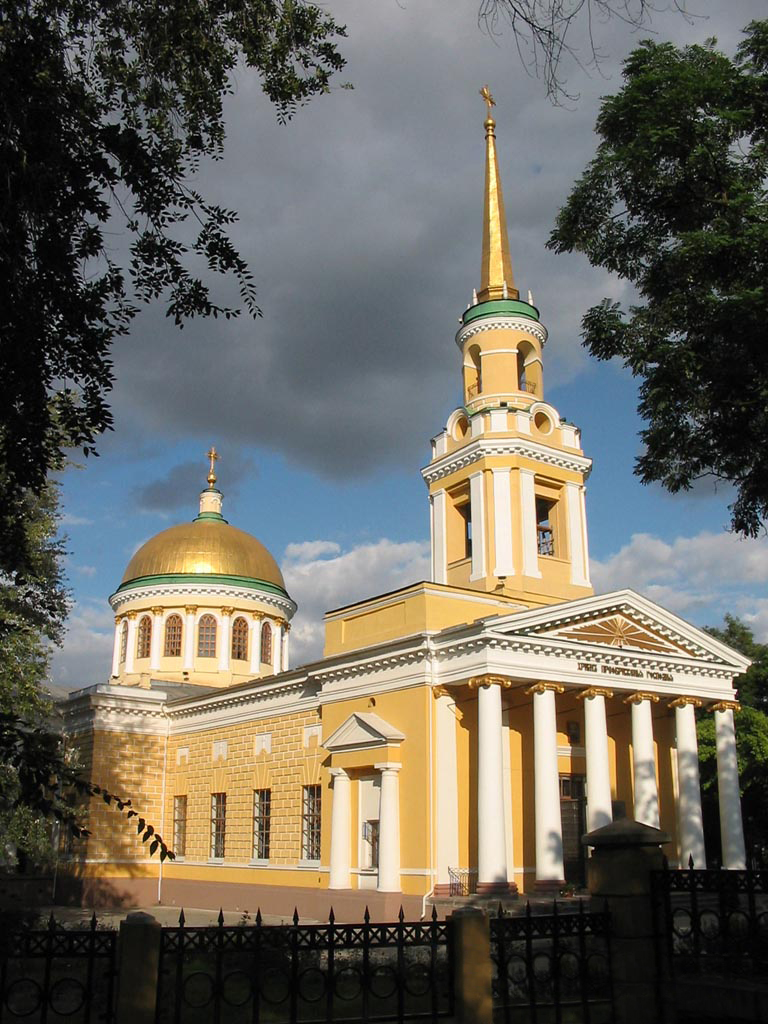
Yekaterinoslav
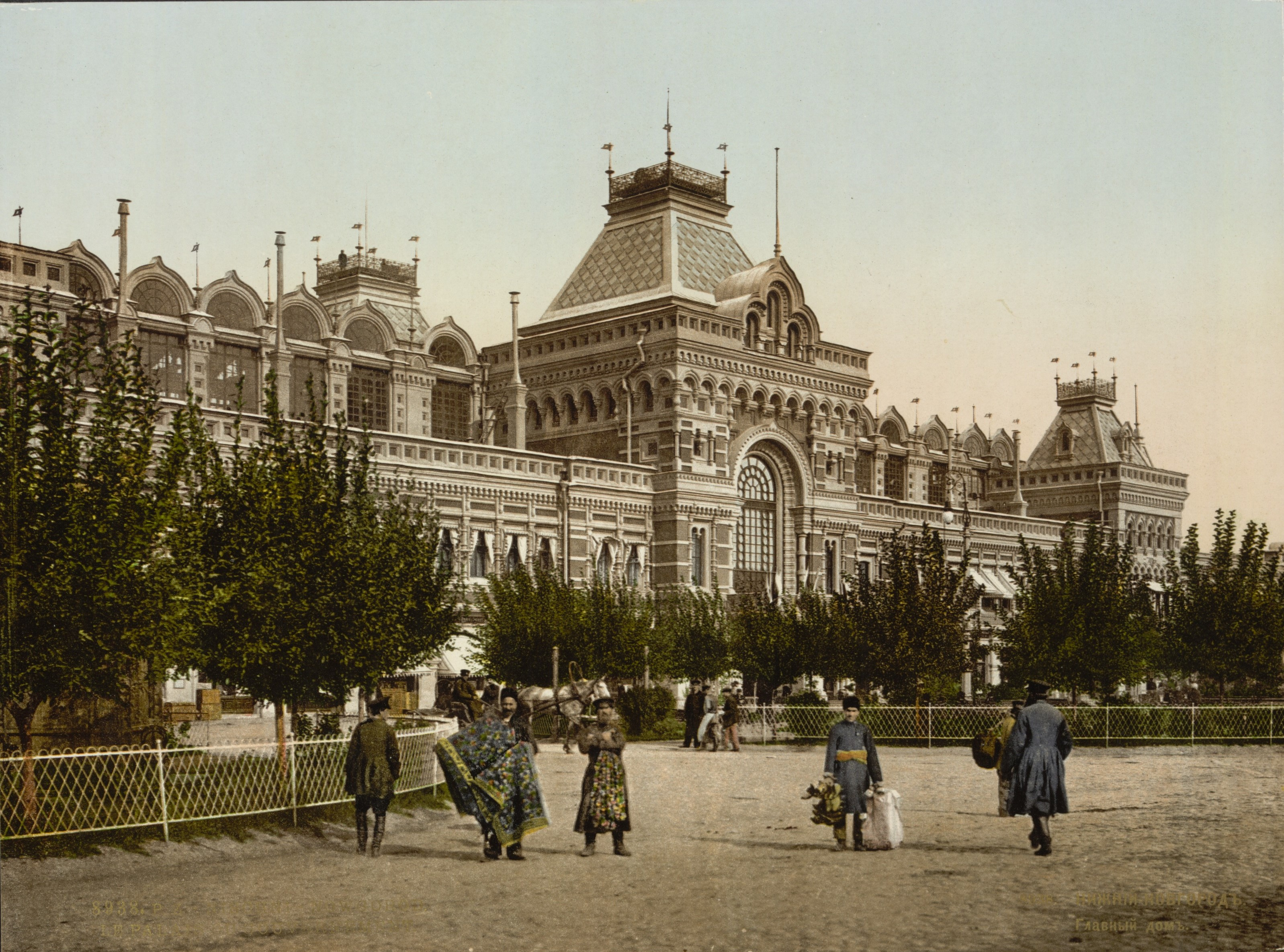
Nóvgorod
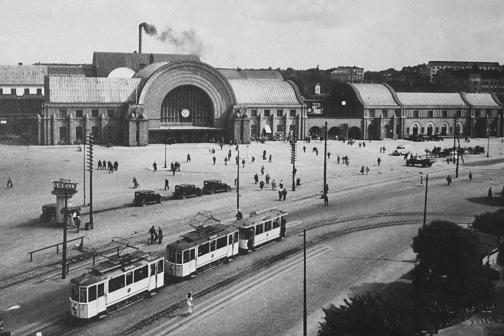
Vyborg
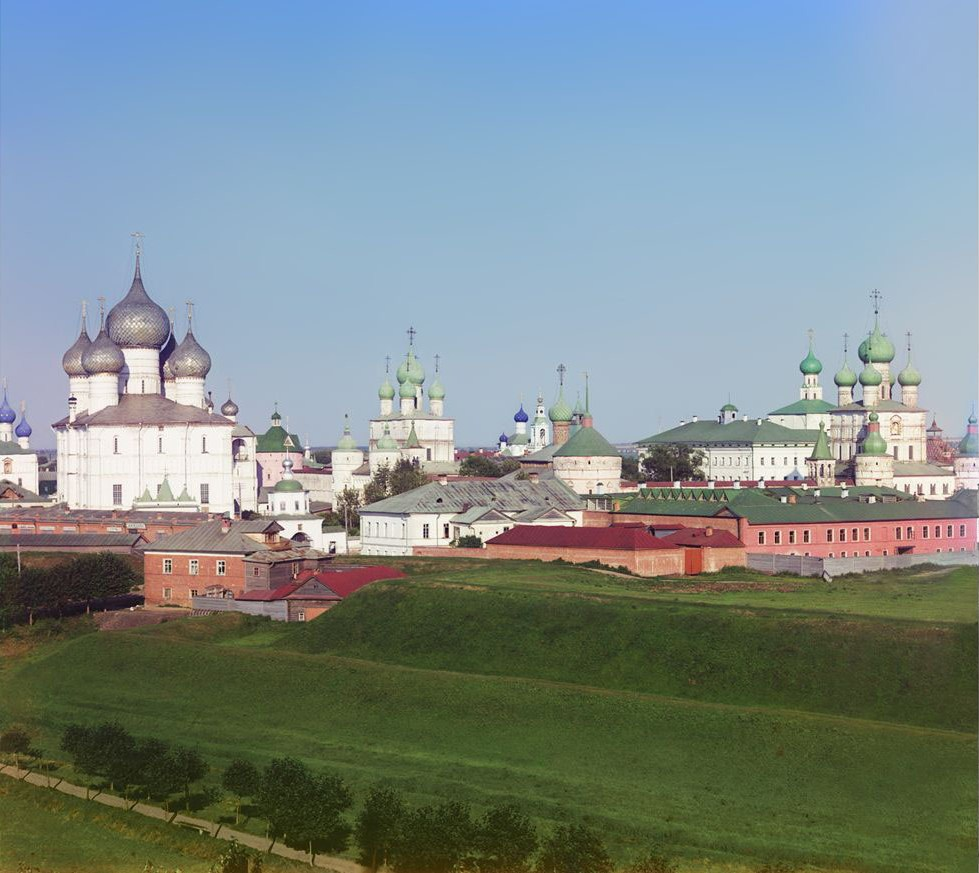
Rostov
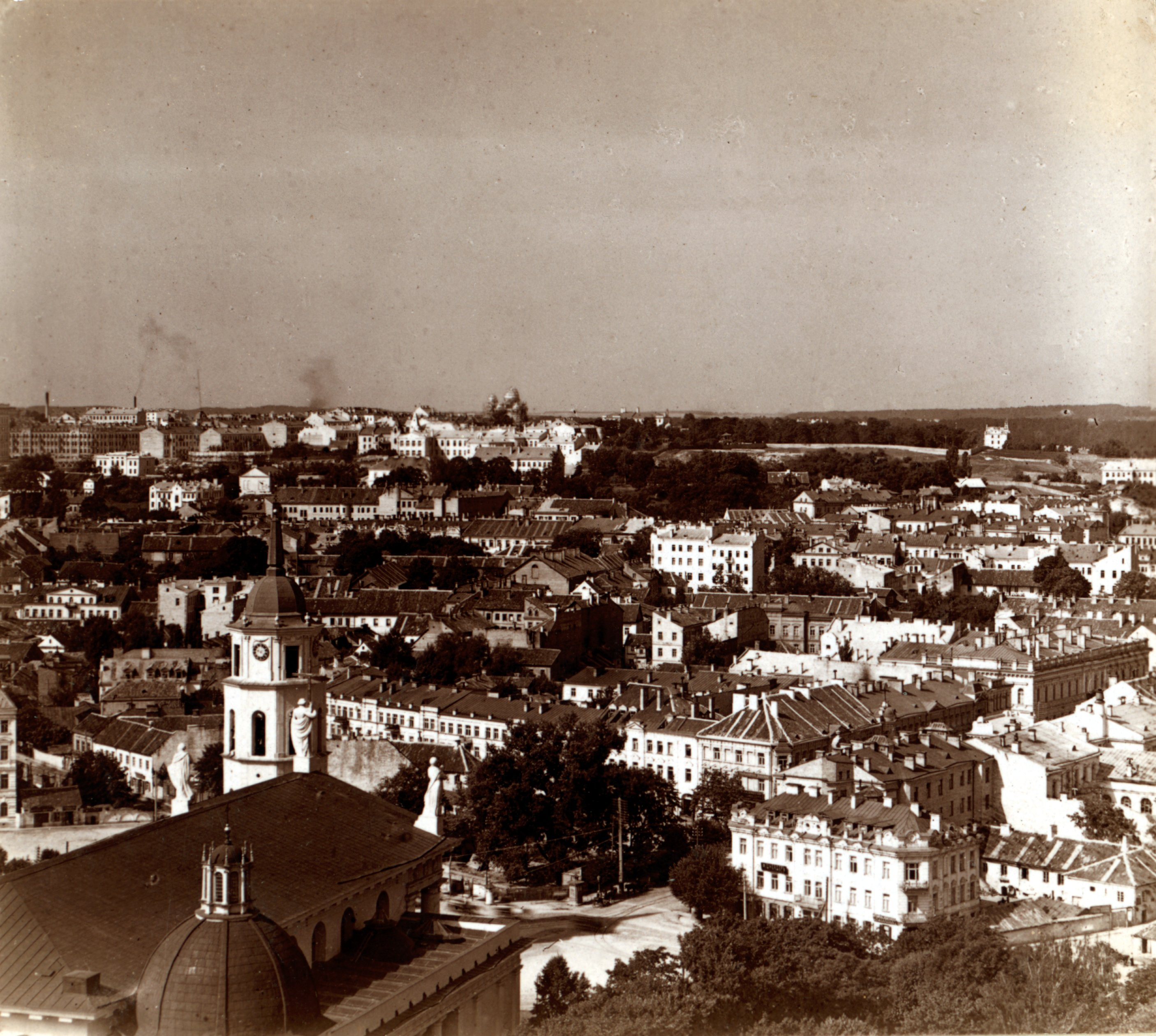
Vilna
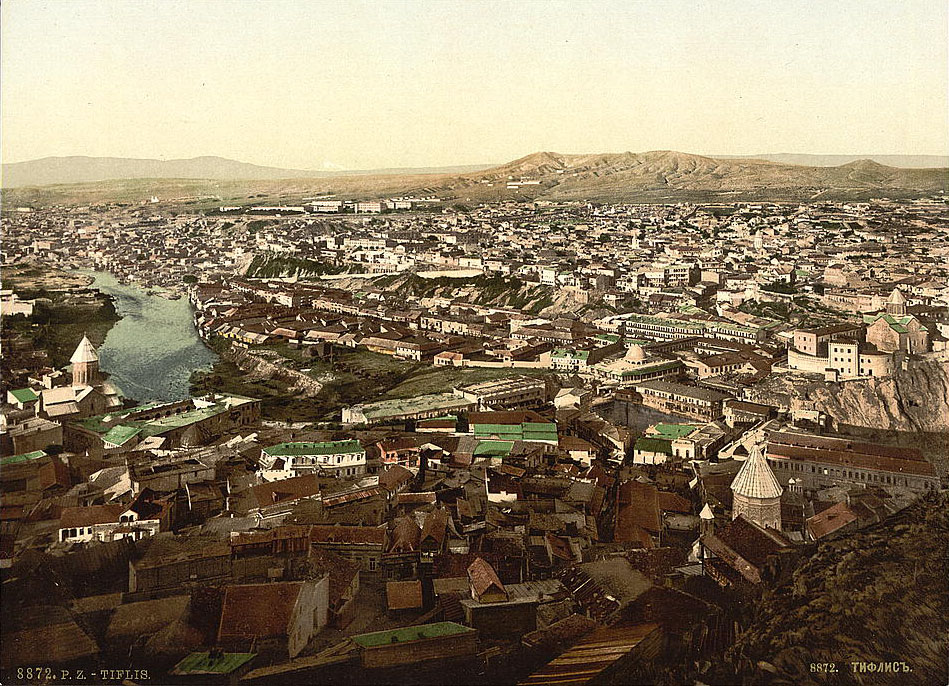
Tiflis
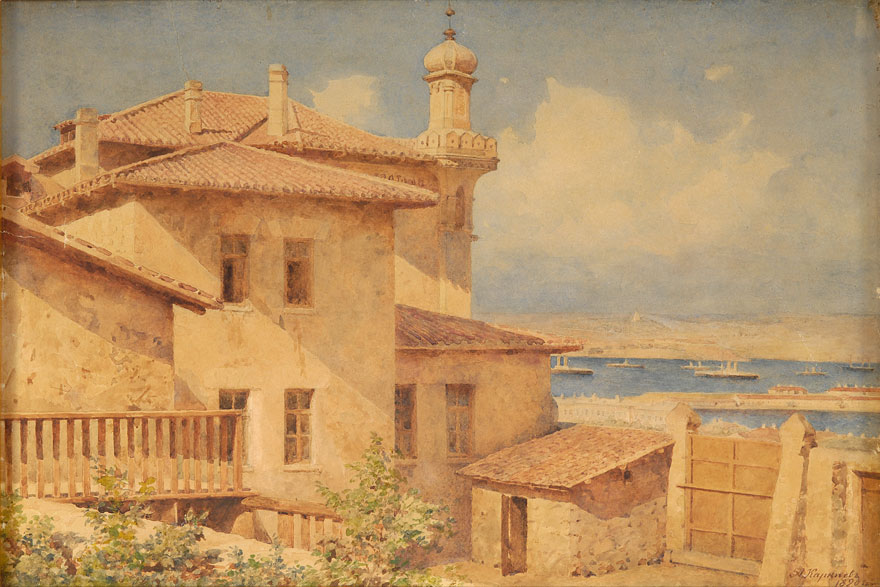
Sebastopol
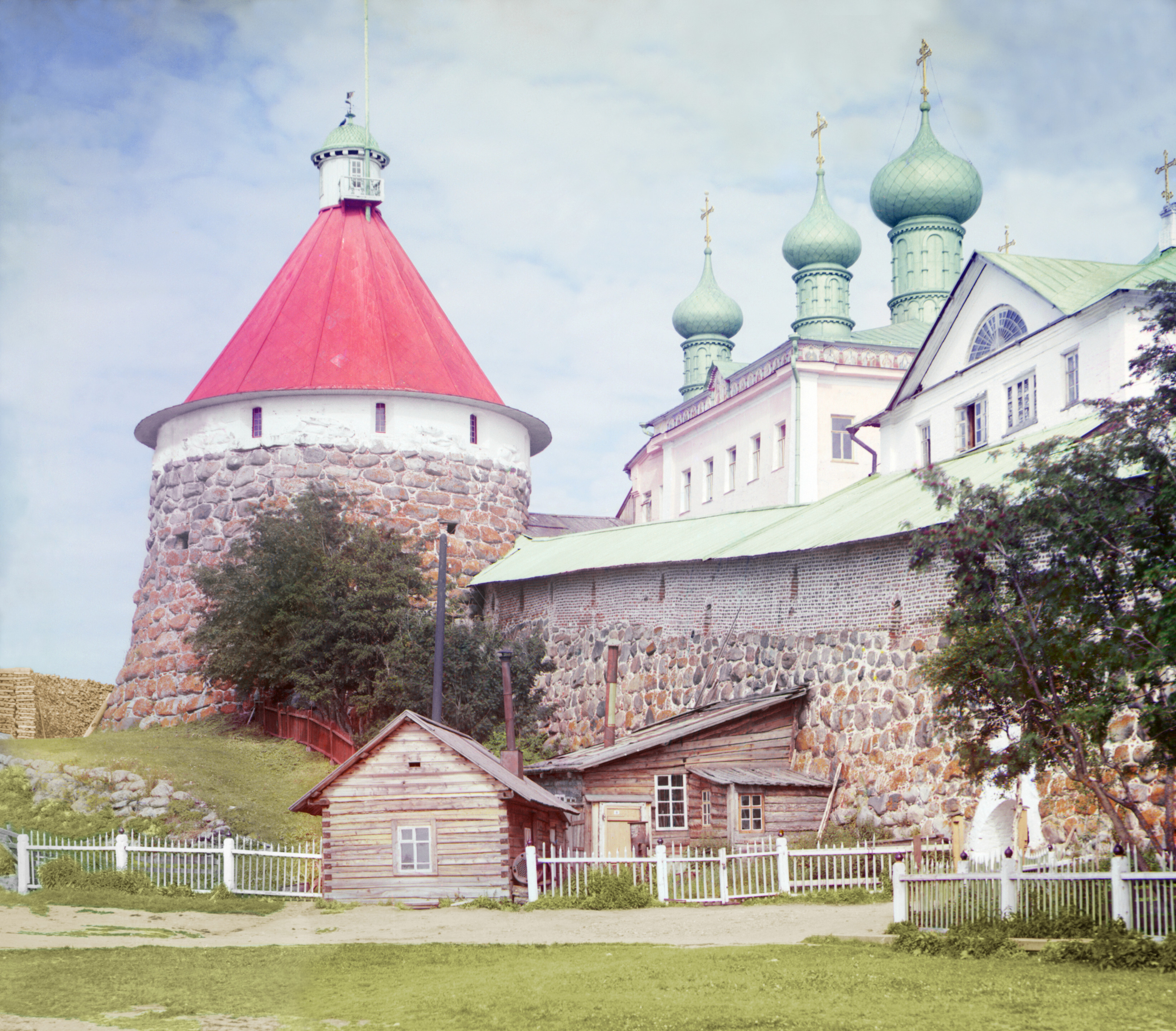
Astracán
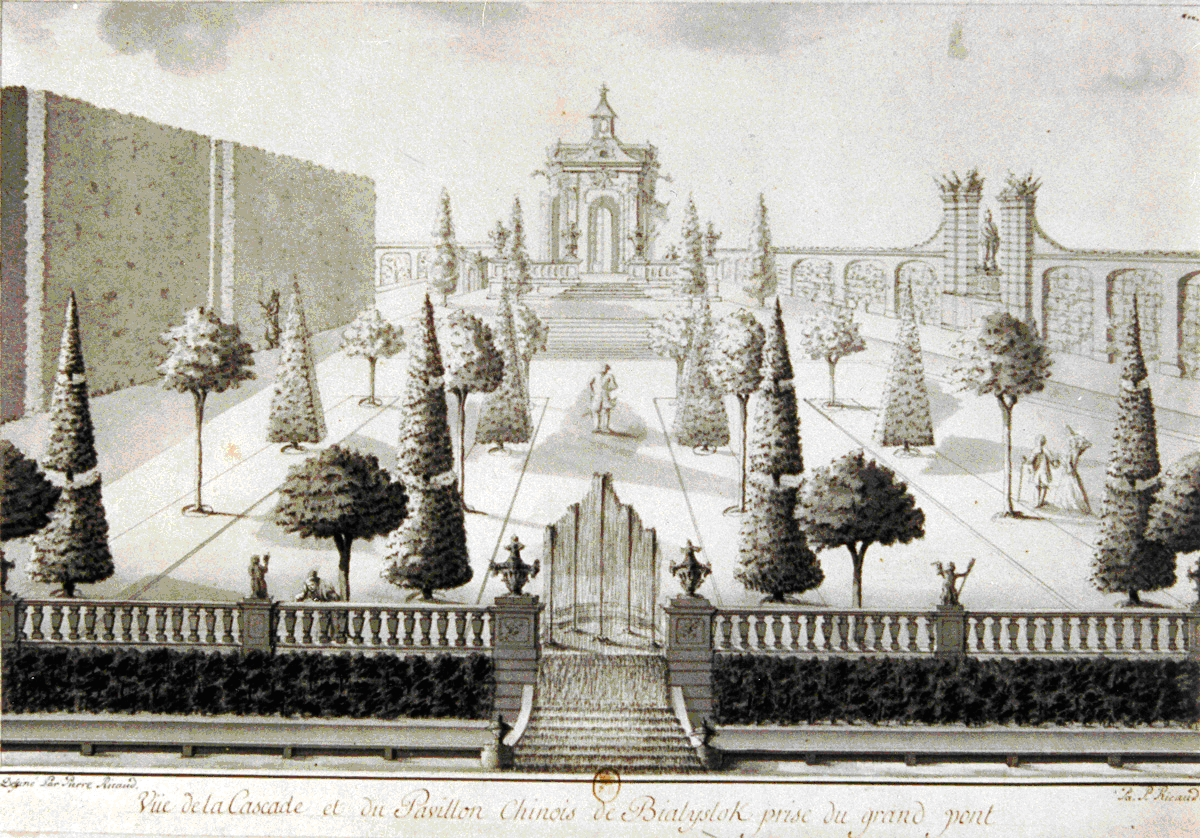
Białystok
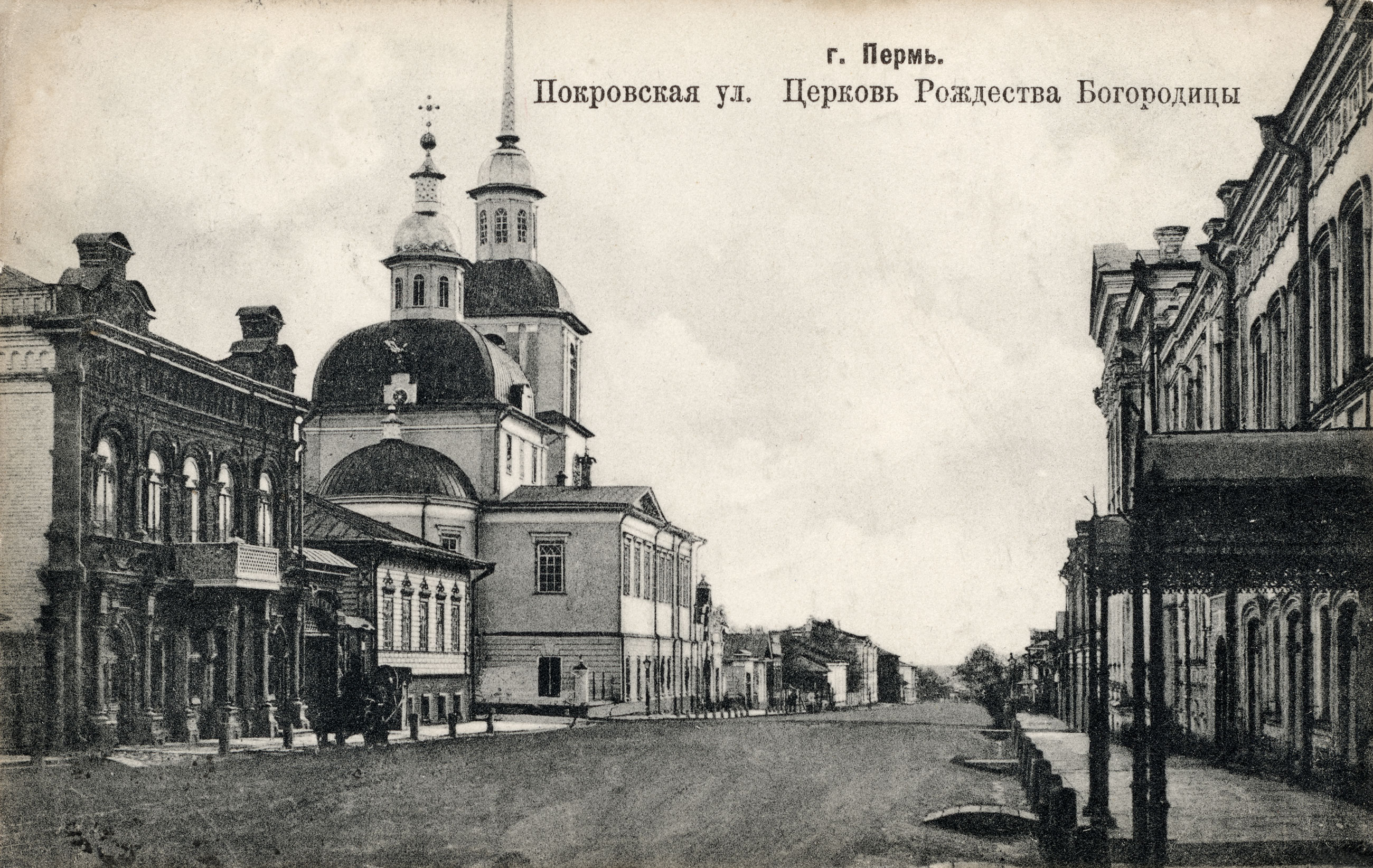
Perm
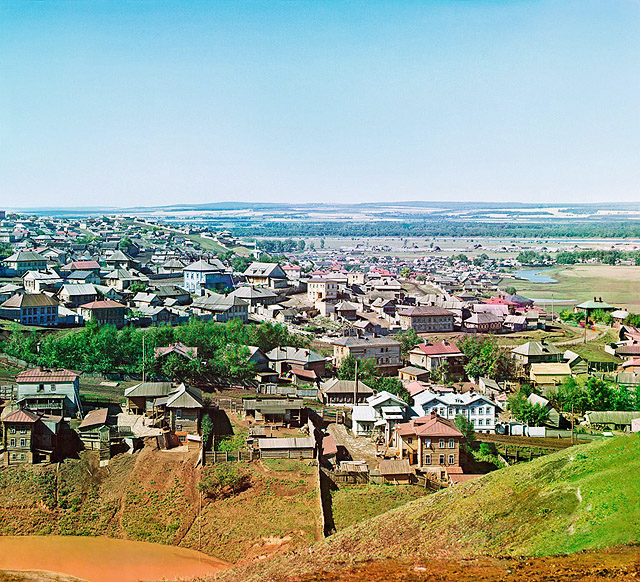
Ufá
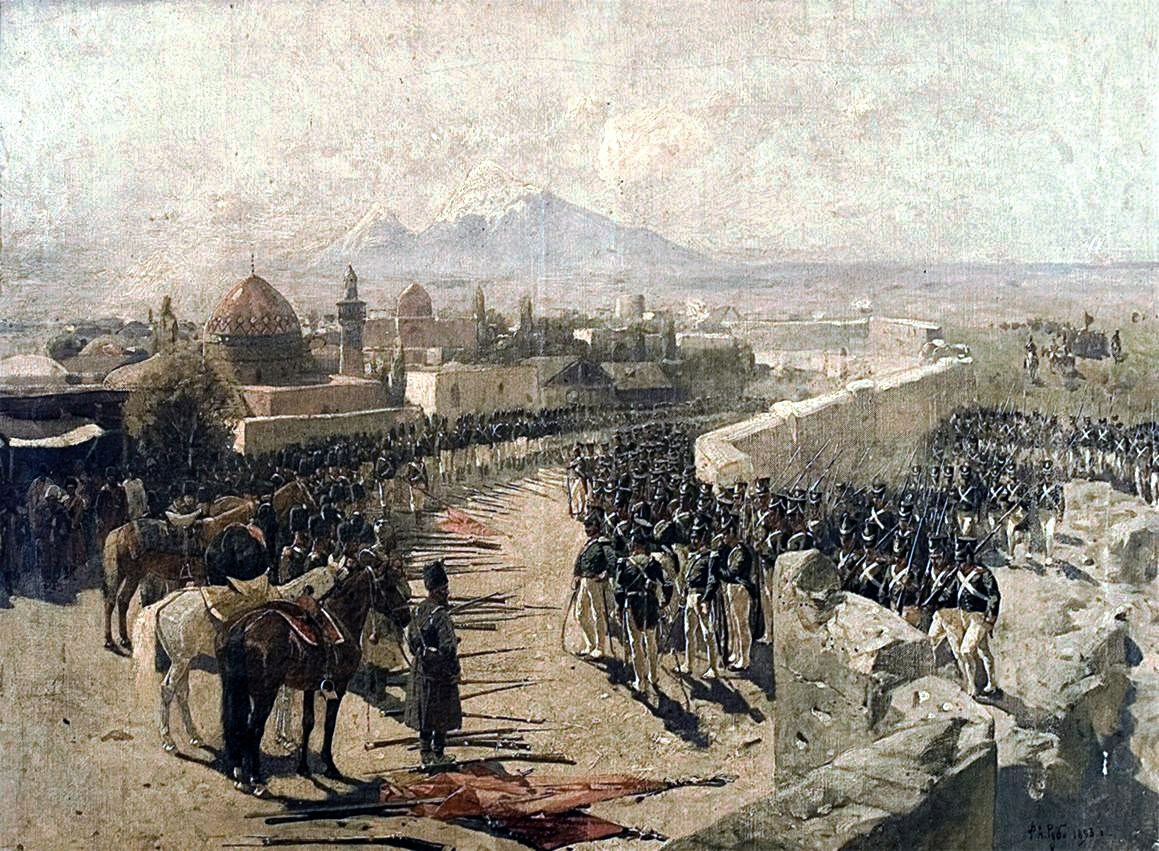
Ereván
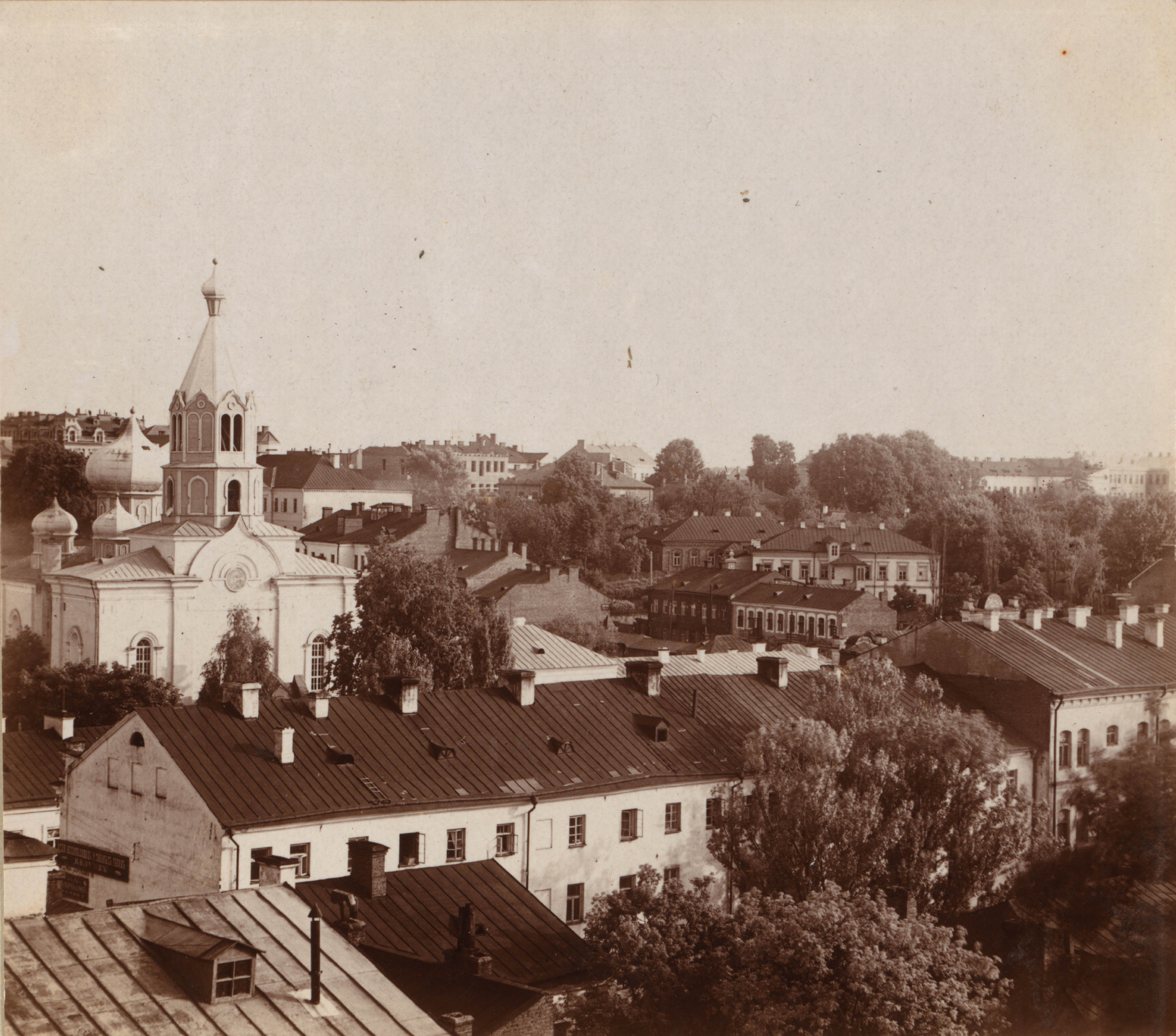
Minsk
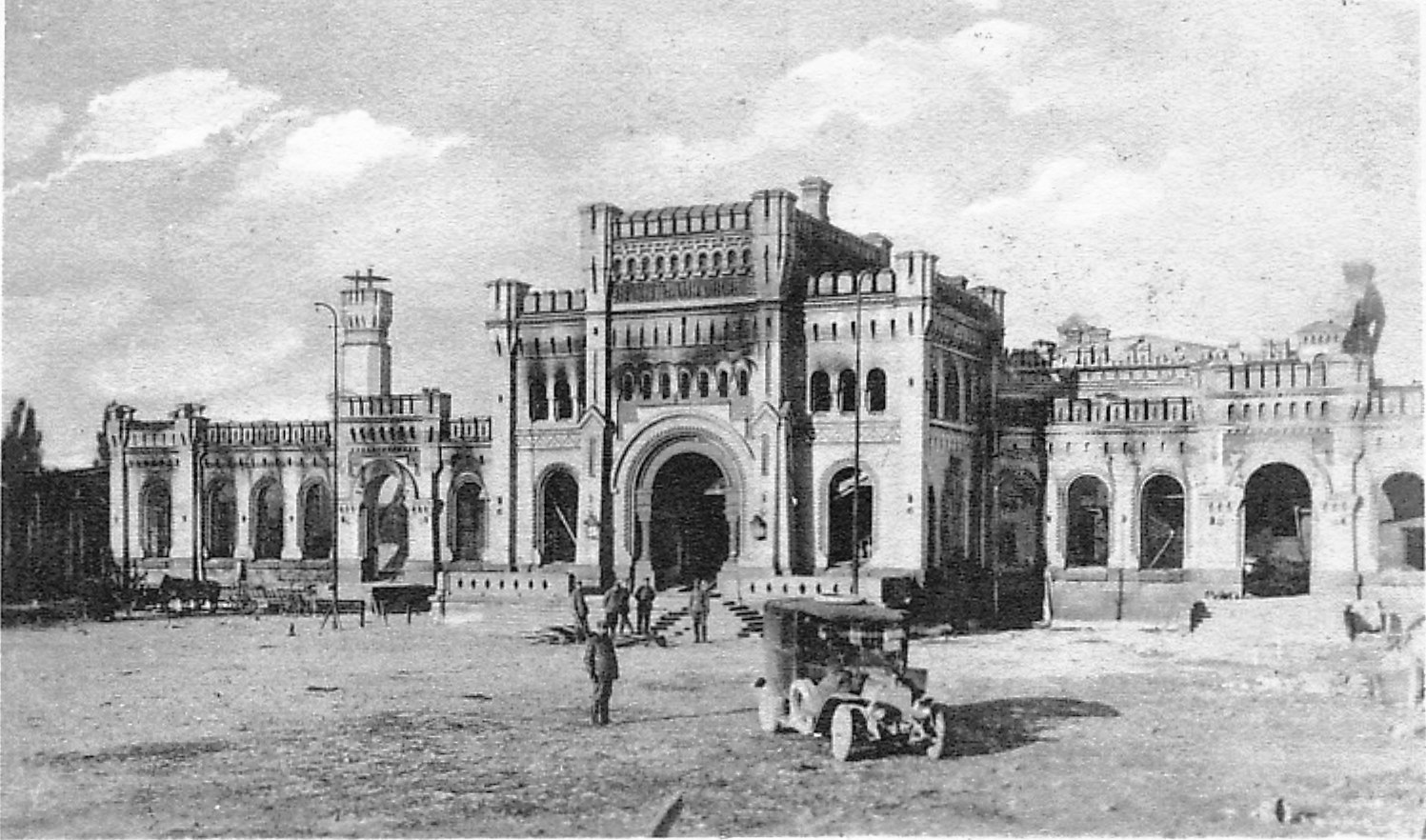
Brest
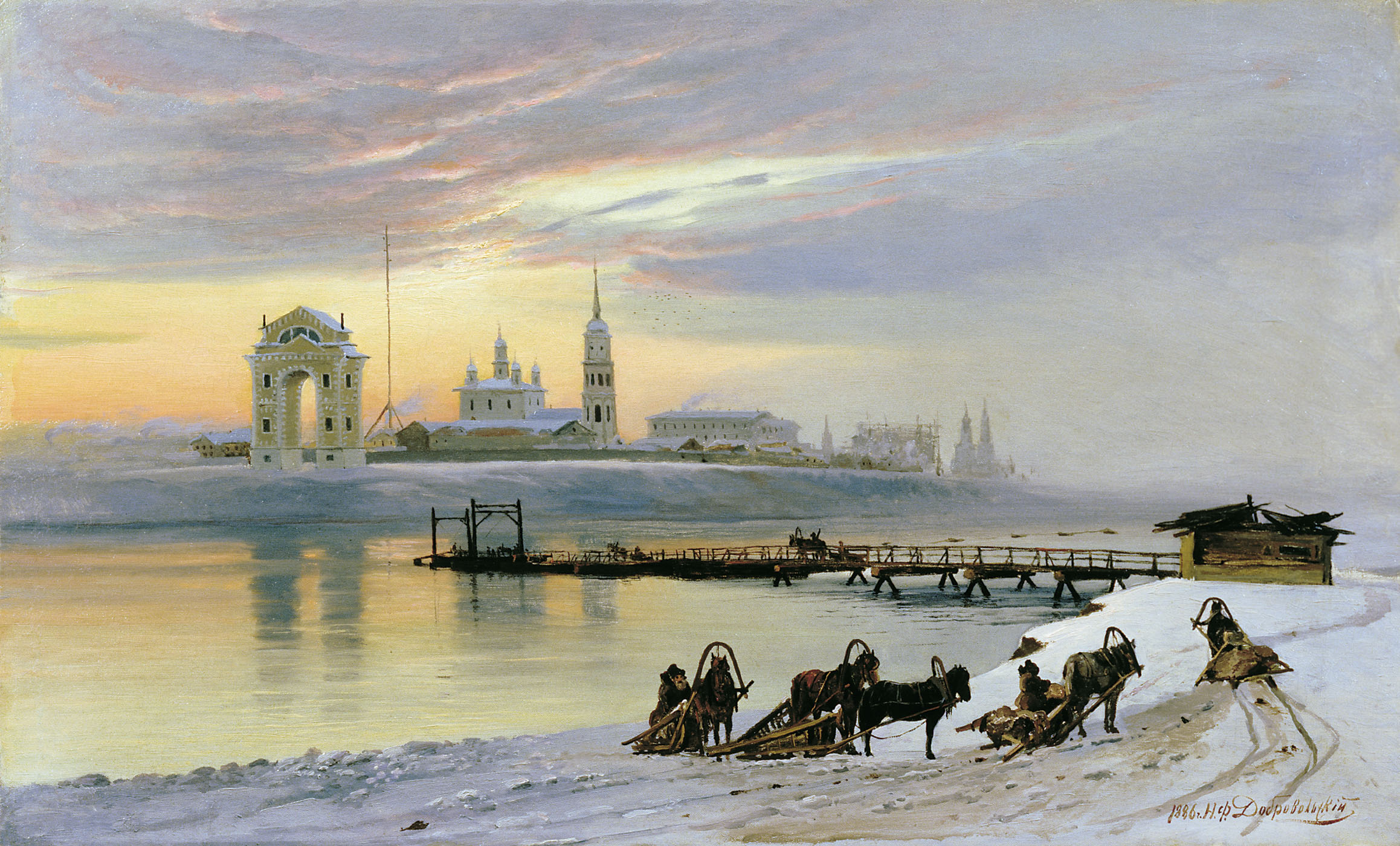
Irkutsk

### Grupos étnicos
El Imperio ruso tenía más de 200 diferentes grupos étnicos e indígenas, gracias a su expansión en Eurasia y sus masivas campañas, desde el Turquestán hasta el Extremo Oriente y en América, cerca de Los Ángeles. En su máxima extensión, se calculan 298 grupos étnicos diferentes, es decir, que el Imperio ruso ha sido el segundo país con más grupos étnicos del mundo, después del Imperio mongol. El censo de 1897 (125,64 millones de habitantes), marcó que el 44 % de la población era étnicamente rusa, 66,5 % con los pueblos hermanos eslavo-orientales (ucranianos y bielorrusos). Grupos más pequeños vivían compactamente en sus regiones correspondientes y pueden ser clasificados y categorizados por su idioma:
- - Ucranianos y cosacos, 18 %.
  - Polacos, 6,3 %.
  - Bielorrusos, 4,5 %.
  - Lituanos y letones, 4 %.
  - Alemanes y suecos, 1,5 %.
  - Judíos, 5 %.
  - Fineses y estonios, 2,8 %.
  - Armenios, 0,9 %.
  - Rumanos y moldavos, 0,8 %.
  - Georgianos, 1,1 %.
  - Tártaros, 10,8 %.

### Religión
El Imperio ruso oficialmente era un estado ortodoxo en un 71 % de la población (rusos, ucranianos, bielorrusos, georgianos, rumanos, osetios, etc.). En 1914, el clero ortodoxo lo componían 130 obispos, unos 50 000 sacerdotes y diáconos, y 84 000 monjes y monjas, que conservaban el 1 % de la propiedad de la tierra. Había una gran separación entre el clero regular "negro" (de donde también salía la jerarquía) bien formado, respetado y rico, y el clero diocesano rural, los "popes" (empobrecido y desprestigiado).
El cristianismo era la religión más seguida. Los cristianos pertenecían a varias ramas: la Iglesia ortodoxa rusa, que tenía el mayor número de creyentes (71 %); las Iglesias católica (9 %, polacos, lituanos, grecocatólicos); la Iglesia apostólica armenia (0,9 %); y varias Iglesias protestantes con un 4,5 % (alemanes, fineses, estonios, letones...). La mayoría islámica era suní, pero también había chiitas por herencia de Irán, aunque con una mucho menor población. El judaísmo también tenía muchos seguidores (5 %). Otras religiones, que eran practicadas por pequeños grupos, incluían el budismo, lamaísmo y chamanismo.
Además se encontraban las enormemente variadas religiones paleosiberianas, también las finoúgricas del norte.

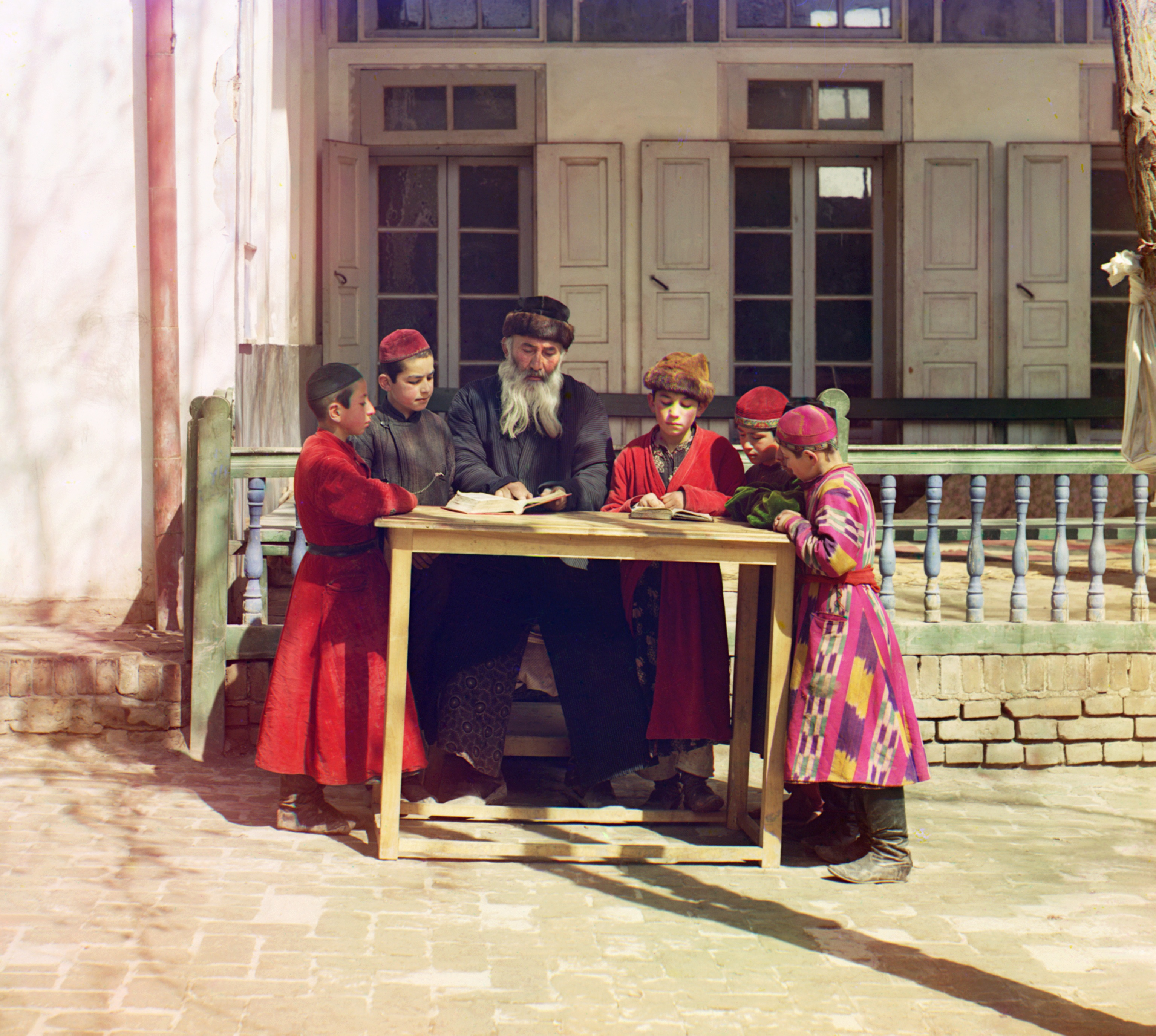
Estudiantes judíos con un maestro en Samarcanda 1910.
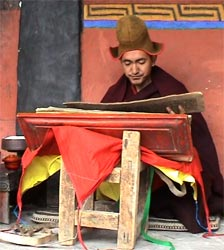
Budista de Tuvá.
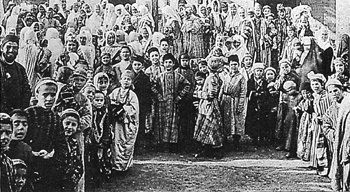
Judíos de Bujará.
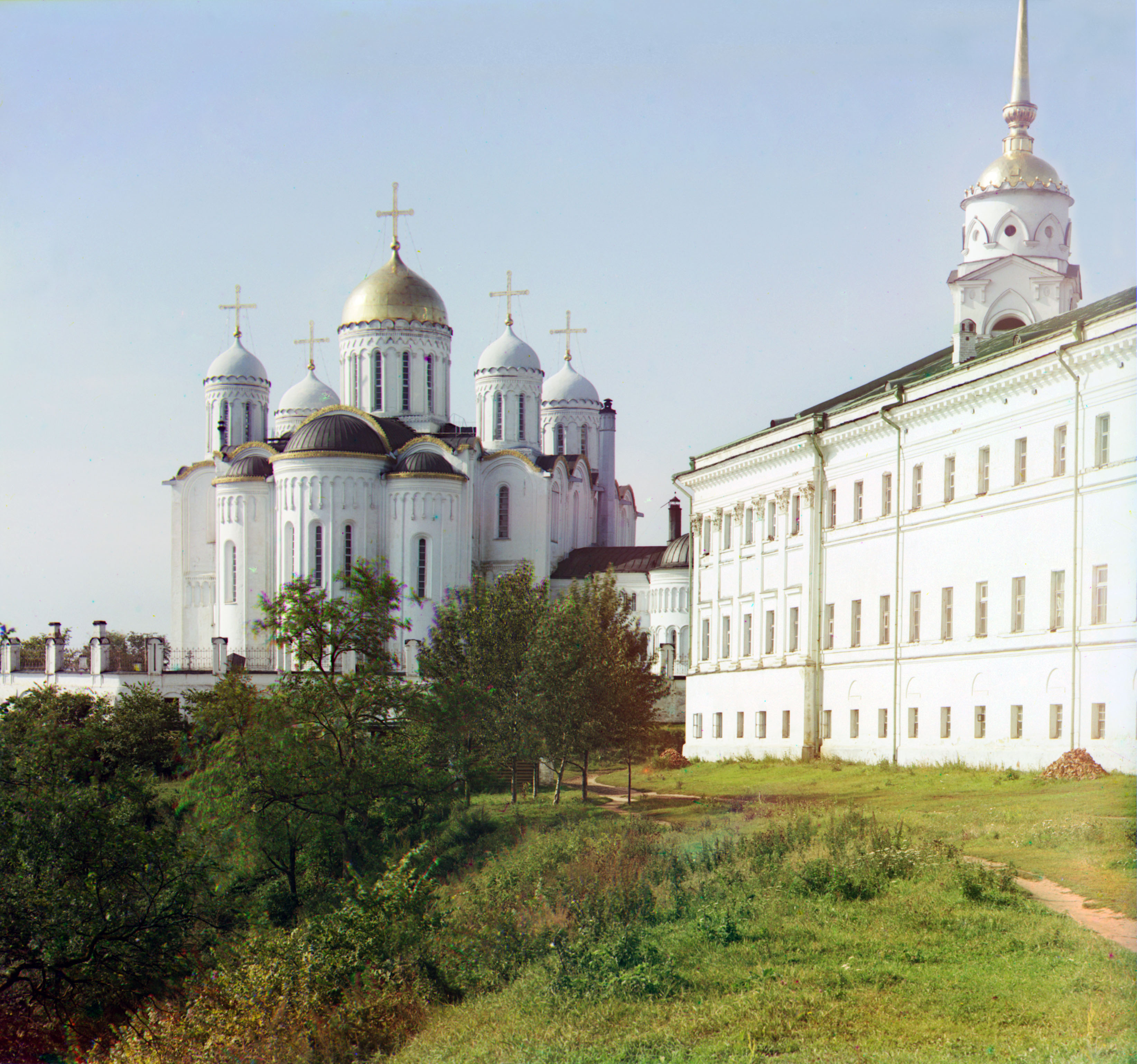
Catedral de la Dormición en Vladímir.

### Índice de desarrollo humano

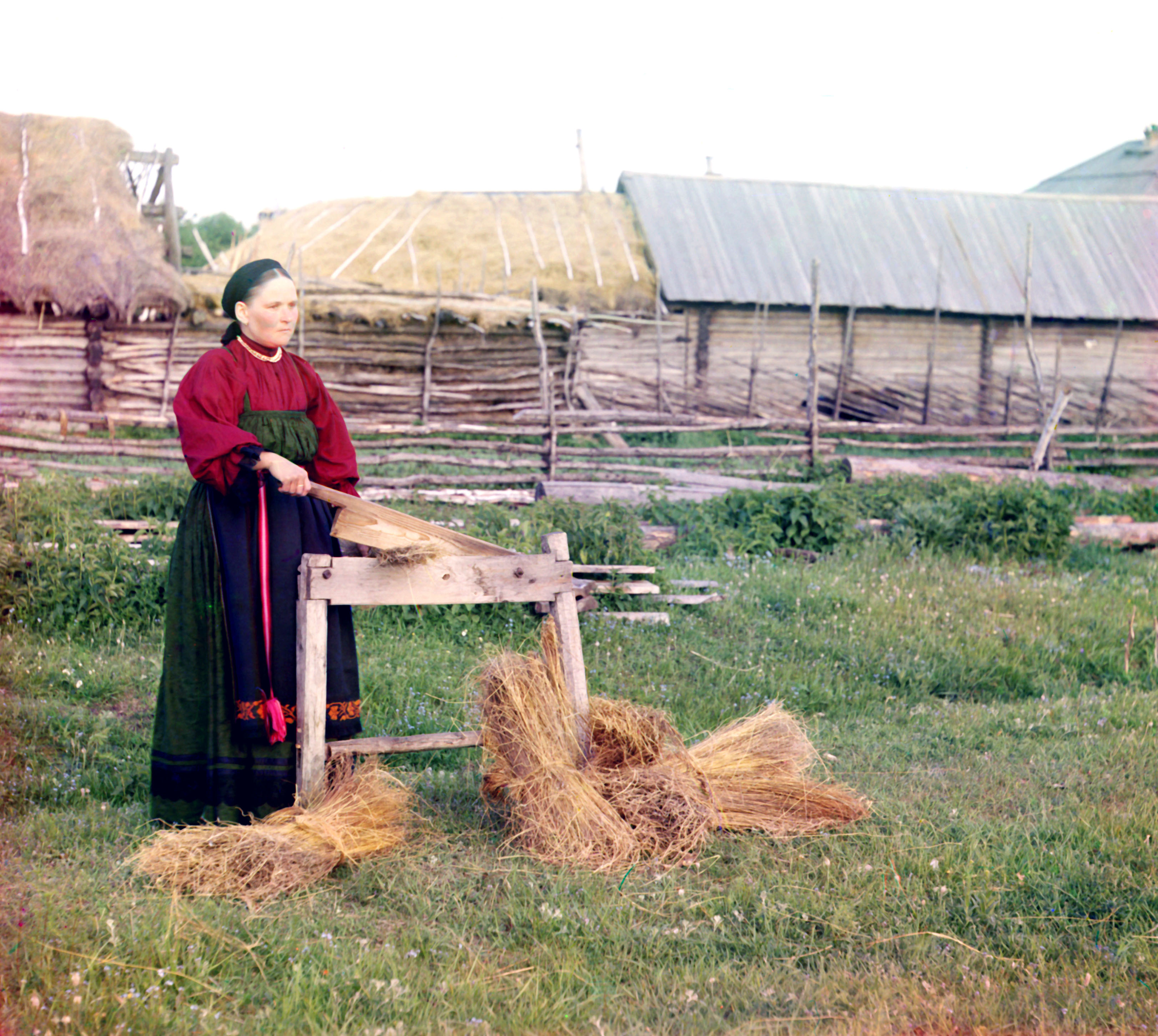
Mujer de Perm, 1910.

Estudios de Países históricos han demostrado que el índice de Desarrollo Humano en el Imperio ruso era alto, oscilando entre 0,800 y 0,850 puntos, debido a las campañas de alfabetización usadas por el gobierno, además que la gente vivía dignamente,[cita requerida] aunque existía la servidumbre, el cambio fue muy grande con la emancipación de los siervos, además existían enormes cantidades de ricos en la zona europea y con la anexión de Polonia y Finlandia, aumentó.[cita requerida] Aunque en su mayoría de la población era campesina, poseían una cultura significativa además,[cita requerida] gracias a las culturas que había tan aisladas de Siberia ahí provenía un porcentaje pequeño pero importante. A pesar de los progresos realizados desde fines del siglo XIX, la renta per cápita rusa no alcanzaba más que 1/3 de la británica en 1914.

## Cultura
La Intelligentsia rusa se dividía en dos tendencias: los eslavófilos, que creían en la naturaleza primordialista de Rusia, a los que se oponían los occidentalistas, deseosos de que Rusia se acercara a Occidente. 

### Literatura

#### Era de Pedro
La occidentalización de Rusia, comúnmente asociada con Pedro I de Rusia y Catalina II de Rusia, coincide con una reforma del alfabeto ruso y el incremento de la tolerancia de la idea de usar lenguaje popular para propósitos literarios. Autores como Antioj Kantemir, Vasili Trediakovskiy Mijaíl Lomonósov en el siglo XVIII prepararon el terreno para poetas como Derzhavin, autores como Sumarókov y Fonviziny escritores de prosa como Karamzín y Radíshchev.

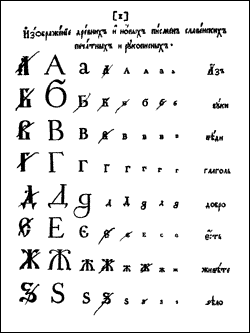
A-S
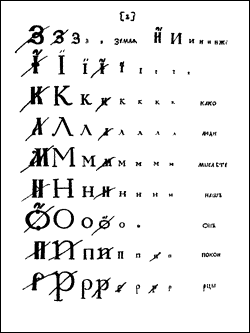
З-P
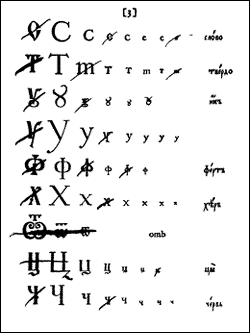
C-Ч
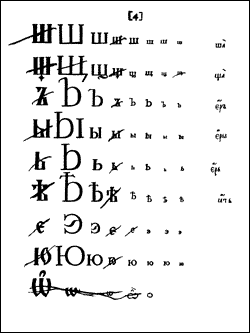
Ш-Ω

Páginas revisadas por Pedro I, Alfabeto cirílico, selección de letras para el alfabeto civil

#### Edad de Oro

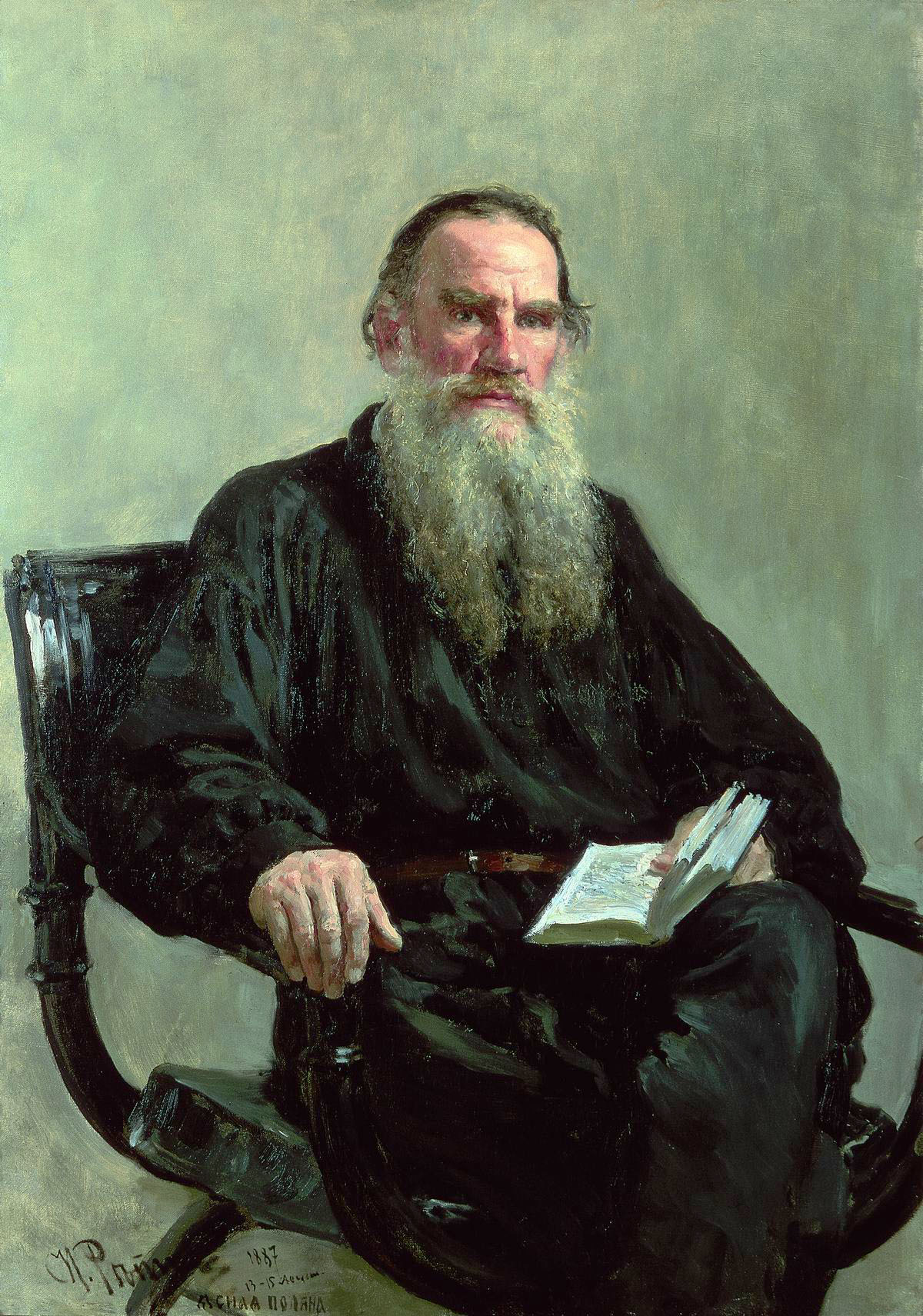
Lev Tolstói, una de las cumbres de la literatura rusa.

El siglo XIX es tradicionalmente referido como la "Edad de Oro" de la literatura rusa.
El Romanticismo permitió el florecimiento especialmente de un talento poético: los nombres de Vasili Zhukovski y Aleksandr Pushkin entran al foro, seguidos de Mijaíl Lérmontov y Fiódor Tiútchev.
Los adelantos del siglo XIX incluyeron a Iván Krylov el fabulista; escritores como Visarión Belinski y Aleksandr Herzen; autores como Aleksandr Griboyédov y Aleksandr Ostrovski; poetas como Yevgueni Baratynski, Konstantín Bátiushkov, Nikolái Nekrásov, Alekséi Konstantínovich Tolstói, Fiódor Tiútchevy Afanasi Fet; el grupo satírico bajo el seudónimo de Kozmá Prutkov; y reconocidos novelistas como Nikolái Gógol, Lev Tolstói, Fiódor Dostoyevski, Nikolái Leskov, Iván Turguénev, Mijaíl Saltykov-Shchedrín e Iván Goncharov.

#### Edad de Plata
Otros géneros entraron al foro con el acercamiento del siglo XX. Antón Chéjov fue excelente en escribir cortas historias de drama, y Anna Ajmátova representó líricas innovadoras.
El principio del siglo XX marca el principio de la era de plata de la poesía rusa. Escritores bien conocidos de este periodo, incluyen a: Inokenti Ánenski, Andréi Bely, Valeri Briúsov, Vladímir Mayakovski, Borís Pasternak, Anna Ajmátova, Marina Tsvetáyeva, Serguéi Yesenin, Nikolái Gumiliov, Danil Jarms, Velimir Jlébnikov, Ósip Mandelshtam, Fiódor Sologub y Maksimilián Voloshin.

### Gastronomía

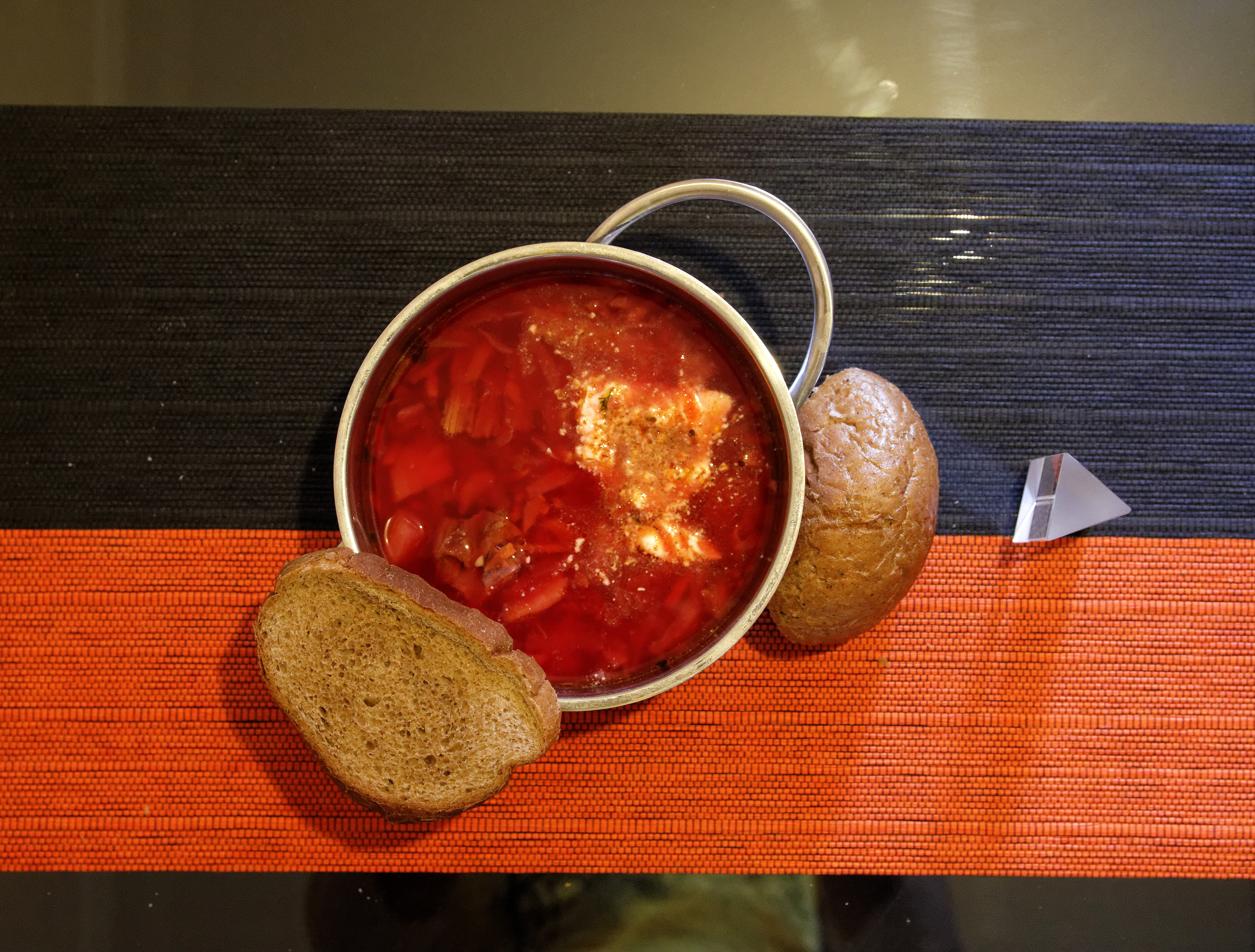
Borsch.

La cocina del Imperio ruso deriva su rico y variado carácter de la gran y multicultural extensión del Imperio. Sus fundaciones fueron puestas por alimento campesino de la población rural en un clima a menudo áspero, con una combinación de abundante pescado, aves de corral, hongos, bayas, y miel. Cosechas de centeno, trigo, cebada y mijo previsto los ingredientes una plétora de pan, cereales, kvas, cerveza y la bebida nacional, el distinguido vodka. Las sopas y los guisados se centraron en producto, pescados, y carnes estacionales o almacenables. Estos alimentos enteramente nativos, junto con las especias y las técnicas usadas para la carne del asado a la parrilla y fabricación de la leche coagulada amarga traída de Mongolia y Tataria por el Kanato de Jiva, seguían siendo las grapas para la mayoría extensa de rusos bien en el siglo XX. La mentira en los alcances norteños del antiguo camino de seda, tan bien como la proximidad cercana de Rusia a Cáucaso, Persia y el Imperio otomano ha proporcionado un carácter del este ineludible a sus métodos el cocinar.
Las grandes extensiones de Rusia del territorio, de la influencia, y del interés durante el siglo XVI y el siglo XVIII trajeron más alimentos refinados y técnicas culinarias. Era durante este período que las carnes ahumadas y los pescados, pasteles cocinando, ensaladas y alimento verde, chocolate, helado, vinos, y el licor fueron importados del extranjero. Por lo menos para la aristocracia urbana y provincial, abrió las puertas para la integración creativa de estos comestibles nuevos con los platos rusos tradicionales. El resultado se varía extremadamente en técnica, el condimento, y la combinación.
Carácter del este a sus métodos el cocinar.

### Festividades
Las festividades y vacaciones en el Imperio ruso estuvieron en uso hasta su caída en 1917.
| Fecha          | Nombre en castellano     | Nombre en ruso          | Notas |
| -------------- | ------------------------ | ----------------------- | --- |
| 14 de enero    | Año Nuevo                | Новый Год               | |
| 7 de enero     | Navidad Ortodoxa         | Рождество               | |
| 8 de marzo     | Día de la Mujer          | женский день            | Existió antes que el internacional, instaurado por Catalina.                                                                   |
| 7 de julio     | Día de Iván-Kupala       | Иван-Купала             | Fiesta de origen pagano adaptada por la Iglesia ortodoxa como festividad de San Juan Bautista (kupel, pila bautismal en ruso). |
| 8 de agosto    | Día del zar              | Царий день              | Usado desde Iván el Terrible hasta la abdicación de Nicolás II.                                                                |
| 4 de noviembre | Día de la unidad popular | День народного единства | Conmemora la revuelta popular contra los polacos en el período Tumultuoso.                                                     |

### Símbolos patrios
El Imperio ruso tenía unos elementos emblemáticos y simbólicos establecidos por ley autocrática del emperador.

#### Escudo

Escudo simple de la Rusia Imperial y Moscovia.

Escudo del Imperio romano de Oriente.

El águila bicéfala llegó al escudo de Rusia en 1452 proveniente del Imperio romano de Oriente. En aquella época el mundo cristiano vivía tiempos difíciles con la reciente Caída de Constantinopla por los turcos, que con la caída del Imperio bizantino, siguieron ocupando territorios, adentrándose en Grecia y el Mediterráneo colocando en jaque la existencia de la soberanía italiana y la existencia de los Estados Pontificios.
El papa Paulo II tuvo como único recurso para defenderse recurrir a la familia de Tomás Paleólogo, hermano del último emperador bizantino, muerto en la toma de Constantinopla, que se había exiliado en Roma. Tomás tenía una hija, la princesa Sofía. El padre quería que se casara con una persona influyente, capaz de fortalecer el papel de Roma en ese período difícil.
Procurando una alianza favorable, Tomás terminó por optar en Moscovia, donde reinaba el gran príncipe Iván III de Rusia. El príncipe, que contaba con veinte años, ya había estado casado y era viudo. El papa estaba convencido de que su eventual casamiento con la heredera del trono de Bizancio seguro lo llevaría a reconquistar Constantinopla en una guerra con los turcos. Asimismo, se arregló el matrimonio entre los dos jóvenes, matrimonio que convertiría al príncipe ruso en heredero y sucesor de un inmenso territorio de donde, siglos antes, la Rusia antigua la "luz del cristianismo".
La pieza más importante del matrimonio de Sofía era la protección de Bizancio - el águila bicéfala del escudo del emperador pasado, simbolizando independencia y el dominio en los territorios del este y la persona occidental del imperio (por lo tanto las dos cabezas). El águila bicéfala con dos coronas hechas para admirar a los rusos debido a su fuerza enigmática.
El escudo no sufrió alteraciones hasta el reinado del zar Iván IV, el Terrible. El zar mandó colocar un escudo en el pecho del águila con la imagen del patrono San Jorge, combatiendo un dragón.

#### Himno nacional
El himno nacional del Imperio ruso fue «Dios salve al Zar» (en ruso: Бо́же, Царя́ храни́), una modificación del himno nacional británico «Dios salve al Rey». Fue escrito en 1815 por Vasili Zhukovski. En 1833 fue modificado por el príncipe violinista Alekséi Lvov, quien escribió la música usando, como en la versión anterior, la letra del poema «Oración de los rusos» de Zhukovski. Sirvió hasta 1917, cuando la Revolución rusa tomó el control y la monarquía abdicó y adoptaron La Marsellesa y después La Internacional.

## Arte

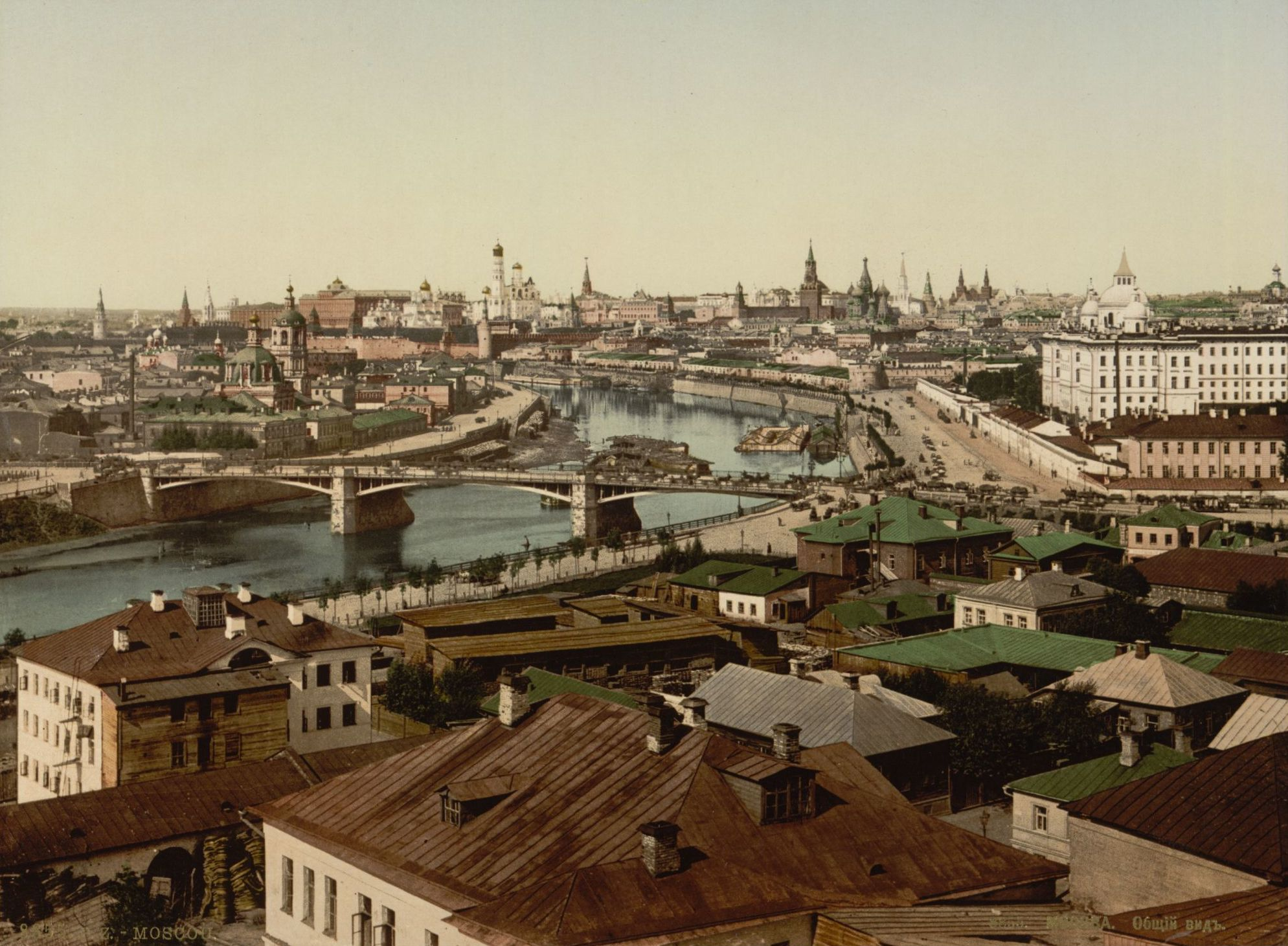
Postal del río Moscova a su paso por el centro de Moscú, años 1890.

Desde iconos y domos característicos de Rusia hasta el suprematismo y el barroco de Stalin, el arte ruso y la arquitectura es buscada por sus visitantes. Esto repercutió desde ser el antiguo estado de la Rus de Kiev, continuando con la tradición en los siguientes estados sucesores en la historia rusa República de Nóvgorod, Moscovia, que consistieron en el tradicional arte eslavo, pero con la falta de la influencia de Europa, que al declararse el Imperio ruso, y convertirse en una gran potencia europea, recibir toda ese arte, y plasmarse la moderna rusa, por así decirlo, así es como el arte ruso ha motivado a tanta gente y pueblos, esto siguió aún con la aparición de la Unión Soviética y posteriormente el Pacto de Varsovia. Aunque hablar del arte en el Imperio ruso es hablar de uno de los imperios más grandes en cuanto a: culturas, grupos étnicos y estilos de vida, se trataran de mencionar los rusos propiamente dichos.

### Iconos

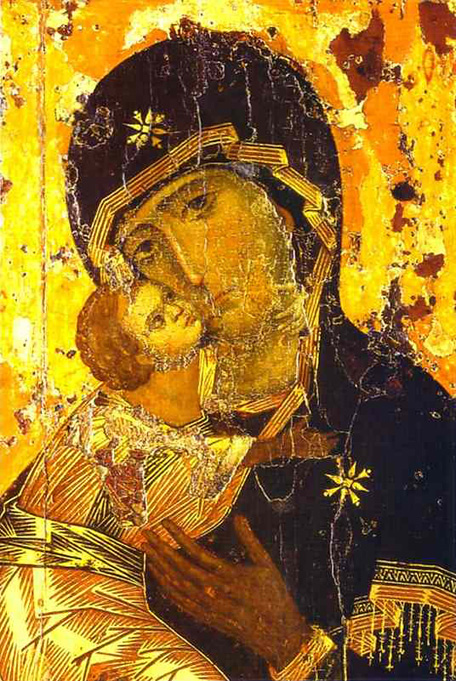
La Virgen de Vladímir

El arte del icono fue heredado del Imperio bizantino, cuando empezó como la tradición de los frescos y mosaicos en la fe ortodoxa. Durante el siglo XVIII y XIX, la controversia iconoclasta en la Iglesia Ortodoxa llamó a la pregunta, si las imágenes religiosas eran una práctica religiosa o sacrilegio idólatra. Aunque el uso de imágenes no desapareció, apuntó a la apreciación entre la intención del arte para la contemplación espiritual y desviar la realidad. Esa es una de las diferencias por las cuales los iconos son tan variados. Durante el siglo XIV en particular, el movimiento iconoclasta tomó el grado de subjetividad y expresión personal en Rusia. Una de las más notables figuras en este cambio fue Andréi Rubliov, cuyos trabajos se pueden apreciar en la Galería Tretiakov en Moscú y el Museo Estatal Ruso en San Petersburgo. Sus trabajos fueron apreciados por el zar Alejandro I el cual decretó en un acta la protección de los iconos, y que la Iglesia no podía prohibirlos.

### Ballet

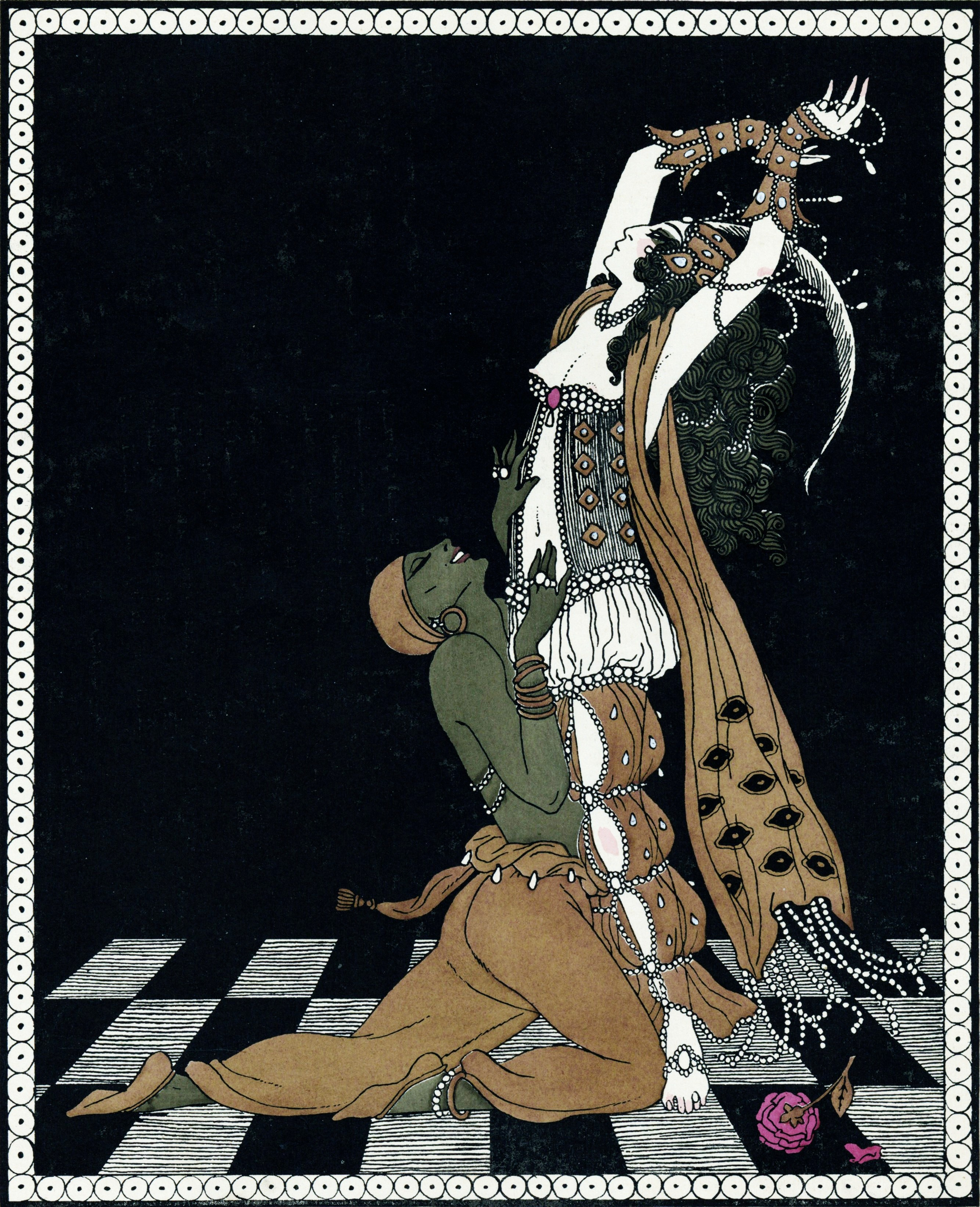
Vátslav Nizhinski e Ida Rubinstein en Sheherezade, producción de los Ballets Rusos de 1910. Por George Barbier.

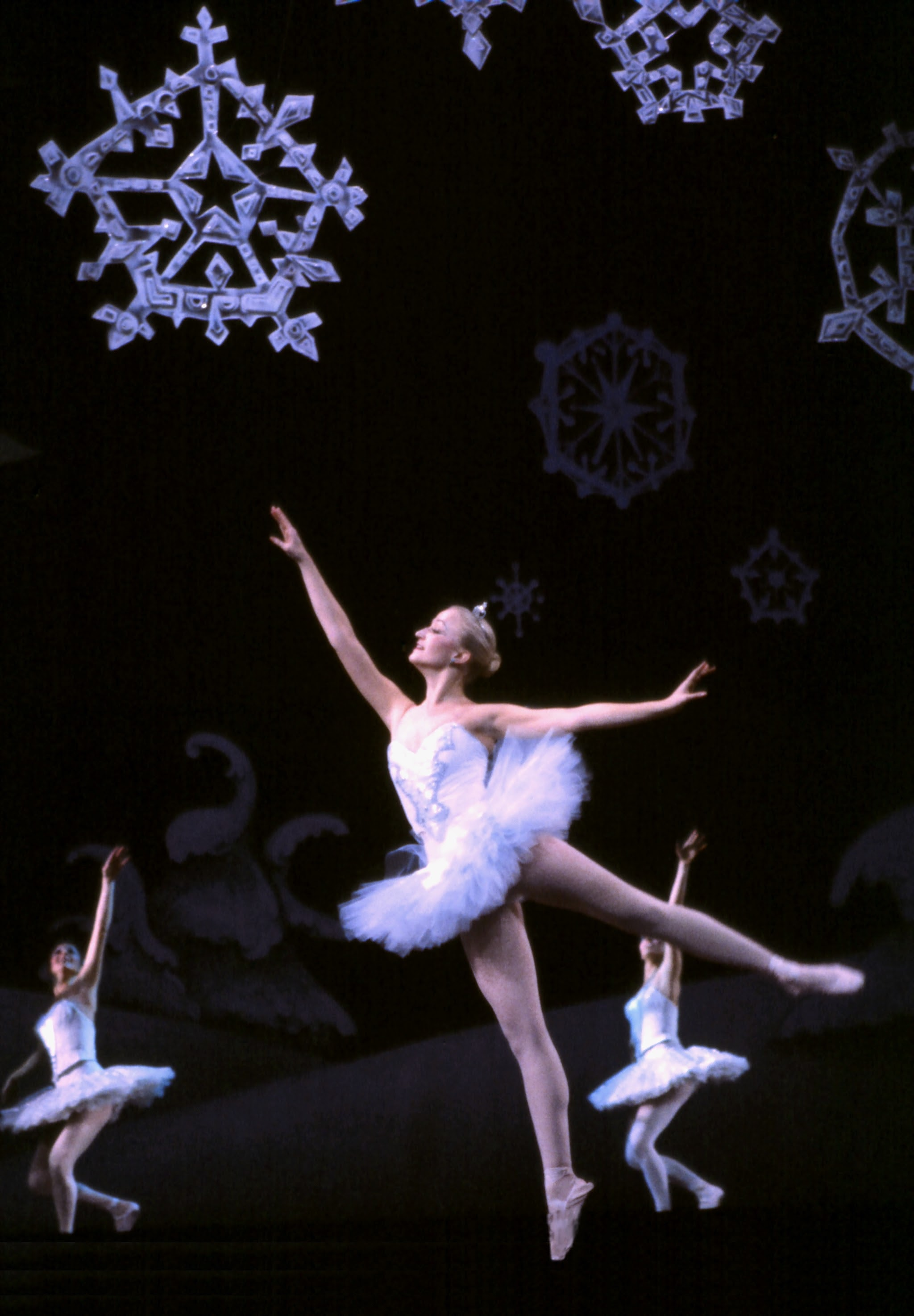
Ballet El cascanueces de Chaikovski.

Rusia ha hecho una contribución única al desarrollo del ballet clásico. El ballet clásico fue introducido en Rusia junto con otras formas aristocráticas de la danza como parte del programa de occidentalización de Pedro I de Rusia en el temprano 1700. La primera escuela del ballet clásico fue establecida en 1734y fundaron la primera compañía completa del ballet clásico en la escuela imperial del ballet clásico en San Petersburgo en 1740. Los bailarines italianos y los coreógrafos franceses predominaron en aquel período, pero antes de 1800 ballets clásicos rusos asimilaba elementos nativos de la gente que bailaba como los nobles patrocinados bailan las compañías de siervos. Los críticos europeos del ballet clásico convinieron que la danza rusa tenía una influencia positiva en ballet clásico de Europa occidental.
Marius Petipa, un coreógrafo francés que pasó cincuenta años escenificando ballets que se convirtieron en clásicos, era la figura dominante durante ese período; sus triunfos más grandes fueron las coreografías de los ballets de Chaikovski que se harían clásicos. Otros bailarines europeos conocidos, tales como Marie Taglioni, Cristian Johanssony Enrico Cecchetti, se realizaron en Rusia durante el siglo XIX y temprano siglo XX, trayendo nuevas influencias de Occidente.
La figura más influyente del vigésimo siglo temprano fue el empresario Serguéi Diáguilev, que fundó una compañía innovadora del ballet clásico que viajó en 1909 con el coreógrafo Mijaíl Fokin, el bailarín Vátslav Nizhinskiy el diseñador Alexandre Benois. Tras la puesta en escena del ballet La consagración de la primavera con música de Ígor Stravinski, la Primera Guerra Mundial y la revolución bolchevique Diáguilev no volvería a Rusia. Hasta que Diáguilev murió en 1929, su compañía Ballets Rusos estuvo establecida en París. En el mismo período, la bailarina Anna Pávlova viajó por el mundo con su troupe y ejerció una influencia enorme en la forma del arte.

### El gran experimento

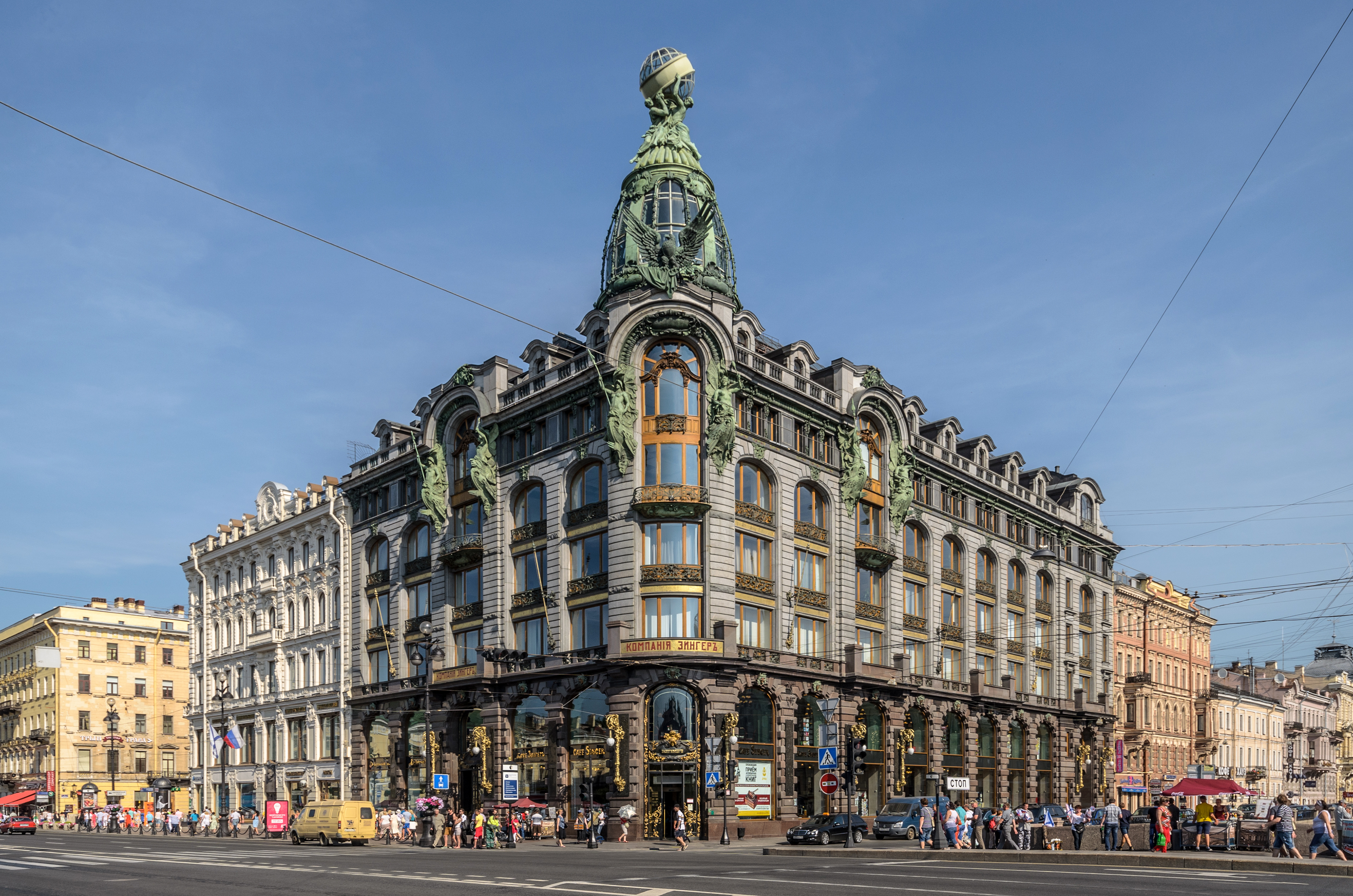
Casa de estilo europeo occidental en San Petersburgo.

La influencia de levantamiento de la cultura europea en Rusia durante los siglos XVII y XVIII trajo las ilustraciones rusas más cercanas a las tradiciones familiares de la pintura occidental. No fue hasta el final del siglo XIX que se presentó el gran cuerpo siguiente de los estilos artísticos únicamente rusos, convirtiéndose conjuntamente con fuerzas liberales de la reforma social. Este movimiento moderno casi tomó muchas diversas direcciones de su inicio, y sería imposible describir todos. Sin embargo, incluso un conocido muy general con sus ideas e intereses comunes hace su trabajo mucho más accesible.
Desde el comienzo, el movimiento moderno del arte fue referido a romperse lejos de la tradición clásica y a crear una nueva clase de arte que fue contratado íntimo con la vida de cada día de la sociedad rusa. Se convirtió que un interés renovado en arte ruso tradicional forma, incluyendo ambos pintura popular decorativa del arte y, por supuesto, del icono. El arte decorativo ganó un aprecio de la energía de patrones geométricos abstractos - las líneas, las formas, y el color fueron utilizados para construir ritmos y formas enérgicas, para representar no necesariamente objetos o espacios reales. El reexamen de la pintura del icono hizo a pintores más enterados de la energía de una perspectiva visual plana, de dos dimensiones. Es decir realizaron que podrían tratar la lona como una lona, más bien que intentando dar la impresión que era una ventana en un espacio.
Del final del siglo XIX hasta cerca de 1910, el movimiento moderno del arte seguía siendo el más interesado de aspectos tradicionales de la vida rusa—la religión y la vida de la aldea eran tan influyentes como la vida de las grandes ciudades. Mientras que las fuerzas de la reforma social se ligaron más de cerca a la población de levantamiento de trabajadores industriales, los artistas de la vanguardia de Rusia dieron vuelta cada vez más a la fábrica y al paso frenético de la vida urbana para la inspiración. Las formas simplificadas y agudamente angulares de los colores brillantes, y un énfasis en la energía liberatoria del mundo moderno se convirtió la base para las nuevas y cada vez más abstractas composiciones. Cubo-Futurismo, Rayonismo y Suprematismo eran los más importantes de los estilos y de las escuelas que emergieron durante este tiempo. Entre sus artistas más prominentes estaban Kasimir Malévich, Vladímir Tatlin, Mijaíl Lariónovy Natalia Goncharova.
Después de la Revolución rusa de 1917, el Avant-Garde ruso saltó en el servicio del nuevo régimen bolchevique. Se parecía prometer apenas la clase de rotura en un mundo nuevo, y barrer lejos del viejo, que habían estado trabajando para en el arte por años. Produjeron los carteles políticos, desfiles organizados de la calle y las ferias, y, lo más notablemente posible, realizaron el diseño de los grandes espacios públicos del país para las celebraciones del aniversario de la revolución. Cogido para arriba en el énfasis del nuevo régimen en la importancia de la energía industrial, comenzaron a traer a la composición un sentido de la racionalidad y el foco tecnológico del trabajo y del diseño industriales. Constructivismo, como este estilo se conoce, continuado desarrollándose en los últimos años 20, cuando el conservadurismo del estado estalinista renunció el Avant-Garde en favor del realismo socialista soviético. Muchos de los artistas prominentes de las escuelas anteriores desempeñaron un papel central en Constructivismo, especialmente Tatlin. Otros artistas bien conocidos del movimiento de Constructivismo incluyen Aleksandr Ródchenko, Varvara Stepánovay Liubov Popova.
Negado por el gobierno estalinista y descuidado en el oeste, el Avant-Garde ruso ha recibido solamente recientemente la atención que merece. El Museo Ruso en San Petersburgo posee la colección más extensa de su trabajo.

### Cinematografía
El cine llegó a Rusia de manos de los Hermanos Lumière en 1896. La primera película rodada en Rusia fue tomada por un camarógrafo de los Lumière, se trataba de la coronación del zar Nicolás II. Poco tiempo después abrirían salas de exhibición de las casas Pathé y Gaumont. En 1908 Aleksandr Drankov produce la primera película narrativa rusa Stenka Razin, dirigido por V. Romashkov. Los siguientes años se producirían más de cien películas más enteramente rusos que competirían con la producción de Francia, Alemania, Inglaterra, entre otros.
En 1912 se inauguran los estudios Jadzhónkov y se produce la película Oborona Sevastópolya (La defensa de Sebastopol) dirigido por Iván Mozhujin, quien también hacía el papel de Napoleón. El zar Nicolás ayudó a la producción de esta y otras películas, e incluso tenía un camarógrafo personal, que tomaba películas "caseras", pero no existía una promoción oficial desde el estado. Hacia 1914 con la llegada de la Primera Guerra Mundial, los cineastas rusos se vuelcan a la producción de películas patrióticas antialemanes, aumentando exponencialmente la producción, llegando a 499 películas en 1916. Los aliados de Rusia importaban los mejores y más exitosas películas, como los de Yákov Protazánov y Yevgueni Bauer.
Finalmente, en medio de la guerra, hacia 1917 se produce la Revolución rusa, si bien hay un cierto intento de los productores en adaptarse y se hacen algunas películas antizaristas, finalmente el cine del Imperio ruso desaparece, al proclamarse la creación de la Unión Soviética. La última película de este período en completarse fue Otéts Sergui ('Padre Sergio') que sería el primer estreno el año siguiente, ya bajo el régimen soviético.

### Muebles

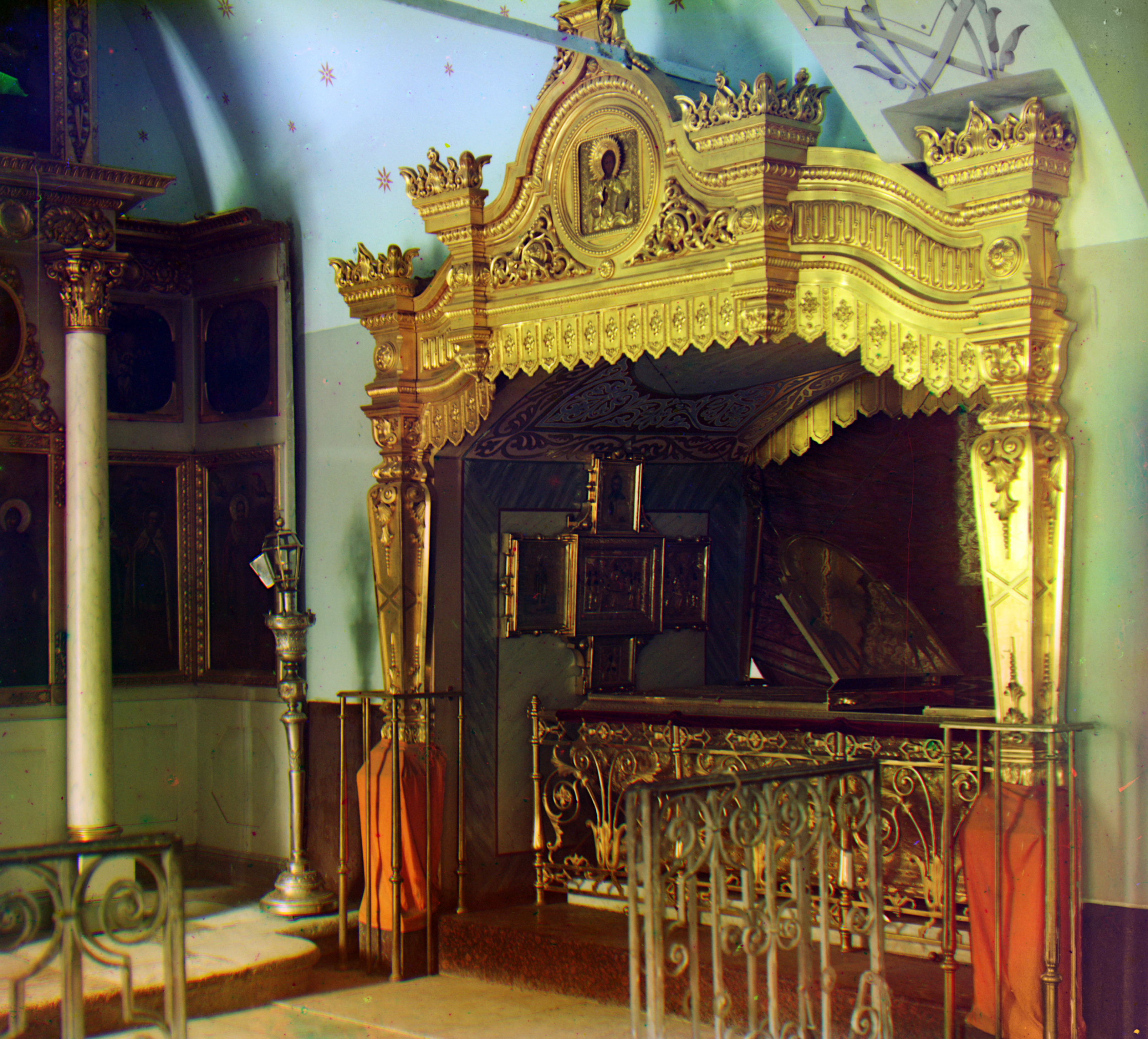
Pieza arquitectónica en Súzdal. Fotografía de Serguéi Prokudin-Gorski.

En la Rusia Imperial, como se ha visto fue un crisol de culturas unificadas por esta entidad, desde los antiguos santuarios ortodoxos, en el centro económico ruso, el islam llevado a Crimea por los turcos, las herencias étnicas en Siberia, las herencias en el Turquestán, la china en la Manchuria rusa, los cosacos al sur del Dniépery los múltiples habitantes del Cáucaso, pero donde hubo una uniformidad en las combinaciones fue en la Finlandia Anexada.
Los viejos muebles suecos y rusos son parte del patrimonio cultural finlandés. Finlandia fue anexada al Imperio ruso como Gran Ducado Autónomo en 1809 y permanecida tan hasta independencia en 1917. Había muchos oficiales del gobierno y artesanos finlandeses que trabajaban en San Petersburgo en ese entonces, y trajeron muebles con ellos a Finlandia, al igual que los inmigrantes rusos.
San Petersburgo se había convertido en la capital, en 1712, del imperio que crecía rápidamente. La ciudad tenía contactos cercanos con Francia, Holanda, Alemania e Italia que también proveyeron de San Petersburgo muchos arquitectos y artesanos que construyeron palacios e interiores diseñados allí. Los muebles, fueron traídos también a los palacios del extranjero. Los carpinteros decorativos rusos los utilizaron como modelos pero los combinaron liberalmente con las características de los estilos griego, romano y egipcio. Esto dio a luz se sabe a qué como el estilo ruso que favoreció tallar y dorado rico decorativos. Los muebles que chapeaban con maderas duras finas llegaron a ser populares en el siglo XVIII. Antes de esto los muebles fueron pintados.
Las decoraciones de bronce genuinas eran raras, en lugar los muebles tenían a menudo ornamentación de madera pegado sobre ellos y después pintado y dorado para simular el bronce. Los muebles rusos fueron diseñados para los palacios monumentales y por lo tanto se parecen pesados en comparación con otros estilos. Los modelos para el estilo ruso temprano del imperio fueron encontrados en libros franceses e ingleses del patrón, pero el estilo ruso del imperio apropiado era la creación del arquitecto Andréi Voronijin del San Petersburgo que diseñó muebles pesadamente construidos en el 1810. Los muebles ofrecieron el pájaro, animal, quimera y los adornos de la esfinge, los palmotees, los rosetones, los lyres y el acantus incluidos favoritos más últimos se va. Los muebles más finos fueron hechos para los cuartos de la recepción del palacio.
Los muebles de caoba cabidos con los montajes de cobre amarillo fueron utilizados para los otros cuartos, las sillas que eran adornadas con las tallas ricas. Los apoyabrazos fueron tallados en la forma de cisnes o de cariátides y dorados o pintados para simular el bronce. Las piernas fueron forradas en latón. Los muebles de Gambsstyle (Heinrich Gambs, alemán, movido a San Petersburgo en 1790) estaban también en venta en Finlandia aunque los fabricantes rusos no estamparon generalmente sus muebles.
Los muebles del estudio abarcan un sofá, cuatro sillas del brazo, sillas más pequeñas, una tabla y un pecho de cajones. No conocen a los dueños anteriores de la habitación, solamente Amos Anderson comprada le en 1917. El material es pino con una chapa de caoba. El sofá y la tabla fueron hechos en San Petersburgo en el 1810 y las sillas del brazo en el 1820. Las esfinges de la característica de los apoyabrazos hechas de ebonised y doraron la madera y los montajes de cobre amarillo de los restos traseros representan la cara de Apolo en el centro de una guirnalda flanqueada por palmettes. El resto trasero del sofá se adorna con un adorno de la serpiente y los restos del brazo con las cabezas de los cisnes. Las ayudas laterales de los restos traseros fueron hechas en la forma de las cabezas de los cariátides cubiertas con pátina negra con las columnas cortas para las piernas delanteras. La tapicería no es original. Las piernas de la tabla, giradas un torno y adornadas con las envolturas de se van están cubiertas en parte con una pátina de bronce y doradas en parte.

### Fotografía
El fotógrafo más reconocido del periodo fue Serguéi Prokudin-Gorski. Estudió con renombrados científicos en San Petersburgo, Berlín y París, desarrollando las técnicas para las primeras fotografías en color. De sus resultados surgieron las primeras patentes de películas positivas en colores y de proyección de películas con movimiento. Hacia 1905, Prokudin-Gorski concibió el gran proyecto de documentar, con fotografías en colores, la enorme diversidad de historia, cultura y avances del Imperio ruso, para ser utilizado en las escuelas del imperio, gracias al sistema de reformas culturales de Nicolás II. Para su proyecto, el zar Nicolás II puso a la disposición de Prokudin-Gorski, un vagón de tren equipado con un cámara oscura y los insumos necesarios. Igualmente obtuvo todos los permisos para visitar áreas de acceso restringido y contar con el apoyo de la burocracia del imperio. Así equipado, Prokudin-Gorski recorrió el imperio entre 1909 y 1915, documentándolo con imágenes y dando a conocer la magnitud del imperio a sus habitantes.